# Втрати силових структур внаслідок російського вторгнення в Україну (серпень — грудень 2015)
У статті наведено список втрат силових структур України у російсько-українській війні з 1 серпня по 31 грудня 2015 року (включно).
| Пн | Вт | Ср | Чт | Пт | Сб | Нд |
| -- | -- | -- | -- | -- | -- | -- |
|    |    |    |    |    | 1  | 2  |
| 3  | 4  | 5  | 6  | 7  | 8  | 9  |
| 10 | 11 | 12 | 13 | 14 | 15 | 16 |
| 17 | 18 | 19 | 20 | 21 | 22 | 23 |
| 24 | 25 | 26 | 27 | 28 | 29 | 30 |
| 31 |    |    |    |    |    |    |

| Пн | Вт | Ср | Чт | Пт | Сб | Нд |
| -- | -- | -- | -- | -- | -- | -- |
|    | 1  | 2  | 3  | 4  | 5  | 6  |
| 7  | 8  | 9  | 10 | 11 | 12 | 13 |
| 14 | 15 | 16 | 17 | 18 | 19 | 20 |
| 21 | 22 | 23 | 24 | 25 | 26 | 27 |
| 28 | 29 | 30 |    |    |    |    |
|    |    |    |    |    |    |    |

| Пн | Вт | Ср | Чт | Пт | Сб | Нд |
| -- | -- | -- | -- | -- | -- | -- |
|    |    |    | 1  | 2  | 3  | 4  |
| 5  | 6  | 7  | 8  | 9  | 10 | 11 |
| 12 | 13 | 14 | 15 | 16 | 17 | 18 |
| 19 | 20 | 21 | 22 | 23 | 24 | 25 |
| 26 | 27 | 28 | 29 | 30 | 31 |    |
|    |    |    |    |    |    |    |

| Пн | Вт | Ср | Чт | Пт | Сб | Нд |
| -- | -- | -- | -- | -- | -- | -- |
|    |    |    |    |    |    | 1  |
| 2  | 3  | 4  | 5  | 6  | 7  | 8  |
| 9  | 10 | 11 | 12 | 13 | 14 | 15 |
| 16 | 17 | 18 | 19 | 20 | 21 | 22 |
| 23 | 24 | 25 | 26 | 27 | 28 | 29 |
| 30 |    |    |    |    |    |    |

| Пн | Вт | Ср | Чт | Пт | Сб | Нд |
| -- | -- | -- | -- | -- | -- | -- |
|    | 1  | 2  | 3  | 4  | 5  | 6  |
| 7  | 8  | 9  | 10 | 11 | 12 | 13 |
| 14 | 15 | 16 | 17 | 18 | 19 | 20 |
| 21 | 22 | 23 | 24 | 25 | 26 | 27 |
| 28 | 29 | 30 | 31 |    |    |    |
|    |    |    |    |    |    |    |

## Список загиблих 1 серпня — 31 грудня 2015 року
| №        | Світлина Емблема | Прізвище, ім'я, по батькові                                                  | Про особу | Дата смерті                           | Обставини смерті |
| -------- | ---------------- | ---------------------------------------------------------------------------- | --- | ------------------------------------- | --- |
| Серпень  |                  |                                                                              | |                                       | |
| 2736     |                  | Погончук Олег Ілліч                                                          | 2 вересня 1994, Жуків (Золочівський район) Львівська область. Проживав у с. Зимна Вода (Пустомитівський район). Молодший сержант 122-го окремого аеромобільного батальйону (Костянтинівка) 81-ї десантно-штурмової бригади. Служив у міліцейському спецпідрозділі «Титан» в Києві. Повернувшись на Львівщину, працював охоронцем у приватній фірмі. Призваний за мобілізацією як доброволець навесні 2015 року. Залишилися батьки і старша сестра. | 1 серпня 2015                         | Загинув від наскрізного вогнепального кульового поранення голови, під час несення вартової служби на спостережному пункті «Черепаха» блокпосту «Дракон» під містом Костянтинівка (Донецька область). |
| 2737     |                  | Рибаков Василь Володимирович                                                 | 28 травня 1989, Сморжів (Радехівський район) Львівська область. Військовослужбовець 24-ї окремої механізованої бригади (Яворів). Майже три роки служив у ЗСУ за контрактом, з них 1,5 роки був у зоні АТО, від початку військових дій на Донбасі. Двічі був поранений та повертався на передову. Залишилися мати і син. | 2 серпня 2015                         | Загинув у смт Новотошківське (Попаснянський район Луганська область). В соцмережах повідомляють, що у висновку судово-медичної експертизи причиною смерті вказане самогубство. |
| 2738     |                  | Пономаренко Сергій Олександрович                                             | 10 вересня 1982, с. Павлиш Онуфріївський район Кіровоградська область. Молодший сержант, військовослужбовець 30-ї окремої механізованої бригади (Україна). | 2 серпня 2015                         | Загинув поблизу міста Артемівськ (Донецька область). Похований на кладовище селища Павлиш. За повідомленням журналіста ICTV, двоє військових 30-ї бригади загинули в боях на Горлівському напрямку, ще 13 дістали поранень. |
| 2739     |                  | Правосудько Ігор Миколайович                                                 | 6 серпня 1981, Докучаєве (Устинівський район) Кіровоградська область. Мешкав у Кіровограді. Молодший сержант, військовослужбовець 2-го окремого мотопіхотного батальйону Оперативного командування «Північ» (раніше — 2-й БТО Рівненської області «Горинь»), в/ч пп В0113. Активний учасник Революції Гідності. У вересні 2014 року добровольцем був мобілізований до ЗСУ. | 2 серпня 2015                         | Загинув, рятуючи поранених під мінометним обстрілом на горлівському напрямку поблизу с. Зайцеве (Артемівський район) Донецької області. Похований на кладовище села Докучаєве. Поблизу с. Зайцеве батальйон «Горинь» втратив 2 бійців, поранено 6 і один отримав контузію. За даними ІАЦ РНБО, за минулу добу внаслідок бойових дій 4 українських військовослужбовців загинули, 15 — було поранено. |
| 2740     |                  | Павлюк Олександр Альбертович                                                 | 29 травня 1968, Мукачеве Закарпатська область. Старший прапорщик, військовослужбовець механізованого батальйону 128-ї гірсько-піхотної бригади (Мукачеве). Залишилася дружина і двоє дітей. | 3 серпня 2015                         | Двоє бійців бригади загинули у ніч на 3 серпня в результаті обстрілу поблизу смт Станиця Луганська (Луганська область), на бойових позиціях біля станції Вільхова та рибгоспу. |
| 2741     |                  | Козак Мар'ян Іванович                                                        | 20 липня 1984, Іванівці (Жидачівський район) Львівська область. Солдат механізованого батальйону 128-ї гірсько-піхотної бригади (Мукачеве). | 3 серпня 2015                         | Двоє бійців бригади загинули у ніч на 3 серпня в результаті обстрілу поблизу смт Станиця Луганська (Луганська область), на бойових позиціях біля станції Вільхова та рибгоспу. |
| 2742     |                  | Мазур Андрій Євгенович                                                       | 28 листопада 1975, Налужжя Теребовлянський район Тернопільська область. Сержант, військовослужбовець 128-ї гірсько-піхотної бригади (Мукачеве). Коли Андрію було 14 років, загинув його батько, а через кілька років померла мати. Мобілізований 24 липня 2014 року, після тритижневої підготовки на полігоні у Виноградові вирушив на передову. Залишилися брат, дружина та 19-річний син. | 3 серпня 2015                         | За два тижні до демобілізації, 9 липня, під час виконання бойового завдання в районі смт Станиця Луганська (Луганська область) отримав важкі осколкові поранення у живіт від фугасу. Андрію зробили операцію у місцевій лікарні та витягли осколки, але в організм потрапила інфекція і почалося зараження. Помер у Харківському військовому шпиталі. Похований у рідному селі. |
| 2743     |                  | Бондар Олександр Борисович                                                   | 16 листопада 1974, Вознесенськ Миколаївська область. Сержант, військовослужбовець 95-ї ОАеМБр. Працював на сирзаводі. Був мобілізований 5 серпня 2014 року як доброволець. Залишилися дружина та донька. Шурин Олександра (брат дружини) — прикордонник Володимир Гречаний, загинув 14.06.2014 під Маріуполем. Прим. Можливо, це сержант Бондар Олександр Борисович (потрібне підтвердження). | 3 серпня 2015                         | Помер від серцевого нападу в с. Рубіжне (Добропільський район). Похований на Центральному кладовищі Вознесенська. |
| 2744     |                  | Остапчук Василь Васильович (Позивний «Хохол»)                                | 17 травня 1977, Полонне Хмельницька область. Солдат, головний сержант — командир відділення 13-го окремого мотопіхотного батальйону 1-ї окремої танкової бригади (раніше — 13-й БТО «Чернігів-1»). Добровольцем пішов на фронт, із зими 2015 року воював у Добровольчому Українському Корпусі «Правий сектор», потім перевівся до ЗСУ. Залишилися батьки, дружина та двоє дітей. | 3 серпня 2015                         | Був поранений в районі міста Артемівськ (Донецька область) касетною міною, внаслідок вибуху йому відірвало ногу, а також отримав численні поранення в області таза. Василь встиг по рації передати про свої поранення, медики боролися за життя захисника до останнього, але він загинув від втрати крові. За даними Книги пам'яті, близько 23:40 під час артилерійського обстрілу взводного опорного пункту отримав поранення в спину, помер під час транспортування до Артемівської міської лікарні. Похований у Полонному. |
| 2745     |                  | Шумейко Олександр Вікторович (Позивний «Шум»)                                | 24 вересня 1982, Митченки Бахмацький район Чернігівська область. Солдат, номер обслуги протитанкового артилерійського розрахунку 2-го взводу роти вогневої підтримки 17-го ОМПБ «Кіровоград» 57-ї ОМПБр. Шкільні роки — Крим та с. Киселівка (Менський район). Строкова служба — «Десна». Заочно закінчив ЧДІЕіУ («Фінанси»), одночасно з навчанням працював рятувальником у Києві. З 2007 по 2014 проживав у м. Щолкіне АР Крим, де працював рятувальником. Після окупації півострова у березні 2014 залишив службу і повернувся у Киселівку. Мобілізований 11.02.2015 як доброволець. Розлучений, залишилась мати. | 4 серпня 2015                         | Загинув о 00:03 у ніч на 4 серпня внаслідок смертельного поранення від розриву 82-міліметрової міни під час вогневого боєзіткнення на ВОП поблизу с. Гладосове в районі міста Горлівка. Похований у с. Киселівка. |
| 2746     |                  | Трофимчук Валерій Васильович                                                 | 29 вересня 1967, Вінниця. Солдат, розвідник 1-ї розвідувальної роти 54-го окремого гвардійського розвідувального батальйону (Новоград-Волинський). 11 років жив в Італії, де працював на меблевій фабриці. Повернувшись до України, оселився в селі у батьків. Був мобілізований на початку серпня 2014 року. Під час боїв за Дебельцеве 9 грудня 2014 року заручився зі своєю коханою, яка приїхала до нього на передову, потім вони обвінчались у Вінниці, після чого Валерій знову поїхав на фронт. Залишилася дружина та донька 2013 р.н. | 4 серпня 2015                         | Загинув у ніч з 3 на 4 серпня в результаті мінометного обстрілу спостережного пункту на териконі шахти «Южна» поблизу смт Ленінське за 800 метрів від окупованої Горлівки. Міна розірвалася у двох метрах від бійців, Валерій загинув на місці від чисельних поранень. Його пораненого напарника вдалось спустити із терикону, але до шпиталю довезти його також не встигли |
| 2747     |                  | Гурічев Андрій Вікторович (Позивний «Барс»)                                  | 26 червня 1991, Новомиргород Кіровоградська область. Лейтенант, командир взводу спостереження і технічних засобів спостереження 57-ї окремої мотопіхотної бригади (Кропивницький). Випускник Златопільської гімназії, золотий медаліст. Закінчив Севастопольський національний університет ядерної енергії та промисловості. Під час навчання захопився пауерліфтингом і у 2012 році здобув золото на чемпіонаті світу. Після цього почав навчатися на факультеті фізичного виховання Кіровоградського державного університету ім. Володимира Винниченка. Навчався, працюючи тренером у фітнес-клубі «Зірка», і у віці 23 роки возив на міжнародні змагання своїх вихованців. На фронт пішов добровольцем. Попри війну продовжував навчання на заочному відділенні. На його сторінці у соціальних мережах назавжди залишився останній статус: «Людина — сталь. А танк — всього лиш шматок заліза». | 4 серпня 2015                         | Загинув у ніч з 3 на 4 серпня в результаті мінометного обстрілу спостережного пункту на териконі шахти «Южна» поблизу смт Ленінське за 800 метрів від окупованої Горлівки. Міна розірвалася в двох метрах від бійців, Андрій дістав важких поранень, помер від втрати крові дорогою до лікарні. Похований у Новомиргороді. |
| 2748     |                  | Росторопша Віктор Вікторович                                                 | 30 червня 1996, 19 років, Світлогірське (Криничанський район) Дніпропетровська область. Солдат, розвідник 74-го окремого розвідувального батальйону (Черкаське, Дніпропетровська область). Був круглим сиротою, залишившись без батьків разом зі старшою сестрою виховувався у Перещепинському інтернаті для дітей-сиріт. У червні 2015 року закінчив профтехучилище в Дніпропетровську та добровольцем пішов до військкомату. | 5 серпня 2015                         | Загинув разом з двома бойовими товаришами о 3:04, підірвавшись на фугасі поблизу села Карлівка (Мар'їнський район) Донецької області. Похований у с. Світлогірське. |
| 2749     |                  | Шаповал Олександр Сергійович                                                 | 25 липня 1992, Єлизаветградка Олександрівський район (Кіровоградська область). Старший лейтенант, командир розвідгрупи 74-го окремого розвідувального батальйону (Черкаське, Дніпропетровська область). Кадровий офіцер. Після закінчення школи № 30 у м. Черкаси, де мешкав з батьками, вступив до Київського військового ліцею імені Івана Богуна. Після цього навчався в Академії сухопутних військ у Львові. Факультет сухопутних військ і розвідки перевели в Одесу, тож 2014 року Олександр закінчив Одеську Академію Сухопутних військ, був направлений до 74-го ОРБ, і став на захист Батьківщини. Нагороджений медаллю за оборону Донецького аеропорту. | 5 серпня 2015                         | Загинув разом з двома бойовими товаришами, підірвавшись на фугасі поблизу села Карлівка (Мар'їнський район) Донецької області. Похований в смт Єлизаветградка. |
| 2750     |                  | Лянка Максим Юрійович                                                        | 7 січня 1986, Синельникове Дніпропетровська область. Солдат, радіотелеграфіст — розвідник 74-го окремого розвідувального батальйону, в/ч пп В0136 (Черкаське, Дніпропетровська область). Закінчив Синельниківський професійний ліцей, служив в армії, з 2011 року працював у ПАТ «Дніпропетровський стрілочний завод». Мобілізований у серпні 2014 року. Залишилася дружина та дві маленькі доньки, 3 і 2 роки. | 5 серпня 2015                         | Загинув разом з двома бойовими товаришами, підірвавшись на фугасі поблизу села Карлівка (Мар'їнський район) Донецької області. Похований у м. Синельникове. |
| 2751     |                  | Бордак Олександр Григорович                                                  | 13 жовтня 1972, Білозерка Херсонська область. Солдат, стрілець-помічник гранатометника 28-ї окремої механізованої бригади, Чорноморське (Одеська область). | 5 серпня 2015                         | Загинув вночі під час обстрілу в районі міста Мар'їнка (Донецька область). |
| 2752     |                  | Україна                                                                      | Військовослужбовець (підрозділ не уточнено). | 5 серпня 2015                         | За даними ІАЦ РНБО, за минулу добу внаслідок бойових дій 5 українських військовослужбовців загинули, ще 6 зазнали поранень. |
| 2753     |                  | Фляк Ігор Романович                                                          | 5 серпня 1975, Ваньовичі Самбірський район Львівська область. Проживав у с.Бачина. Військовослужбовець-контрактник Самбірської військової частини, ймовірно 703-го інженерного полку (Самбір). Кадровий військовий, ніс службу в зоні АТО з початку березня 2015 року. Залишилися батьки, дружина та дві доньки. | 5 серпня 2015                         | Помер у Львівському військовому шпиталі після важкого поранення у зоні АТО (за іншими даними — від невиліковної хвороби, на яку він захворів під час виконання службових обов´язків на сході). Похований 6 серпня у с. Бачина. |
| 2754     |                  | Дудка Сергій Петрович                                                        | 5 червня 1966, с.Буртин, Полонський район, Хмельницька область. Проживав у м.Львів. Військовослужбовець 25-ї Дніпропетровської окремої аеромобільної бригади, (Гвардійське). На фронт пішов добровольцем З1 березня 2015 року. Залишилися дружина, донька та старенька мати, за якою він доглядав останні три роки. | 6 серпня 2015                         | Загинув у зоні АТО, коли машина із бійцем підірвалася на фугасній міні. Похований 11 серпня у селі Понінка де проживає його матір. |
| 2755     |                  | Яковченко Олег Миколайович                                                   | 9 листопада 1979, Петропавлівка Дніпропетровська область. Проживав в Павлограді. Солдат Національної гвардії України, в/ч № 3021 (Дніпропетровськ). За свою трудову діяльність понад 18 років працював слюсарем, електромонтером на різних підприємствах, два роки — в органах внутрішніх справ смт Петропавлівка. До мобілізації працював гірником очисного вибою на дільниці з видобутку вугілля № 6 ДТЕК шахтоуправління Дніпровське. Призваний за мобілізацією у серпні 2014 року. | 6 серпня 2015                         | У вересні 2014 року був поранений під час виконанні військового обов'язку в районі міста Маріуполь (Донецька область). Після лікування продовжив службу. Наприкінці липня 2015 року здоров'я Олега погіршилось, він був направлений на лікування до Запорізького військового шпиталю, де помер. Солдату залишалося два тижні до демобілізації. |
| 2756     |                  | Сидор Іван Ігорович                                                          | 5 липня 1975, Бортятин Мостиський район Львівська область. Міліціонер спецпідрозділу МВС «Грифон» при УМВС України у Львівській області. Був депутатом Довгомостиської сільської ради. На фронт поїхав добровільно, прибув на Донеччину 2 серпня 2015 року для несення служби у міліцейському батальйоні «Львів». Залишилася дружина та дві доньки. | 6 серпня 2015                         | Близько 09:30 у Краматорську (Донецька область) в казармі у ванній кімнаті було знайдено тіло правоохоронця з вогнепальним наскрізним пораненням грудної клітки зліва. Поряд знайдено його табельну зброю. Відкрито кримінальне провадження за статтею «Умисне вбивство», слідство розглядає кілька версій. Похований у с. Бортятин. |
| 2757     |                  | Касьяненко Даніїл Костянтинович (Позивний «Телефон»)                         | 5 березня 1996, 19 років, Запоріжжя. Солдат зведеної штурмової роти «Карпатська Січ» 93-ї окремої механізованої бригади. Активний учасник Революції Гідності. Воював у «Карпатській Січі» з перших днів заснування підрозділу. | 6 серпня 2015                         | Загинув близько 18:00 внаслідок прямого влучення міни з 82-мм міномета під час бойового чергування на позиції поблизу аеропорту Донецька. Похований на Леванівському цвинтарі Запоріжжя. |
| 2758     |                  | Костюк Олег Олександрович (Позивний «Характерник»)                           | 3 листопада 1981, Ромни Сумська область. Мешкав у м. Суми. Солдат, стрілець зведеної штурмової роти «Карпатська Січ» 93-ї окремої механізованої бригади. Активний учасник Революції Гідності. Одружений. | 6 серпня 2015                         | Загинув близько 18:00 внаслідок прямого влучення міни з 82-мм міномета під час свого першого бойового чергування, на позиції поблизу аеропорту Донецька. |
| 2759     |                  | Горбачова Анастасія Валентинівна (Позивний «Лиса»)                           | 16 березня 1983, Чернівці. Стрілець — санінструктор розвідувальної роти окремої тактичної групи Добровольчого Українського Корпусу «Правий сектор». Батько рано помер, багатодітна мати жила у злиднях і змушена була віддати дітей в інтернат, звідки забирала їх на вихідні. Настя працювала санітаркою, потім продавцем на ринку, займалась біатлоном. Останні роки доглядала тяжко хвору матір, яка незадовго до війни померла. Анастасія з сестрою жили в селі поблизу Чернівців. В зоні АТО брала участь в бойових діях під Донецьким аеропортом, була розвідником, санінструктором. | 6 серпня 2015                         | Загинула від вогнепального поранення із мисливської рушниці у серце в м. Маріуполь (Донецька область). Слідство розглядає дві версії: нещасний випадок або вбивство. Поховали Анастасію у Чернівцях на Алеї Слави Центрального кладовища. |
| 2760     |                  | Барателі Гіоргі Тамазович                                                    | 1991, Сухумі Абхазія Грузія. Солдат 93-ї окремої механізованої бригади. Грузинський доброволець. З жовтня 2014 року захищав Україну, яка стала для нього другою Батьківщиною, воював у районі Донецького аеропорту. | 7 серпня 2015                         | За іншими джерелами, 8 серпня, загинув на позиції «Шахта» під Донецьком. Під час мінометного обстрілу позицій ЗСУ Георгі був на передньому спостережному пункті, він його не залишив і продовжив спостереження. В окоп влучила 120-мм міна. Поховання у с. Башмачка (Солонянський район Дніпропетровська область). За повідомленням «Преса України» з посиланням на власні джерела в зоні АТО, з опівночі до 6:00 найбільш інтенсивними були обстріли позицій сил АТО бойовиками в Донецькому секторі. Тут бойовики активно застосовували міномети та артилерію, двічі стріляли з танків й стрілецької зброї, тричі — з АГС-17. Внаслідок цього загинув один український військовослужбовець, який служив у 93-й омбр. |
| 2761     |                  | Чепеленко Олег Олександрович (Позивний «Хакер»)                              | 29 травня 1987, Лукашівка (Близнюківський район) Харківська область. Старший солдат, снайпер роти снайперів 92-ї окремої механізованої бригади (Башкирівка). Був єдиною дитиною в родині. До мобілізації працював вчителем інформатики і праці в сільській школі. В зоні АТО перебував з осені 2014 року. | 7 серпня 2015                         | Під час виконання бойового завдання в районі с. Трьохізбенка Луганська область, група військових в результаті бойового зіткнення потрапила в полон. Коли їх вели через мінне поле, Олег підірвав себе на «розтяжці» разом з російськими бойовиками. |
| 2762     |                  | Стоцький Микола Вікторович                                                   | 17 вересня 1968, Великі Мошки Овруцький район Житомирська область. Прапорщик, стрілець 8-ї роти 92-ї окремої механізованої бригади (Башкирівка). Завідував Великомошківським сільським клубом. Мобілізований 25 квітня 2015 року. Залишилися дружина та двоє дітей, молодшому сину нема ще й року. | 7 серпня 2015                         | Разом зі своїми бойовими товаришами підірвався на мінному полі на Луганщині. Під час виконання бойового завдання в районі с. Трьохізбенка група військових в результаті бойового зіткнення потрапила в полон. В результаті підриву на мінному полі разом з Олегом Чепеленком загинув прапорщик 8 роти з Житомирщини. |
| 2763     |                  | Галас Роман Євгенович                                                        | 1 грудня 1975, Сокаль Львівська область. Мешкав у смт Млинів Рівненська область. Старший лейтенант, командир взводу 16-го окремого мотопіхотного батальйону 92-ї окремої механізованої бригади (раніше — 16-й БТО «Полтава»). Закінчив школу із золотою медаллю, навчався у Львівському університеті імені Івана Франка на географічному факультеті. Після одруження переїхав в смт Млинів. Працював у Луцьку на заводі. Мобілізований в лютому 2015 року. Залишилися дружина та 14-річна донька. | 8 серпня 2015                         | Загинув поблизу м. Артемівськ (Донецька область) від вибуху гранати в бліндажі. Після прощання у Млиніві захисника поховали на новому кладовищі м. Сокаль. Офіційна версія загибелі, що військовий навмисно підірвав себе гранатою. Але колеги та рідні в цю версію не вірять, і вважають його загибель вбиством — Роман напередодні мав конфлікт з високопоставленими офіцерами зі спецслужб та отримав погрози через принципову позицію у боротьбі з контрабандними грузами. |
| 2764     |                  | Пакалов Олег Михайлович                                                      | 18 липня 1970, Півнівщина Городнянський район Чернігівська область. Солдат, стрілець 14-ї окремої механізованої бригади (Володимир-Волинський). | 9 серпня 2015                         | Загинув близько опівночі від кульових поранень поблизу смт Сартана (Маріуполь) внаслідок необережного поводження зі зброєю (АКС-74) товариша по службі під час патрулювання, — дістав 6 вогнепальних кульових поранень, від яких помер. Суд засудив винуватця до 2 років в'язниці, але звільнив від покарання на підставі закону про амністію.. |
| 2765     |                  | Іванченко Євген Миколайович                                                  | 21 травня 1978, Ватутіне Черкаська область. Старшина 2 ст., стрілець 36-ї окремої бригади морської піхоти, в/ч А2802 (Миколаїв), що створена на базі кримських підрозділів. Закінчив ПТУ № 2 ім. В. Ф. Орлова де здобув професію електрозварника, працював за спеціальністю на підприємствах міста Ватутіне. Призваний за мобілізацією 25 квітня 2015 року. Залишилися батьки, сестра та двоє дітей, — син і донька. | 9 серпня 2015                         | Загинув від вогнепального поранення у голову поблизу села Широкине (Волноваський район Донецька область) у стрілецькому бою з диверсійно-розвідувальною групою противника. Один військовий зник безвісти, і ще один поранений. Поховали захисника у м. Ватутіне. |
| 2766     |                  | Пашко Олександр Іванович                                                     | 15 червня 1982, Смоліне Маловисківський район Кіровоградська область. Старшина 9-ї роти 24-ї окремої механізованої бригади (Яворів). Закінчив Маловисківське ПТУ № 16. Після служби в армії з 2002 року і до мобілізації працював на Смолінській шахті ДП «СхідГЗК», спочатку прохідником, потім кріпильником дільниці № 7. Грав у місцевій футбольній команді «Шахтар», де був нападником і капітаном команди. Молодший брат Олександра також захищає Батьківщину в зоні АТО. Залишилися батьки, брат, дружина та двоє неповнолітніх синів. | 9 серпня 2015                         | Загинув від смертельного кульового поранення в результаті обстрілу противником блокпоста ЗСУ в селі Кримське (Новоайдарський район) Луганської області. Поховали захисника у с. Смоліне. У труну поклали і його футболку з номером «9». За повідомленням УНН з посиланням на правоохоронців, 9 серпня близько 17:00 на військовому опорному пункті «Орел» у селі Жолобок Луганської області 29-річний рядовий військової частині №В4680 застрелив із автомата Калашникова 33-річного сержанта цієї ж частини. Кримінальне провадження відкрито за ч.1 ст.115 КК України (умисне вбивство). |
| 2767     |                  | Тіліженко Віталій Вікторович (Позивний «Кекс»)                               | 25 грудня 1978, Запоріжжя. Боєць 1-ї штурмової роти 5-го окремого батальйону Добровольчого Українського Корпусу «Правий сектор». Закінчив Запорізький інститут економіки та інформаційних технологій. У 2004—2005 роках викладав в академії бізнесу і права ім. Кручининої. З 2005 року був бізнес-тренером і ІТ-консультантом в компаніях Інформменеджер, BPO Group, Professional Trainings. Брав участь у більш ніж 50 консультаційних і навчальних проектах у різних комерційних організаціях. Вів блог на Цензор. НЕТ. Активний учасник Революції Гідності. Громадський активіст, волонтер, розробник військового спорядження. Залишилася сестра. | 10 серпня 2015                        | Загинув у бою. О 3:25 противник почав обстріл з важкої артилерії позицій 72-ї бригади в районі села Старогнатівка (Донецька область) і перейшов у наступ із застосуванням танків і бронетехніки. Бійці ДУК-ПС прийшли на допомогу, противника було відкинуто до села Біла Кам'янка. В бою загинули троє бійців ДУК. Поховали воїна у Запоріжжі. |
| 2768     |                  | Лавкай Василь Васильович (Позивний «Бізон»)                                  | 22 березня 1978, Клячаново Мукачівський район Закарпатська область. Проживав у с. Іванівці (Мукачівський район). Боєць 1-ї штурмової роти 5-го окремого батальйону Добровольчого Українського Корпусу «Правий сектор». З раннього віку почав працювати, був добрим мисливцем, їздив на заробітки до Європи. Залишилися дружина та 9-місячна донька. | 10 серпня 2015                        | О 3:25 противник почав обстріл з важкої артилерії позицій 72-ї бригади в районі села Старогнатівка (Донецька область) і перейшов у наступ із застосуванням танків і бронетехніки. Бійці ДУК-ПС прийшли на допомогу, противника було відкинуто до села Біла Кам'янка. В бою загинули троє бійців ДУК. Після прощання в Іванівцях воїна поховали в с. Клячаново. |
| 2769     |                  | Бодяк Андрій Олександрович                                                   | 5 лютого 1974 Борозенське Великоолександрівський район Херсонська область. Боєць 1-ї штурмової роти 5-го окремого батальйону Добровольчого Українського Корпусу «Правий сектор». Залишився 12-річний син. | 10 серпня 2015                        | О 03:25 противник почав обстріл з важкої артилерії позицій 72-ї бригади в районі села Старогнатівка (Донецька область) і перейшов у наступ із застосуванням танків і бронетехніки. Бійці ДУК-ПС прийшли на допомогу, противника було відкинуто до села Біла Кам'янка. В бою загинули троє бійців ДУК. |
| 2770     |                  | Ровний Євген Васильович                                                      | 7 лютого 1973, Михайло-Ларине Жовтневий район (Миколаївська область). Сержант, старший механік-водій 9-ї механізованої роти 3-го механізованого батальйону 72-ї окремої механізованої бригади (Біла Церква). Після служби в армії 15 років працював механізатором виноградної бригади № 2 радгоспу. Останнім часом працював механізатором у приватному підприємстві ПП «Дубки». Мобілізований 7 серпня 2014 року, на фронт пішов добровольцем. Залишилися батьки, дружина та син. | 11 серпня 2015                        | Загинув під час проведення контратаки позицій сепаратистів в районі села Біла Кам'янка (Волноваський район Донецька область). Похований на кладовищі рідного села Михайло-Ларине. О 3:25 10 серпня противник почав обстріл з важкої артилерії позицій 72-ї бригади в районі села Старогнатівка (Донецька область) і перейшов у наступ із застосуванням танків і бронетехніки. Силами 72-ї ОМБр та підкріплення з ДУК-ПС і 14-ї ОМБр противника було відкинуто до села Біла Кам'янка. За повідомленням волонтерів, у бою загинули 4 військових ЗСУ (в штабі підтверджено загибель одного) і 3 бійці ДУК-ПС |
| 2771     |                  | Пєвнєв Ігор Павлович                                                         | 7 лютого 1966, Київ. Старший лейтенант, командир взводу 41-го окремого мотопіхотного батальйону (раніше — 41 батальйон територіальної оборони «Чернігів-2»). | 11 серпня 2015                        | За повідомленням волонтерів-медиків, загинув під селом Старогнатівка (Донецька область). За даними ІАЦ РНБО, за минулу добу внаслідок бойових дій один український військовослужбовець загинув, ще 3 зазнали поранень. Ці втрати сили АТО понесли під Станицею Луганською і Старогнатівкою. |
| 2772     |                  | Єжов Олександр Сергійович (Позивний «Бєшений Йожик»)                         | 4 червня 1978, Запоріжжя. Солдат, навідник — командир танку танкового батальйону 14-ї окремої механізованої бригади (Володимир-Волинський). 15 років працював на заводі «Укрграфіт» верстатником, слюсарем-ремонтником, наладчиком верстатів з ЧПУ, потім 2 роки на приватній фірмі програмістом. Призваний за мобілізацією 8 січня 2015 року. | 12 серпня 2015                        | Загинув у ДТП у Волноваському районі (Донецька область). О 17:20 поблизу села Новоселівка перекинувся автомобіль Mitsubishi Pajero з військовослужбовцями, які повертались з передової. Пасажир автівки від отриманих травм помер на місці, водій та другий пасажир доставлені до медичного закладу. Поховали Олександра на Осипенківському кладовищі Запоріжжя. |
| 2773     |                  | Вітківський Валерій Леонідович                                               | 20 квітня 1974, Бердичів Житомирська область. Солдат, стрілець танкового підрозділу 93-ї окремої механізованої бригади (Черкаське, Дніпропетровська область). Призваний за мобілізацією 8 лютого 2015 року, з 22 квітня перебував у зоні АТО. Залишилися мати, дружина та донька 2012 р.н. | 12 серпня 2015                        | Загинув під Донецьком поблизу селища Опитне (Ясинуватський район) в результаті обстрілу російськими збройними формуваннями з РСЗВ «Град». Похований на батьківщині матері в смт Бродецьке на Вінниччині. |
| 2774     |                  | Україна                                                                      | 1969, Київська область. Військовослужбовець ЗС України (підрозділ не уточнено). | 13 серпня 2015                        | Близько 08:30, на території колишнього дитячого садка в м. Артемівськ (Донецька область) знайдено тіло військовослужбовця ЗСУ з вогнепальним пораненням в груди. Розслідування ведеться за статтею «Умисне вбивство» |
| 2775     |                  | Юган Іван Васильович                                                         | 26 серпня 1957, 57 років, Рогатин Івано-Франківська область. Сержант, стрілець 34-го окремого мотопіхотного батальйону 57-ї окремої мотопіхотної бригади (раніше — 34-й БТО Кіровоградської області «Батьківщина»). Мобілізований у квітні 2015 року. Залишилось двоє дітей та внуки. | 13 серпня 2015                        | За повідомленням координатора Самооборони Івано-Франківська, загинув вночі поблизу міста Дзержинськ (Донецька область), за повідомленням Рогатинської РДА, — поблизу смт Зайцеве. |
| 2776     |                  | Логвин Геннадій Борисович (Позивний «Тихоня»)                                | 25 серпня 1972, Бориспіль Київська область. Старший сержант, кулеметник мотопіхотної роти 34-го окремого мотопіхотного батальйону 57-ї окремої мотопіхотної бригади (раніше — 34-й БТО Кіровоградської області «Батьківщина»). Працював зварювальником. Мобілізований 4 лютого 2015 року. Залишилася мати. | 13 серпня 2015                        | Зник безвісти під час виконання бойового завдання, після гранатометного обстрілу. 30 листопада командир роти повідомив матері, що у районі смт Зайцеве (Донецька область) знайдено останки чоловіка, ймовірно, Геннадія, подальша експертиза ДНК підтвердила. 15 лютого 2016 року воїна поховали у рідному Борисполі. |
| 2777     |                  | Широков Віталій Валерійович                                                  | 19 жовтня 1981, Олександрія Кіровоградська область. Молодший сержант, стрілець роти снайперів 30-ї окремої механізованої бригади (Україна). Працював на фірмі з виготовлення пам'ятників. Мобілізований взимку 2015 року. Неодружений, батьки Віталія померли, залишилися двоє старших братів. | 14 серпня 2015                        | Підрозділ, в якому служив Віталій, утримував позиції поблизу Дебальцеве. Загинув о 6-й годині ранку поблизу села Троїцьке (Попаснянський район) Луганської області. Під артобстрілом у Віталія стався серцевий напад. Похований на Верболозівському кладовищі Олександрії. |
| 2778     |                  | Масікевич Василь Євгенович                                                   | 17 вересня 1975, Репужинці (Заставнівський район) Чернівецька область. Солдат, вогнеметник 81-ї десантно-штурмової бригади. Мобілізований 29 січня 2015 року, проходив підготовку на полігоні в смт Старичі Львівської області. В зоні АТО перебував три місяці. Розлучений, залишилось троє неповнолітніх дітей, мати та сестра. | 15 серпня 2015                        | Загинув в районі міста Попасна (Луганська область), за попередніми даними, внаслідок необережного поводження зі зброєю. Проводиться слідство. |
| 2779     |                  | Драчук Петро Ростиславович                                                   | 24 червня 1967, Плоске (Острозький район) Рівненська область. Солдат 1 окремої мінометної батареї 1 окремого механізованого батальйону 93-ї окремої механізованої бригади (Черкаське, Дніпропетровська область). Призваний за мобілізацією 5 лютого 2015 року. Залишилися мати, дружина та двоє дітей, син 1992 р.н. і донька 1998 р.н. | 16 серпня 2015 орієнтовно             | 14 серпня був поранений внаслідок обстрілу з РСЗВ «Град» поблизу села Опитне (Ясинуватський район) Донецької області. Помер від отриманих ран в Дніпропетровській лікарні. Похований у рідному селі. |
| 2780     |                  | Носкова Катерина Володимирівна (Позивний «Кет»)                              | 23 квітня 1989, Знам'янка Кіровоградська область. Старший солдат, старший телефоніст відділення зв'язку 17-го окремого мотопіхотного батальйону 57-ї мотопіхотної бригади (раніше 17 батальйон територіальної оборони «Кіровоград»). Служила у війську за контрактом, до зони АТО поїхала добровільно у лютому 2015 року. Залишилися батьки, старша сестра, чоловік (учасник АТО) та 4-річний син. Нагороджена орденом «Народний Герой України» (посмертно). | 16 серпня 2015                        | Загинула під час мінометного обстрілу поблизу міста Горлівка (Донецька область). Катерина врятувала життя двох поранених перед тим як поряд із нею розірвалася міна. Похована у Знам'янці |
| 2781     |                  | Пронін Віктор Вікторович                                                     | 29 грудня 1980, Новотроїцьке Херсонська область. Солдат, водій БТР 17-го окремого мотопіхотного батальйону 57-ї мотопіхотної бригади (раніше 17 батальйон територіальної оборони «Кіровоград»). Призваний за мобілізацією у червні 2015 року. | 16 серпня 2015                        | Загинув під час мінометного обстрілу поблизу міста Горлівка (Донецька область). |
| 2782     |                  | Ігнатов Олександр Миколайович                                                | 25 червня 1993, Володимирівка (Казанківський район) Миколаївська область. Проживав у м. Кривий Ріг Дніпропетровська область. Солдат, механік-водій саперного взводу 53-ї окремої механізованої бригади (Сєвєродонецьк), в/ч ПП В0927. Працював машиністом екскаватора. Призваний за мобілізацією 14 серпня 2014 року. | 16 серпня 2015                        | Помер від важких поранень, що отримав у зоні АТО. |
| 2783     |                  | Ладік Андрій Миколайович                                                     | 22 червня 1976, Лозова Харківська область. Солдат 28-ї окремої механізованої бригади, Чорноморське (Одеська область). Призваний за мобілізацією у червні 2015 року, проходив підготовку в центрі «Десна». Залишилися дружина, донька та сестра. | 17 серпня 2015                        | Загинув від кулі снайпера під час бою на блокпосту поблизу міста Мар'їнка (Донецька область). Похований у Лозовій на міському центральному кладовищі. |
| 2784     |                  | Чалий Ярослав Михайлович                                                     | 25 червня 1966, Черкаси. Старший лейтенант, командир розвідвзводу 17-го окремого мотопіхотного батальйону 57-ї мотопіхотної бригади (раніше 17 батальйон територіальної оборони «Кіровоград»). Пішов добровольцем до батальйону «Айдар», потім перевівся до 17-го батальйону ЗСУ, де воював разом із своїм сином. | 18 серпня 2015                        | Загинув від чисельних осколкових поранень внаслідок мінометного обстрілу поблизу міста Горлівка. Помер через кілька днів у Харківському шпиталі. |
| 2785     |                  | Ярмолюк Олексій Вікторович                                                   | 18 лютого 1988, Боровичі (Маневицький район) Волинська область. Старший солдат, сапер 14-ї окремої механізованої бригади (Володимир-Волинський). Строкову службу проходив у Президентському полку, в саперному взводі. Працював дільничним інспектором міліції у рідному селі. Звільнившись із органів поїхав на заробітки до столиці, після повернення одружився. Призваний за мобілізацією 4 лютого 2015 року. Служив у 184-му навчальному центрі, потім у 14 ОМБр. Залишилися дружина, батьки, два брати і сестра. | 18 серпня 2015                        | 30 липня був важко поранений в районі Маріуполя, — під час розмінування території поблизу смт Талаківка (Донецька область) підірвався на міні. Лікувався в Дніпропетровську та Києві, помер у Київському військовому шпиталі. |
| 2786     |                  | Галяс Василь Григорович                                                      | 14 грудня 1967, Саїнка Чернівецький район Вінницька область. Сержант, військовослужбовець 54-ї окремої механізованої бригади (Артемівськ). Ветеран війни в Афганістані. Працював водієм на сільськогосподарському підприємстві. Мобілізований 29 січня 2015 року як доброволець. | 19 серпня 2015                        | Близько 11:00, «КрАЗ» з саперами 54-ї омбр підірвався на міні за 200 м від українського блокпосту поблизу міста Попасна (Луганська область). Один військовослужбовець загинув, ще троє дістали поранень. |
| 2787     |                  | Якобчук Роман Іванович                                                       | 1 січня 1982, Хмельницький. Солдат 93-ї окремої механізованої бригади (Черкаське, Дніпропетровська область). Виріс у дитячому будинку. Активний учасник Революції Гідності. На фронт пішов добровольцем, спочатку воював у батальйоні «Айдар», потім перейшов до 93 ОМБр. | 19 серпня 2015                        | Загинув під час виконання бойового завдання поблизу селища Опитне (Ясинуватський район) під Донецьком. Співслужбовці розповіли, що Роман загинув під час танкового обстрілу, снаряд розірвався у трьох метрах від нього. Похований у Хмельницькому на кладовищі Ракове. |
| 2788     |                  | Ісаєнко Олександр Васильович                                                 | 4 жовтня 1981, Орджонікідзе Дніпропетровська область. Солдат, кулеметник механізованого підрозділу 72-ї окремої механізованої бригади (Біла Церква). | 19 серпня 2015                        | Загинув під час виконання бойового завдання в районі села Старогнатівка (Донецька область). Указом Президента України № 9/2016 від 16 січня 2016 року, «за особисту мужність і високий професіоналізм, виявлені у захисті державного суверенітету та територіальної цілісності України, вірність військовій присязі», нагороджений орденом «За мужність» III ступеня (посмертно).. |
| 2789     |                  | Україна                                                                      | 33 роки. Військовослужбовець 54-го окремого гвардійського розвідувального батальйону, в/ч п/п В2803 (Новоград-Волинський). | 19 серпня 2015                        | За повідомленням УНН з посиланням на правоохоронців, поблизу селища Опитне (Ясинуватський район) Донецької області на опорному пункті «Зил» о 14:50 військовослужбовець в/ч пп В2803 застрелив із автомата Калашникова 33-річного товариша по службі. Трагедія сталася в результате конфлікту. Від отриманих вогнепальних поранень боєць помер на місці. |
| 2790     |                  | Балишов Андрій Геннадійович                                                  | 14 вересня 1991, Біла Церква Київська область. З 1998 року проживав у с. Таборів Сквирський район. Старший солдат, сапер інженерно-саперної групи 15-го окремого мотопіхотного батальйону 92-ї окремої механізованої бригади (раніше — 15 батальйон територіальної оборони «Суми»), в/ч пп В2260. Закінчив Білоцерківське ПТУ № 9, де здобув спеціальність слюсаря. З 2008 по 2011 роки навчався у Білоцерківському механіко-енергетичному технікумі, отримав диплом техніка з експлуатації та ремонту устаткування. Після строкової служби в армії працював на Білоцерківському заводі «Трібо» пресувальником гарячого формування. Призваний за мобілізацією 28 січня 2015 року. Залишилися батьки, молодша сестра та наречена. | 19 серпня 2015                        | Загинув, підірвавшись на розтяжці під час виконання бойового завдання в Луганській області. Разом з Андрієм загинув на місці його командир. Поховали воїна у с. Таборів. За повідомленням УМВС, на околицях села Оріхове (Попаснянський район) Луганської області на розтяжці підірвалися троє військовослужбовців. Двоє з них, 1986 і 1991 р.н., загинули на місці, ще одного у тяжкому стані доправлено до лікарні Сєвєродонецька. Водночас, Луганська ВЦА повідомила, що загиблі — військовослужбовці 17-ї окремої танкової бригади. |
| 2791     |                  | Каплуновський Андрій Васильович                                              | 18 квітня 1986, Київ. Лейтенант, командир саперного підрозділу 15-го окремого мотопіхотного батальйону 92-ї окремої механізованої бригади (раніше — 15 батальйон територіальної оборони «Суми»), в/ч пп В2260. Закінчив Національний транспортний університет. Працював у магазині «Практикер». 26 січня 2015 року, військовим комісаріатом Святошинського району, був призваний слухачем до Академії Сухопутних військ (м. Львів), | 19 серпня 2015                        | Загинув разом з Андрієм Балишовим, підірвавшись на розтяжці під час виконання бойового завдання в Луганській області. За повідомленням УМВС, на околицях села Оріхове (Попаснянський район) Луганської області, на розтяжці підірвалися троє військовослужбовців. Двоє з них, 1986 і 1991 р.н., загинули на місці, ще одного у тяжкому стані доправлено до лікарні Сєвєродонецька. Водночас, Луганська ВЦА повідомила, що загиблі — військовослужбовці 17-ї окремої танкової бригади. Похований на Братському кладовищі у м. Києві. |
| 2792     |                  | Філоненко Володимир Миколайович                                              | 27 липня 1969, Білопілля Сумська область. Молодший сержант, командир бойової машини РСЗВ «Ураган» 27-ї реактивної артилерійської бригади (Суми). Залишилися дружина та 20-річна донька. | 20 серпня 2015                        | Помер від серцевої недостатності у базовому таборі артбригади в секторі «С». Тіло Володимира виявили о 6-ї годині під час підготовки до ранкового шикування. За повідомленням УНН з посиланням на правоохоронців, 20 серпня у військовому таборі поблизу села Богородичне Донецької області у військовому наметі знайшли труп військовослужбовця військовій частині ПП №В1060. За попередніми висновками експертів, 46-річного військового забили насмерть, адже на голові та тулубі загиблого виявлені численні травми. Кримінальне провадження відкрито за ч.1 ст.115 КК України (умисне вбивство). |
|          |                  | Шапка Євген Олександрович                                                    | 8 квітня 1977, м. Дніпро. Солдат, сапер, військовослужбовець 43-го ОМПБ «Патріот». | 20 серпня 2015                        | Загинув під час виконання бойового завдання в зоні проведення АТО (обставини не уточнені). Похований в м. Дніпро на кладовищі мікрорайону Чаплі |
| 2793     |                  | Біленький Тарас Ярославович                                                  | 22 червня 1989, Підволочиськ Тернопільська область. Сержант, командир 1-го відділення 1-ї стрілецької роти 6-го окремого мотопіхотного батальйону 44-ї окремої артилерійської бригади (раніше — 6-й БТО «Збруч») (Тернопіль). Був мобілізований на початку червня 2014 року, пізніше підписав контракт. Ніс службу на адміністративному кордоні з окупованим Кримом, потім в зоні АТО. | 21 серпня 2015                        | Місце та обставини загибелі не уточнені, загинув на Луганщині. В соцмережах вказують, що загинув у м. Сєвєродонецьк (Луганська область). |
| 2794     |                  | Ткачук Віктор Степанович                                                     | 8 серпня 1976, Цумань Ківерцівський район Волинська область. Солдат, кухар роти матеріального забезпечення 128-ї гірсько-піхотної бригади (Мукачеве). Мобілізований 2 серпня 2014 року. Пройшов бої під Дебальцеве. Залишилися мати, брат і сестра. | 22 серпня 2015                        | Перебував на блокпості «Жига» за 15 кілометрів від міста Щастя (Луганська область). Напередодні бойовики розбили два автомобіля, що доставляли питну воду, і Віктор з двома бійцями вирушили за водою на мотоциклі. По дорозі підірвалися на протипіхотній міні. Похований в рідному селищі Цумань. |
| 2795     |                  | Пасічнюк Сергій Володимирович                                                | 9 грудня 1969, Бузівка (Жашківський район) Черкаська область. Старшина, розвідник 53-ї окремої механізованої бригади (Сєвєродонецьк). До війни працював в Бузівській школі вчителем фізичної культури та «Захисту Вітчизни». З початком агресії Росії, брав активну участь у волонтерській справі, допомагав ЗС України. В грудні 2014 року пішов добровольцем в зону АТО та воював за Батьківщину в добровольчому батальйоні. 13 лютого 2015 року був призваний Сєвєродонецьким МВК на військову службу до ЗС України. | 22 серпня 2015                        | Загинув при виконанні бойового завдання по розвідуванні переднього краю противника, підірвався на ворожій міні.. За даними ІАЦ РНБО, за минулу добу внаслідок бойових дій один український військовослужбовець загинув, ще 4 зазнали поранень.. Андрій Лисенко на брифінгу уточнив, що військовослужбовець загинув поблизу міста Авдіївка в результаті обстрілу. |
| 2796     |                  | Водзяновський Андрій Володимирович                                           | 18 червня 1983, Бар Вінницька область. Солдат, сапер 93-ї окремої механізованої бригади (Черкаське, Дніпропетровська область). До війська пішов добровольцем у січні 2015 року. | 24 серпня 2015                        | Поблизу села Невельське (Ясинуватський район Донецька область) автомобіль УАЗ, на якому група саперів поверталася після розмінування території, підірвався на протитанковій міні. Від отриманих поранень Андрій помер на місці. |
| 2797     |                  | Янюк Микола Іванович                                                         | 19 грудня 1961, 53 роки, Немирів Вінницька область. Солдат, стрілець 1-го саперно-мінного батальйону 54-ї окремої механізованої бригади (Артемівськ). Призваний добровольцем в зону АТО 9 березня 2015 року. Був поранений, але після лікування повернувся на передову. | 24 серпня 2015                        | 23 серпня під час огляду взводного опорного пункту в селищі Золоте (Попаснянський район Луганська область) підірвався на «розтяжці», наступного дня помер у лікарні м. Сєвєродонецьк. |
| 2798     |                  | Вознюк Сергій Іванович                                                       | 26 липня 1960, 55 років, Козлів (Могилів-Подільський район) Вінницька область. Мешкав у м. Могилів-Подільський. Сержант, командир відділення теплових робіт 1-го ремвзводу автотехніки 1-ї ремонтної роти 146-го окремого ремонтно-відновлювального полку, в/ч пп В3948 (Золочів). Пішов до війська добровольцем у березні 2015 року. | 25 серпня 2015                        | Місце і обставини не уточнено. Похований у с. Козлів. |
| 2799     |                  | Барасюк Андрій Васильович                                                    | 1 червня 1986, Івано-Франківськ. Старший матрос, стрілець 501-го окремого батальйону 36-ї окремої бригади морської піхоти, в/ч А1965 (Миколаїв). Був мобілізований 9 березня 2015 року, після місяця навчання під Києвом був направлений до зведеної бригади морської піхоти. Залишилися батьки. | 25 серпня 2015                        | Загинув під час артилерійського обстрілу близько 0:30 поблизу села Сопине в районі міста Маріуполь (Донецька область). Похований на території Меморіального комплексу «Дем'янів Лаз» Філіалу Обласного музею визвольної боротьби імені Степана Бандери. |
| 2800     |                  | Угрін Федір Дмитрович                                                        | 21 вересня 1975, Херсон. Матрос, стрілець 36-ї окремої бригади морської піхоти, в/ч А2802 (Миколаїв). Науковець, асистент кафедри землевпорядкування, викладач Херсонського аграрного університету. Мав дві вищі освіти. Призваний за мобілізацією у березні 2015 року, добровольцем пішов у зону АТО в морську піхоту. Залишилися дружина і двоє дітей, 9-річна донька та однорічний син. | 25 серпня 2015                        | Загинув під час нічного артилерійського обстрілу поблизу сел Комінтернове — Лебединське (Волноваський район) Донецької області (сектор «М»). Снаряд розірвався в 4 метрах від Федора. Похований у Херсоні на Центральному кладовищі. |
| 2801     |                  | Шибецький Петро Миколайович                                                  | 1979, Білокоровичі Олевський район Житомирська область. Проживав у селі Калинівка (Лугинський район). Військовослужбовець ЗСУ, командир евакуаційного відділення ремонтного взводу (в/ч не уточнена). Служив в миротворчому контингенті ООН в Югославії та Іраку. З перших днів відстоював суверенітет та незалежність України. Службу проходив за контрактом. Залишились батьки, дружина та двоє дітей, старший син і 3-річна донька. | 25 серпня 2015                        | Помер внаслідок серцевого нападу під час виконання обов'язків військової служби у Донецькій області. Похований в рідному селі Білокоровичі. |
| 2802     |                  | Кашлаков Василь Олегович (Позивний «Вовк»)                                   | 28 жовтня 1987, Шепетівка Хмельницька область. Мешкав у м. Хмельницький. Старший лейтенант, командир взводу 93-ї окремої механізованої бригади (Черкаське, Дніпропетровська область). Одружений. | 25 серпня 2015                        | 24 серпня дістав важких поранень внаслідок підриву на міні під Донецьком. Помер о 3:20 в Дніпропетровській лікарні ім. Мечникова. |
| 2803     |                  | Гесінг Андрій Олександрович                                                  | 21 серпня 1982, Кривий Ріг Дніпропетровська область. Солдат, такелажник взводу технічного забезпечення 2-го механізованого батальйону 93-ї окремої механізованої бригади. 2000 року закінчив Криворізький професійний гірсько-технологічний ліцей за спеціальністю «Слюсар із ремонту автомобілів». Служив в армії, до 2009 року працював у ПАТ «Криворізький залізорудний комбінат». Призваний за мобілізацією у лютому 2014 року як доброволець. Залишилася 9-річна донька. | 26 серпня 2015                        | Загинув поблизу села Желанне (Ясинуватський район) Донецької області, під час виконання військового обов'язку. |
| 2804     |                  | Барановський В'ячеслав Миколайович                                           | 19 жовтня 1976, Чернігів. Капітан, командир зенітного взводу 41-го окремого мотопіхотного батальйону «Чернігів-2» (раніше — 41-й БТО «Чернігів-2»). Закінчив Харківське льотне училище, служив у ЗСУ у Львові, був льотчиком, як і його батько. Призваний за мобілізацією 1 вересня 2014 року. Залишилася дружина та донька. | 26 серпня 2015                        | Загинув внаслідок артобстрілів з боку терористів «ДНР» і російських окупантів в районі села Старогнатівка (Донецька область). Похований у Чернігові. |
| 2805     |                  | Шпильов Станіслав Валерійович                                                | 27 червня 1976, Полянецьке (Савранський район) Одеська область. Мешкав у селі Острівка. Молодший сержант 28-ї окремої механізованої бригади, Чорноморське (Одеська область). Призваний за мобілізацією. | 26 серпня 2015                        | Загинув в результаті мінометного обстрілу міста Мар'їнка (Донецька область). |
| 2806     |                  | Лопушой Віталій Гаврилович                                                   | 20 жовтня 1986, Велика Михайлівка Одеська область. Солдат 28-ї окремої механізованої бригади, Чорноморське (Одеська область). Сирота, залишилося три сестри. | 26 серпня 2015                        | Загинув в результаті мінометного обстрілу міста Мар'їнка (Донецька область). |
| 2807     |                  | Ротар Іван Петрович                                                          | 13 січня 1972, Коновка Кельменецький район Чернівецька область. Сержант протитанкової батареї протитанкового батальйону 40-ї окремої артилерійської бригади (Первомайськ (Миколаївська область). Мобілізований 14 лютого 2015 року. Навчання проходив на Рівненському полігоні, а пізніше ніс службу у секторі «М». Залишилися батьки та сестра. | 26 серпня 2015                        | Місце й обставини не уточнено (сектор «М», район міста Маріуполь). Ймовірно, загинув в результаті обстрілу з РСЗВ «Град» під селом Прохорівка (Волноваський район) Донецької області. |
| 2808     |                  | Середюк Олег Олександрович                                                   | 26 січня 1987, Москалівка (Ярмолинецький район) Хмельницька область. Мешкав у м. Хмельницький. Солдат 19-го окремого мотопіхотного батальйону 40-ї окремої артилерійської бригади (раніше — 19-й БТО Миколаївської області). Працював на агропідприємстві Групи компаній «VITAGRO». Мобілізований у квітні 2015 року. Розлучений, залишилася 7-річна донька та молодші брати. | 26 серпня 2015                        | Загинув від смертельного поранення внаслідок обстрілу з РСЗВ «Град» під селом Прохорівка (Волноваський район) Донецької області, — снаряд влучив у бліндаж, загинули 4 бійців. Поховали Олега в рідному селі. |
| 2809     |                  | Головко Валерій Григорович                                                   | 19 травня 1972, Дніпропетровськ. Солдат, гранатометник 40-ї окремої артилерійської бригади (Первомайськ (Миколаївська область). Призваний за мобілізацією у квітні 2015 року. Залишилися дружина та син. | 26 серпня 2015                        | Загинув внаслідок обстрілу з РСЗВ «Град» під селом Прохорівка (Волноваський район) Донецької області. Похований в місті Дніпропетровськ. |
| 2810     |                  | Матлак Олег Сергійович                                                       | 25 квітня 1987, Жовті Води Дніпропетровська область. Старший солдат, командир бойової машини — командир відділення 2-го взводу 2-ї мотопіхотної роти 40-ї окремої артилерійської бригади (Первомайськ (Миколаївська область). Закінчив НВК № 6 «Перспектива» та ВПУ-70. Працював електрогазозварником. Мобілізований у квітні 2015 року. Залишилися батьки, дружина та 7-річна донька. | 26 серпня 2015                        | Загинув внаслідок обстрілу з РСЗВ «Град» під селом Прохорівка (Волноваський район) Донецької області. Похований в місті Жовті Води. |
| 2811     |                  | Гуменюк Олександр Павлович                                                   | 6 серпня 1979, Крупець (Славутський район) Хмельницька область. Молодший сержант, військовослужбовець 40-ї окремої артилерійської бригади (Первомайськ (Миколаївська область). Був мобілізований до війська 29 квітня 2014 року. Без батька залишились двоє дітей. | 26 серпня 2015                        | Загинув близько 18:00 під селом Прохорівка (Волноваський район) Донецької області (село Малогнатівка, що підпорядковане Прохорівській міськраді). Похований в с. Крупець. За даними ІАЦ РНБО, за добу в зоні АТО загинули 7 бійців, 13 поранено. Олександр Мотузяник на брифінгу уточнив, що 5 військовослужбовців загинули в результаті обстрілу з РСЗВ «Град» під селом Прохорівка (Волноваський район) Донецької області, один загиблий — під Старогнатівкою і один — під Мар'їнкою. |
| 2812     |                  | Черкашин Олександр Миколайович (біл. Чаркашын Аляксандар) (Позивний «Тарас») | 27 вересня 1982, Брест Білорусь. Білоруський доброволець, боєць тактичної групи «Білорусь» 1-ї штурмової роти 5-го окремого батальйону Добровольчого Українського Корпусу «Правий сектор». Екс-голова брестської міської організації «Білоруська християнська демократія» (БХД), брав участь у ряді акцій демократичних сил і неодноразово затримувався міліцією Білорусі. Вчився у Херсоні на останньому курсі Християнського інституту, а на війні став капеланом. В ДУК воював з початку зими 2015 року, брав участь у боях за Донецький аеропорт, в селищі Піски, в районі Маріуполя. Став одним з героїв документальної стрічки «Білорус» режисера Антона Тележникова. Залишилися Батьки та двоє братів. | 26 серпня 2015                        | Помер у Запорізькій лікарні від тяжких осколкових поранень, які отримав 10 серпня 2015 року в бою поблизу села Біла Кам'янка (Донецька область). Похований у Кам'яниці-Жировецькій під Брестом. |
| 2813     |                  | Рудім Руслан Володимирович                                                   | 1 липня 1976, Фастів Київська область. Солдат 24-ї окремої механізованої бригади (Яворів). Після закінчення школи працював на Фастівському машинобудівному заводі «Червоний Жовтень». Строкову службу проходив у полку морської авіації в м. Саки (АР Крим). У березні 2015 року добровольцем пішов до військкомату. | 27 серпня 2015                        | Загинув на бойовому посту під селом Кримське (Новоайдарський район) Луганської області. Похований у Фастові. В смерті солдата звинувачений його співслужбовець, з яким напередодні 26 серпня виник конфлікт, за статтею умисне тяжке тілесне ушкодження, що спричинило смерть (ч.2 ст 121 ККУ). Звинувачений Вадим Макаров визнає, що вдарив кілька разів Руслана Рудіма, бо той був напідпитку, але це не могло стати причиною смерті. |
| 2814     |                  | Олійник Віталій Петрович                                                     | 7 квітня 1961, 54 роки, Київ. Прапорщик, командир бойової машини — командир відділення 72-ї окремої механізованої бригади (Біла Церква). | 28 серпня 2015                        | За повідомленням видання «Лівий берег» з посиланням на військових, у другій половині дня внаслідок обстрілу з важкого озброєння села Гранітне (Волноваський район) Донецької області загинули двоє бійців 72-ї ОМБр, ще 4 дістали поранень. Віталій був за кермом автомобіля УАЗ, яким вони разом з Іваном Віхтюком їхали до ротного опорного пункту. Снаряд розірвався у кількох метрах від машини. Старший лейтенант Віхтюк отримав смертельне поранення, але встиг вибратись назовні, а прапорщик Олійник загинув у палаючій машині. Похований на Лісовому кладовищі м. Київ. |
| 2815     |                  | Віхтюк Іван Васильович                                                       | 4 грудня 1979, Кам'янець-Подільський Хмельницька область. Мешкав у м. Хмельницький. Старший лейтенант, командир саперного взводу 72-ї окремої механізованої бригади (Біла Церква). Мобілізований 8 серпня 2014 року. Залишилися дружина та двоє дітей, 10 річний син і 4-річна донька. | 28 серпня 2015                        | Загинув близько 3:00 дорогою до лікарні від осколкових поранень та сильних опіків внаслідок обстрілу з танку села Гранітне (Волноваський район) Донецької області. Похований у Хмельницьку, на Алеї Слави кладовища Ракове. |
| 2816     |                  | Пукіш Юрій Миколайович                                                       | 6 травня 1987, Мостище (Калуський район) Івано-Франківська область. Солдат 128-ї гірсько-піхотної бригади (Мукачеве). Закінчив ВПТУ-7, Львівський політехнічний університет. Неодружений. Мобілізований у 2014 році, служив у війську майже рік. | 29 серпня 2015                        | За попередньою інформацією, підірвався на розтяжці за 20 км від міста Щастя (Луганська область). |
|          |                  | Дудник Костянтин (Позивний «Кос»)                                            | 1977. Мешкав у м. Краматорськ. Солдат 46-го окремого батальйону спецпризначення «Донбас Україна» 10-ї ОГШБр. Призваний за мобілізацією 17 червня 2015 року. Залишилися дружина та двоє дітей. | 30 серпня 2015                        | Загинув у розташуванні військової частини в м. Часів Яр Донецької області під час стрілянини в приміщенні гуртожитку ПТУ № 77 внаслідок конфлікту між співслужбовцями. Військового 1983 року народження, який застрелив свого співслужбовця, засудили до 12 років позбавлення волі. |
| 2817     |                  | Вантух Олег Амвросійович                                                     | 29 вересня 1971, Кукезів Кам'янка-Бузький район Львівська область. Старшина, командир 2-го мінометного відділення 15-го окремого мотопіхотного батальйону 92-ї окремої механізованої бригади (раніше — 15 батальйон територіальної оборони «Суми»), в/ч пп В2260. Призваний за мобілізацією, перебував у зоні АТО з 15 квітня 2015 року. Залишилася батько, брат, дружина та 17-річний син. | 30 серпня 2015                        | Загинув під час виконання бойового завдання у селі Гірське (Попаснянський район Луганська область). |
| 2818     |                  | Віднічук Роман Степанович                                                    | 26 травня 1989, Богдашів Здолбунівський район Рівненська область. Старший лейтенант, заступник командира роти охорони з озброєння 42-го окремого мотопіхотного батальйону 57-ї мотопіхотної бригади (раніше 17 батальйон територіальної оборони «Кіровоград»). На час відсутності інженера саперної служби виконував його обов'язки. Романа виховувала мати, яка померла, коли йому було 11 років. Закінчив військовий факультет Національного технічного університету «Харківський політехнічний інститут». Служив у Навчальному центрі «Десна» в танковому батальйоні, потім був інженером бронетанкової служби озброєння Академії сухопутних військ у Львові. В квітні 2014 року тричі писав рапорти щодо направлення в зону АТО, 12 серпня поїхав на фронт у складі 42-го батальйону. Взимку 2015 року був поранений, після відпустки знову повернувся на передову.                            | 31 серпня 2015                        | Загинув у ніч на 31 серпня. Виконував завдання між блокпостами сил АТО і сепаратистів в районі міста Горлівка (Донецька область, о 3-й годині ночі виходив на зв'язок. Близько 4:00 побратими знайшли тіло загиблого офіцера. |
| 2819     |                  | Печериця Юрій Анатолійович                                                   | 13 травня 1978, Машівка, Машівський район, Полтавська область. Проживав у Дніпропетровську. Старший сержант, командир мотопіхотного взводу 42-го окремого мотопіхотного батальйону 57-ї мотопіхотної бригади (раніше 17 батальйон територіальної оборони «Кіровоград»). На фронт пішов добровольцем покинувши власний бізнес у Дніпропетровську. Залишилися дружина та восьмирічний син. | 31 серпня 2015                        | Загинув в районі міста Горлівка (Донецька область), коли під час виконання бойового завдання підірвався на фугасі. |
| Вересень |                  |                                                                              | |                                       | |
| 2820     |                  | Україна                                                                      | Військовослужбовець ЗС України (підрозділ не уточнено). | 1 вересня 2015                        | За повідомленням Донецької ОДТРК (без посилання на джерело), в результаті ДТП вночі на автошляху Костянтинівка — Артемівськ (Донецька область), поблизу населеного пункту Жемчужне, загинув військовослужбовець. |
| 2821     |                  | Кучма Олег Олександрович                                                     | 6 жовтня 1989, Кагарлик Київська область. Матрос, стрілець 36-ї окремої бригади морської піхоти, в/ч А2802 (Миколаїв). Активний учасник Революції Гідності. З Майдану добровольцем пішов на фронт. Після демобілізації перейшов на контрактну службу, ставши морським піхотинцем. | 1 вересня 2015 орієнтовно             | Трагічно загинув під час служби. Місце і обставини не уточнено. Похований 4 вересня на Алеї почесних поховань Ольжинського цвинтаря міста Кагарлик. |
| 2822     |                  | Борута Василь Михайлович                                                     | 23 серпня 1971, Шандровець Турківський район Львівська область. Проживав у м. Самбір. Старший сержант, заступник командира 1-го автомобільного відділення автомобільного взводу роти матеріально-технічного забезпечення 703-го інженерного полку (Самбір). Закінчив Самбірський технікум економіки та інформатики. З 11 листопада 1997 року служив у Збройних силах України. Залишилася дружина та двоє дітей. | 2 вересня 2015                        | Місце й обставини не уточнено. Загинув у зоні АТО. Похований 5 вересня в Самборі. |
| 2823     |                  | Борозенець Дмитро Анатолійович                                               | 29 грудня 1981, Кривий Ріг Дніпропетровська область. Молодший сержант, старший навідник 11-ї гарматної артилерійської батареї гарматного артилерійського дивізіону 26-ї окремої артилерійської бригади, в/ч пп В3231 (Бердичів). Працював на заводі «АрселорМіттал Кривий Ріг». Призваний за мобілізацією. | 2 вересня 2015                        | Під час виконання військових обов'язків в зоні АТО Дмитра з вогнепальним проникаючим наскрізним пораненням черевної порожнини було доправлено до районної лікарні міста Артемівськ (Донецька область), де він помер. За повідомленням Донецької облпрокуратури, близько 18:30 у розташуванні військової частини в Артемівському районі Донецької області між двома військовослужбовцями ЗСУ виник конфлікт, у результаті якого один з чоловіків двічі вистрелив в іншого. Потерпілий 1981 р.н. помер у лікарні. |
| 2824     |                  | Дзуль Тарас Владиславович                                                    | 29 червня 1966, Якубів Долинський район (Івано-Франківська область). Солдат, механік-водій 24-ї окремої механізованої бригади (Яворів). Виріс у багатодітній сім'ї, де було шість дітей. Призваний за мобілізацією 25 березня 2015 року, проходив навчання у 354-му навчальному полку в смт Десна. Залишилися батьки, дружина та троє дорослих дітей, син і дві доньки. | 2 вересня 2015                        | Помер у Харківському військовому шпиталі від поранень, що дістав під час обстрілу російськими бойовиками села Кримське (Новоайдарський район) Луганської області. Вибухова хвиля влучила в бойову машину, якою керував Тарас. Похований в с. Якубів. |
| 2825     |                  | Галущенко Андрій Вікторович (Позивний «Ендрю»)                               | 2 лютого 1975, Кожанка Фастівський район Київська область. Проживав у м. Київ. Головний позаштатний працівник оперативного підрозділу Служби безпеки України, керівник зведеної мобільної групи із протидії незаконному переміщенню товарів через лінію розмежування. Волонтер. Колишній розвідник 1-го батальйону Національної гвардії (Батальйон імені Кульчицького). Закінчив Київський національний університет імені Тараса Шевченка. Активний учасник Революції Гідності, був заступником сотника 3-ї сотні Самооборони Майдану. Звідти навесні 2014 року добровольцем пішов на фронт, воював під Слов'янськом, в районі Дебальцеве. Пізніше став волонтером, займався аеророзвідкою. Останні шість тижнів брав участь у боротьбі з контрабандою в зоні АТО у складі мобільної групи. Залишилася мати.                                                                                       | 2 вересня 2015                        | О 6:20 поблизу села Лобачеве (Новоайдарський район) Луганської області було здійснено напад на зведену мобільну групу. Автомобіль Mitsubishi L200 підірвався на закладеній на шляху міні, після чого нападники кинули 2 гранати та обстріляли машину зі стрілецької зброї. Група тримала оборону, поки не прибуло підкріплення з 92 ОМБр. В ході зіткнення загинули волонтер і працівник фіскальної служби. Один боєць СБУ і 5 бійців ЗСУ поранені. З воїном-волонтером попрощалися на Майдані Незалежності у Києві, похований в смт Кожанка. |
| 2826     |                  | Жарук Дмитро Павлович (Позивний «Байкер»)                                    | 11 серпня 1989, Асканія-Нова Чаплинський район Херсонська область. Старший лейтенант Податкової міліції, старший оперуповноважений Головного управління Державної фіскальної служби України у Херсонській області. Член зведеної мобільної групи із протидії незаконному переміщенню товарів через лінію розмежування, спецпідрозділу податкової міліції «Фантом». Випускник факультету податкової міліції Національного університету ДПСУ (Ірпінь) 2010 року. Залишилася вагітна дружина та однорічний син. | 2 вересня 2015                        | О 6:20 поблизу села Лобачеве (Новоайдарський район) Луганської області було здійснено напад на зведену мобільну групу. Автомобіль Mitsubishi L200 підірвався на закладеній на шляху міні, після чого нападники кинули 2 гранати та обстріляли машину зі стрілецької зброї. Група тримала оборону, поки не прибуло підкріплення з 92 ОМБр. В ході зіткнення загинули волонтер і працівник фіскальної служби. Один боєць СБУ і 5 бійців ЗСУ поранені. Поховали Дмитра в смт Асканія Нова. |
| 2827     |                  | Киян Володимир Петрович (Позивний «Тайфун»)                                  | 8 жовтня 1981, Ковель Волинська область. Проживав у м. Львів. Капітан, командир мінометної роти, помічник командира аеромобільно-десантного батальйону з артилерії 80-ї окремої аеромобільної бригади (Львів). Професійний військовий, артилерист за освітою, служив у 802-му реактивному артилерійському полку. Був миротворцем в Іраку. 2004 року переїхав до Львова, останнім часом працював в аграрному бізнесі. На початку війни, у квітні 2014 року, пішов добровольцем до одеського батальйону ПСМОП «Шторм». В серпні 2014 року був мобілізований до львівської десантної бригади, з серпня перебував у зоні АТО, воював під Луганськом, захищав Луганську ТЕС у Щасті. Залишилася дружина та маленький син, який народився у травні 2015 року. | 3 вересня 2015                        | Розвідгрупа проводила перевірку території поблизу міста Щастя (Луганська область). Близько 14:30 під час обстеження берегу річки Сіверський Донець та території прилеглої до Луганської ТЕС Володимир, який йшов попереду, зачепив «розтяжку» з міною, він встиг попередити інших і прикрив собою офіцера ЗСУ, а сам загинув від осколкових поранень. Похований у Ковелі на Вербському кладовищі. |
| 2828     |                  | Хурдепа Сергій Анатолійович                                                  | 7 січня 1993, Вишеньки (Коропський район) Чернігівська область. Сержант, водій розвідувальної роти 72-ї окремої механізованої бригади (Біла Церква). Військовослужбовець за контрактом. Після строкової служби, 28 березня 2013 року, підписав контракт і залишився в 72-й бригаді. Коли розпочалися бойові дії добровольцем пішов на фронт. Приїздив додому у відпустку після бойового поранення, 23 серпня знову повернувся в частину. Неодружений. Залишилися батьки. | 6 вересня 2015                        | В одному з приміщень за місцем дислокації ЗСУ в місті Волноваха (Донецька область) між трьома військовослужбовцями виник конфлікт, один з чоловіків з автомата Калашнікова розстріляв двох своїх співслужбовців, які загинули від чисельних вогнепальних поранень. Поховали Сергія у рідному селі Вішенки. |
| 2829     |                  | Лученцов Максим Олександрович                                                | 24 вересня 1993, с. Дмитрівка (Первомайський район) Харківська область. Солдат розвідувальної роти 72-ї окремої механізованої бригади (Біла Церква). | 6 вересня 2015                        | В одному з приміщень за місцем дислокації ЗСУ в місті Волноваха (Донецька область) між трьома військовослужбовцями виник конфлікт, один з чоловіків з автомата Калашнікова розстріляв двох своїх співслужбовців, які загинули від чисельних вогнепальних поранень. |
| 2830     |                  | Мацишин Павло Богданович (Позивний «Монгол»)                                 | 28 червня 1983, Радгоспне (Снігурівський район) Миколаївська область. Солдат 93-ї окремої механізованої бригади (Черкаське, Дніпропетровська область). Виріс в багатодітній сім'ї, де було 6 дітей, та після смерті батьків виховував свого молодшого брата-інваліда. Призваний за мобілізацією. | 6 вересня 2015                        | Під час виконання службових обов'язків у зоні АТО, 5 вересня отримав травму внаслідок нещасного випадку. Помер в Дніпропетровській обласній лікарні ім. Мечникова. |
| 2831     |                  | Решетняк Віталій Іванович                                                    | 20 травня 1978, Баратівка (Новобузький район) Миколаївська область. Солдат, механік-водій механізованої роти 28-ї окремої механізованої бригади, Чорноморське (Одеська область). Призваний за мобілізацією як доброволець 28 березня 2015 року. | 6 вересня 2015                        | Помер у військовому шпиталі від поранень, що отримав під час виконання бойового завдання у місті Курахове (ймовірно, помер в м. Курахове, де знаходиться шпиталь, від поранень, що дістав у Мар'їнці). За інформацією волонтера Аліни Михайлової, о 01:00 5 вересня в результаті артилерійського обстрілу сепаратистами міста Мар'їнка (Донецька область) загинув один боєць 28 ОМБр, ще 4 дістали поранення. В той же час, голова Мар'їнської РДА Володимир Мороз повідомив про двох поранених військовослужбовців внаслідок мінометного обстрілу Мар'їки вночі. |
| 2832     |                  | Бурлака Сергій Іванович                                                      | 19 червня 1975, Купчинці (Іллінецький район) Вінницька область. Військовослужбовець ЗСУ (підрозділ не уточнено). Служив у Львові й мріяв продовжити службу, але через хворобу батька так і не зміг. До війни працював у місцевому приватному сільськогосподарському підприємстві, також тримав власне господарство. Призваний за мобілізацією 25 квітня 2015 року. Залишилися дружина та двоє дітей, 9-річна донька і 7-річний син. | 7 вересня 2015                        | Застрелився близько 19:20 під час несення служби поблизу смт Біловодськ (Луганська область). Похований у Купчинцях. |
| 2833     |                  | Дурунда Павло Іванович                                                       | 24 червня 1971, Буштино Тячівський район Закарпатська область. Солдат, водій-електрик взводу спеціальних робіт ремонтно-відновлювального батальйону 128-ї гірсько-піхотної бригади (Мукачеве). 30 січня 2015 року був мобілізований як доброволець до 169-го Навчального центру «Десна». Залишилась дружина. | 7 вересня 2015                        | Загинув увечері в результаті бойового зіткнення з диверсійно-розвідувальною групою (ДРГ) бойовиків, яка переправилась через річку Сіверський Донець, поблизу села Болотене (Станично-Луганський район Луганська область), ще двоє військовослужбовців були поранені. Похований у Бурштині. |
| 2834     |                  | Вишкварко Віктор Валентинович                                                | 18 серпня 1969, Київ (Солом'янський район). Сержант 128-ї гірсько-піхотної бригади (Мукачеве). На фронт пішов добровольцем. Залишився брат, який теж захищає Батьківщину, в 95-й десантній бригаді. | 8 вересня 2015                        | Загинув від смертельного поранення в голову в результаті бойового зіткнення на блокпосту з ДРГ противника. Вночі, з 01:40 до 02:10, ДРГ противника здійснила спробу прориву в урочищі Шаров-Кут поблизу села Сизе (Станично-Луганський район Луганська область). В результаті бойового зіткнення загинув один військовослужбовець. Поховали Віктора у Києві на Совському цвинтарі. Прим. В ЗМІ повідомляють, що Віктор загинув 7 вересня біля Болотеного, але за даними МВС, військовослужбовець 1969 р.н. загинув в другому бою біля с. Сизе, вночі 8 вересня. |
| 2835     |                  | Україна                                                                      | 1989. Розвідник, військовослужбовець ЗСУ (підрозділ не уточнено). | 8 вересня 2015                        | Вранці до Станично-Луганського відділення СМЕ доставлено тіло загиблого військовослужбовця ЗСУ з вогнепальним пораненням голови та пошкодженням кісток черепа. Обставини загибелі встановлюються. |
| 2836     |                  | Крутяк Йосип Петрович                                                        | 13 березня 1987, с. Глушин, Бродівський район, Львівська область. Солдат, стрілець 54-ї окремої механізованої бригади (Артемівськ). | 10 вересня 2015                       | Вранці на блокпості за селом Троїцьке (Попаснянський район) Луганської області у напрямку до смт Калинове (підконтрольне «ЛНР») на «розтяжці» з міною ОЗМ-72, встановленій терористами, підірвалися військовослужбовці 54-ї ОМБр. Один боєць загинув на місці та п'ятеро зазнали поранень. |
| 2837     |                  | Кукса Олег Володимирович                                                     | 2 квітня 1970, Кременчук Полтавська область. Солдат, стрілець 54-ї окремої механізованої бригади (Артемівськ). Мобілізований 18.03.2015 року. До призову в ЗС України був начальником електроцеху «Кременчукводоканалу», згодом енергетиком ПАТ «Кременчукм'ясо». Залишилася однорічна дитина. | 10 вересня 2015                       | Вранці на блокпості поблизу Троїцьке (Попаснянський район) Луганської області, у напрямку до смт Калинове (підконтрольне «ЛНР»), на «розтяжці» з міною ОЗМ-72, встановленій терористами, підірвалися військовослужбовці 54-ї ОМБр. Від отриманих поранень Олег помер за кілька годин у лікарні міста Артемівськ (Донецька область). Поховааний в рідному місті на Свіштовському кладовищі, на окремій Алеї, де лежать загиблі учасники АТО.. |
| 2838     |                  | Бородулін Олександр Юрійович                                                 | 23 вересня 1981, Балаклея (Смілянський район) Черкаська область. Проживав у м. Сміла. Військовослужбовець батальйону оперативного призначення «Донбас» Національної гвардії України. | 12 вересня 2015 орієнтовно            | Дату, місце й обставини не уточнено. Похований 14 вересня в с. Балаклея. Прим. На похоронах Олександра Бородуліна були присутні бійці батальйону «Донбас» (фото). 15 вересня маріупольські ЗМІ з посиланням на Державну рятувальну службу повідомили, що під Маріуполем (Донецька область) в прибережній зоні поблизу пансіонату «Світлана» під час гасіння сухої трави було знайдене обгоріле тіло бійця батальйону «Донбас» 1981 р.н., причиною загибелі називають нещасний випадок. |
| 2839     |                  | Ільченко Сергій Анатолійович                                                 | 3 вересня 1975, Гадяч Полтавська область. Старший солдат, стрілець 30-ї окремої механізованої бригади (Новоград-Волинський). | 13 вересня 2015                       | Загинув 13 вересня 2015 року поблизу смт Луганське, Артемівський район (Донецька область) під час бою з диверсійно-розвідувальною групою ворога. |
| 2840     |                  | Січкар Юрій Анатолійович                                                     | 12 липня 1990, Київ. Старший солдат, навідник 30-ї окремої механізованої бригади (Новоград-Волинський). | 13 вересня 2015                       | Загинув 13 вересня 2015 року поблизу смт Луганське, Артемівський район (Донецька область) під час бою з диверсійно-розвідувальною групою ворога. За даними ІАЦ РНБО, за минулу добу внаслідок бойових дій двоє військовослужбовців загинули, ще двох було поранено, один зник безвісти. Андрій Лисенко уточнив, що військові загинули в результаті бойового зіткнення з ДРГ противника поблизу смт Луганське, Артемівський район (Донецька область) |
| 2841     |                  | Борильченко Євгеній Володимирович                                            | 30 листопада 1976, Черевані Глобинський район Полтавська область. Сержант, військовослужбовець 26-ї ОАБр. Мобілізований 3 лютого 2015 року. Залишилися дружина та донька-школярка. | 14 вересня 2015                       | Під час несення військової служби в зоні проведення АТО помер від гострої серцевої недостатності. Похований у с. Черевані. |
| 2842     |                  | Україна                                                                      | Військовослужбовець ЗС України. | 15 вересня 2015                       | Видання «Новини Донбасу» наводить повідомлення голови Донецької обласної ВЦА Павла Жебрівського про те, що за добу внаслідок бойових дій (обстрілів) в місті Мар'їнка (Донецька область) загинув один військовослужбовець і один мирний житель Інші офіційні джерела дану інформацію не підтверджують. |
| 2843     |                  | Вапняр Олександр Васильович (Позивний «Тигр»)                                | 8 грудня 1977, Гнівань Тиврівський район Вінницька область. Проживав у с. Марківці (Бобровицький район) Чернігівська область. Старший лейтенант, командир інженерно-саперного взводу 3-го механізованого батальйону 72-ї окремої механізованої бригади (Біла Церква). По закінченні школи вступив до Вінницького будівельного технікуму, згодом став студентом Київського українського транспортного університету, де здобув вищу освіту за спеціальністю «Містобудування». Працював провідним інженером у «Київавтодорі». Призваний за мобілізацією 29 січня 2015 року. Залишилися батьки, дружина, донька та син. | 17 вересня 2015                       | Під час розмінування лісосмуги на околиці села Старогнатівка (Волноваський район Донецька область), в результаті підриву на міні, загинули двоє саперів 72-ї ОМБр. Поховали Олександра на центральному кладовищі м. Гнівань. |
| 2844     |                  | Зінченко Олександр Васильович                                                | 8 листопада 1977, Фастів Київська область. Солдат, сапер-розвідник 72-ї окремої механізованої бригади (Біла Церква). Пішов на фронт добровольцем у січні 2015 року. Залишилася дружина. | 17 вересня 2015                       | Під час розмінування лісосмуги на околиці села Старогнатівка (Волноваський район Донецька область), в результаті підриву на міні, загинули двоє саперів 72-ї ОМБр. Похований на Алеї слави Інтернаціонального кладовища Фастова. |
| 2845     |                  | Пойда Василь Васильович                                                      | 5 листопада 1983, Негровець Міжгірський район Закарпатська область. Солдат, стрілець 128-ї гірсько-піхотної бригади (Мукачеве). Залишилися мати і брат. | 18 вересня 2015                       | Близько 22:20, поблизу спостережного поста взводного опорного пункту ЗСУ біля села Болотене (Станично-Луганський район Луганська область), військові виявили невідомих осіб. Під час переслідування пролунали два вибухи. За однією з версій, ймовірно, спрацювала «розтяжка». Один військовослужбовець отримав осколкові поранення кінцівок, інший — загинув на місці. |
| 2846     |                  | Панченко Олег Миколайович                                                    | 24 жовтня 1987, Конюхи (Козівський район) Тернопільська область. Проживав у Кутківцях (Тернопіль). Солдат в/ч 3035 Східного територіального об'єднання Національної гвардії України (конвойний полк, раніше базувався в Луганську). Був єдиним сином у матері. | 19 вересня 2015                       | Місце й обставини не уточнено. Пішов з життя під час несення служби в зоні АТО. Похований у с. Конюхи Прим. Із червня 2015 року в/ч 3035 НГУ залучена до охорони міста Слов'янськ (Донецька область). Військова частина дислокується в Сєверодонецьку і Слов'янську. |
| 2847     |                  | Рожелюк Володимир Якович                                                     | 30 травня 1960, Гайворонка Теребовлянський район Тернопільська область. Старший лейтенант, командир взводу 2-го окремого мотопіхотного батальйону 14-ї окремої механізованої бригади (раніше — 2-й БТО Рівненської області «Горинь»), в/ч пп В0113. На фронт пішов добровольцем у червні 2015 року. | 20 вересня 2015                       | Помер у Харківському військовому госпіталі від поранень, які отримав 13 вересня 2015 року, під час нападу ворожої ДРГ на взводний опорний пункт поблизу смт Луганське Донецької області. |
| 2848     |                  | Поліщук Олег Васильович (Позивний «Ювелір»)                                  | 1978, Житомирська область. Мешкав у Вінницькій області. Солдат 92-ї окремої механізованої бригади (Башкирівка). Олег — із сім'ї військового. Служив за контрактом. Перед війною сім'я переїхала до Житомира. Залишилися батьки та син. | 20 вересня 2015                       | Підірвався на вибуховому пристрої під час перевірки «сірої зони» в районі 29-го блокпосту на трасі «Бахмутка», поблизу смт Новотошківське (Попаснянський район Луганська область), помер від отриманих поранень. Ще одного військовика з численними осколковими пораненнями доставлено до лікарні. Похований на Житомирщині |
| 2849     |                  | Басараб Олег Васильович                                                      | 8 вересня 1977, Івано-Франківськ. Солдат 309-го окремого інженерно-технічного батальйону (Самбір). Призваний за мобілізацією 12 березня 2015 року. Неодружений, залишилася мати та сестра. | 21 вересня 2015                       | Помер внаслідок зупинки серця в смт Очеретине (Ясинуватський район Донецька область) під час несення служби в зоні АТО. На тілі і голові загиблого виявлено гематоми, в свідоцтві про смерть вказана причина смерті — набряк головного мозку. Проводиться слідство. Похований в Івано-Франківську. |
| 2850     |                  | Дрюцький Сергій                                                              | Дніпропетровська область. Старший солдат 3-го окремого танкового батальйону «Звіробій» (Десна). | 21 вересня 2015                       | Загинув від куль співслужбовця на території взводно-опорного пункту «Висотка» у районі смт Зайцеве (Донецька область) внаслідок порушення правил поводження зі зброєю. |
| 2851     |                  | Паламарюк Василь Орестович                                                   | 25 березня 1981, Чорногузи Вижницький район Чернівецька область. Солдат 24-ї окремої механізованої бригади (Яворів). Виріс в багатодітній родині, де був наймолодшим з сімох дітей. Закінчив музичну школу по класу баяна та сопілки. Здобув професію столяра в Чернівецькому професійно-технічному училищі. Строкову службу проходив у прикордонних військах в Кременчуці. Чотири роки працював за спеціальністю у Вижницькій райлікарні, був приватним підприємцем. Призваний за мобілізацією 4 вересня 2014 року, ніс службу в Донецькій області. Залишилися дружина та двоє маленьких дітей, син і донька. | 22 вересня 2015{                      | Перед самою демобілізацією, 16 вересня, у Василя стався інсульт. Його відвезли до Артемівська, звідти — літаком до Харкова. 22 вересня о 18:15, не приходячи до тями, помер у Харківському військовому шпиталі. Похований у Чорногузах на сільському кладовищі. |
| 2852     |                  | Чередайко Сергій Володимирович                                               | 13 травня 1974, Лебедин Сумська область. Солдат, водій-електрик 2-го інженерно-саперного відділення інженерно-саперного взводу 10-го окремого мотопіхотного батальйону 59-ї окремої мотопіхотної бригади (раніше — 10-й БТО Житомирської області «Полісся»). Призваний за мобілізацією 23 квітня 2015 року. | 22 вересня 2015                       | Загинув від осколкового поранення в Луганській області. Похований на Покрівському кладовищі міста Лебедин. За повідомленням речника АТО в Луганській області, близько 19:20 під містом Золоте (Попаснянський район), військовослужбовець 1974 р.н. дістав важких поранень внаслідок необережного поводження з гранатою, був доставлений до травматологічного відділення ЦМЛ Сєвєродонецька у непритомному стані, з численними осколковими пораненнями та травматичною ампутацією руки. Врятувати його життя не вдалося. |
| 2853     |                  | Мандибура Олександр Олександрович                                            | 4 листопада 1994, Старокостянтинів Хмельницька область. Солдат, снайпер-розвідник 8-го окремого полку спеціального призначення (Хмельницький). | 23 вересня 2015                       | О 15:00, під час перевірки польових доріг у лісосмузі поблизу села Кримське (Новоайдарський район) Луганської області у бік окупованого села Жолобок, троє спецпризначенців підірвалися на «розтяжці» з міною. Внаслідок підриву один боєць загинув, двоє отримали поранення. |
| 2854     |                  | Феоктистов Сергій Олександрович                                              | 19 серпня 1984, Горохів Волинська область. Солдат, старший сапер інженерно-саперного взводу 43-го окремого мотопіхотного батальйону «Патріот» (раніше — 43-й БТО Дніпропетровської області). Строкову службу проходив на транспортному аеродромі у Мілітополі. 2008 року закінчив Горохівський коледж ЛНАУ. Був призваний за мобілізацією 16 липня 2015 року, проходив підготовку на полігоні в Старичах. Залишилися батьки і старший брат. Прим. В ЗМІ повідомлялось, що Сергій Феоктистов служив у 24 ОМБр, але ця бригада несе службу в Луганській області, а Сергій загинув на Донеччині. | 26 вересня 2015                       | Підірвався на міні поблизу смт Новгородське в районі Дзержинська — Горлівки (Донецька область). Похований у Горохові на Новому кладовищі |
| 2855     |                  | Ткачук Микола Васильович                                                     | 19 лютого 1990, Ільці Верховинський район Івано-Франківська область. Сержант, командир бойової машини 130-го окремого розвідувального батальйону. Виріс в багатодітній сім'ї, де було шестеро дітей. Після армійської служби їздив на заробітки, працював на будівництві. Грав у сільській футбольній команді, брав участь в районних змаганнях. Активний учасник Революції Гідності. Призваний за мобілізацією 2 березня 2015 року, проходив навчання у центрі «Десна», з 28 травня перебував у зоні АТО, на передовій під Горлівкою, в Широкиному. Неодружений. Батько Миколи помер, залишилася мати, брати, сестри. За 11 днів до смерті Миколи журналіст газети «Вісті Верховини» записав із ним інтерв'ю. | 27 вересня 2015                       | Загинув на території в/ч пп В0798 в селі Пурдівка (Новоайдарський район Луганська область) від вогнепальних кульових поранень грудної клітки. На тілі також виявлено ножові поранення. Родичам повідомили, що загинув за нез'ясованих обставин. Похований у с. Ільці. Верховинці скликали віче, на якому майже 700 людей проголосували, щоб направити листи-звернення народним депутатам, голові Верховної Ради, генпрокурору, міністру оборони й голові СБУ щодо розслідування обставин загибелі. |
| 2856     |                  | Сівков Євгеній Григорович                                                    | 24 березня 1977, Чечельник Вінницька область. Військовослужбовець 14-ї окремої механізованої бригади (Володимир-Волинський). Був призваний по мобілізації 12.02.2015 року. | 27 вересня 2015                       | Проходив службу поблизу м. Курахове (Донецька область). При виконанні завдання щодо транспортування боєприпасів, під час детонування бойової гранати, отримав поранення несумісні з життям та помер на місці події. За повідомленням Тетяни Губи у Facebook, внаслідок необережного поводження з гранатою РГД-5 один військовослужбовець загинув, ще троє з чисельними осколковими пораненнями доставлені гелікоптером до лікарні. |
| 2857     |                  | Копачук Віталій Петрович                                                     | 30 квітня 1979, Новий Вовчинець Глибоцький район Чернівецька область. Солдат, кулеметник 128-ї гірсько-піхотної бригади (Мукачеве). Мобілізований у липні 2015 року. Проходив навчання на Яворівському полігоні. Розлучений, залишилося двоє дітей, 14 і 13 років. | 28 вересня 2015                       | Загинув в селі Михайлівка (Луганська область). За попередніми даними, підірвався на міні. За іншими даними, загинув поблизу Сєвєродонецька через необережне поводження зі зброєю. Похований у с. Новий Вовчинець. |
| 2858     |                  | Дудинець Андрій Іванович                                                     | 16 травня 1983, Херсон. Молодший сержант, військовослужбовець 57-ї окремої мотопіхотної бригади (Кропивницький). Залишилася мати. | 28 вересня 2015                       | Загинув від вогнепального поранення в голову під Костянтинівкою (Донецька область). Напередодні повернувся з відпустки в зону АТО, розмовляв з рідними телефоном, казав, що йде на чергування. В свідоцтві про смерть зазначено — самогубство. Родичі подали заяву на розслідування. Поховали захисника у рідному селі на Херсонщині. Прим. Начальник Костянтинівського міськвідділу міліції Володимир Гончаров розповів «Громадському радіо», що в місці дислокації 25-ї аеромобільної бригади у Костянтинівському районі в руках військовослужбовця 1982 р.н. розірвалася граната РГД, військовик загинув на місці. Слідство розглядає версії необережного поводження зі зброєю та самогубства. |
| 2859     |                  | Заєць Олексій Миколайович                                                    | 1 липня 1982, Житомир. Солдат 13-го батальйону 95-ї окремої аеромобільної бригада (Житомир). Професійний військовий, все життя присвятив службі в армії. З перших днів війни був на передовій, воював під Слов'янськом. Залишилася дружина та 8-річна донька. | 30 вересня 2015                       | Помер в районі Краматорська внаслідок обриву тромбу. похований в Житомирі. |
| Жовтень  |                  |                                                                              | |                                       | |
| 2860     |                  | Балог Михайло Іванович                                                       | 31 серпня 1973, Рокосово Хустський район Закарпатська область. Молодший сержант, військовослужбовець 6-го окремого мотопіхотного батальйону «Збруч» 128-ї ОГПБр (раніше — 6-й БТО Тернопільської області «Збруч»). Призваний за мобілізацією. | 1 жовтня 2015                         | За даними Книги пам'яті, трагічно загинув 30 вересня поблизу с. Оріхове Луганської області. Похований в с. Рокосово. |
| 2861     |                  | Горовий Юрій Васильович                                                      | 1969, Аркадіївка (Згурівський район) Київська область. Військовослужбовець 6-го окремого мотопіхотного батальйону 128-ї ОГПБр (раніше — 6-й БТО Тернопільської області «Збруч»), в/ч В0122. Призваний по мобілізації у травні 2015 року. | 2 жовтня 2015                         | За повідомленням в соцмережах - помер в зоні АТО (Луганська область). Місце та обставини не уточнені. Похований на Аркадіївському кладовищі. |
| 2862     |                  | Заєць Михайло Михайлович (Позивний «Косий»)                                  | 1 вересня 1975, Червоноград Львівська область. Сержант, розвідник батальйону оперативного призначення «Донбас» Національної гвардії України. Коли батальйон утримував передові позиції в с. Широкине, Михайло був старшим на одній з позицій. Залишилися дружина та дві доньки, 15 і 7 років. | 4 жовтня 2015                         | Під час патрулювання та відстеження ворожої ДРГ в секторі «М», поблизу села Павлопіль (Волноваський район Донецька область) автомобіль батальйону «Донбас» наїхав на протитанкову міну, Михайло загинув, ще двоє бійців дістали поранень. Після прощання у Маріуполі воїна поховали в Червонограді. |
| 2863     |                  | Карась Роман Валентинович                                                    | 17 липня 1985, Шев'якине Васильківський район (Дніпропетровська область). Солдат, розвідник 37-го окремого мотопіхотного батальйону 56-ї окремої мотопіхотної бригади (раніше — 37-й БТО Запорізької області). 2008 року закінчив Дніпропетровський національний університет імені Олеся Гончара (факультет фізики, електроніки та комп'ютерних систем), під час навчання працював на радіоринку «Метеор». У 2008—2009 роках був заступником директора Шев'якінського ПТУ № 74. Призваний за мобілізацією 28 серпня 2014 року. Службу починав у 40-му батальйоні «Кривбас», пройшов бої під Авдіївкою, в секторі «М», проводив операції в тилу противника, мав бойові нагороди. | 4 жовтня 2015                         | Троє бійців 37-го батальйону прийшли на виручку побратимам з батальйону «Донбас», які підірвалися на міні в секторі «М» поблизу села Павлопіль (Волноваський район Донецька область). Під час руху військовики підірвалися на «розтяжці» з міною неподалік села Пищевик. Роман загинув, інші дістали поранень. |
| 2864     |                  | Чепіль Володимир Васильович                                                  | 3 вересня 1971, Романів Житомирська область. Проживав у м. Коломия Івано-Франківська область. Солдат 14-ї окремої механізованої бригади (Володимир-Волинський). Навчався в Івано-Франківському фізкультурному технікумі на спеціальності «Вчитель-тренер фізкультури». У 1989—1991 роках служив в армії. Потім працював, робив євроремонти. Учасник Революції Гідності. Мобілізований 12 лютого 2015 року як доброволець. Залишилася дружина та четверо дітей, син і три доньки. | 7 жовтня 2015                         | Підірвався на «розтяжці» поблизу села Тарамчук (Мар'їнський район Донецька область). Похований у м. Коломия. |
| 2865     |                  | Леонід                                                                       | 20+ років, Запорізька область. Військовослужбовець строкової служби в/ч 3057 Національної гвардії України (Маріуполь). | 8 жовтня 2015                         | Був вбитий співслужбовцем під час виконання службових обов'язків у розташуванні військової частини, по вул. Нахімова у місті Маріуполь (Донецька область). |
| 2866     |                  | Нікулін Віталій Євгенович                                                    | 11 лютого 1985, Кривий Ріг Дніпропетровська область. Старший солдат, старший стрілець 17-ї окремої танкової бригади (Кривий Ріг). Залишились батьки, дружина та двоє неповнолітніх синів. | 10 жовтня 2015                        | Загинув в районі міста Попасна (Луганська область). |
| 2867     |                  | Бац Артем                                                                    | 7 березня 1989, Чорноморськ Одеська область. Солдат 53-ї окремої механізованої бригади (Сєвєродонецьк, Лисичанськ). Призваний за мобілізацією 16 серпня 2015 року. | 10 жовтня 2015                        | Загинув від вогнепального поранення під містом Дружківка (Донецька область), де ніс службу з охорони військових об'єктів. Обставини не уточнено. Похований 17 жовтня 2015 року на міському кладовищі у Чорноморську. |
|          |                  | Україна                                                                      | 1977. Військовослужбовець ЗС України (підрозділ не уточнено). | 12 жовтня 2015                        | 12 жовтня на узбіччі польової дороги поблизу села Райгородка (Новоайдарський район) за напрямком до села Трьохізбенка (Луганська область) було знайдено тіло військовослужбовця. Згідно з лікарським свідоцтвом, смерть настала від множинних переломів кісток тазу, тупої травми тулубу. Відкрите кримінальне провадження за статтею Умисне вбивство. |
| 2868     |                  | Бетін Сергій Юрійович                                                        | 20 лютого 1974, Світловодськ Кіровоградська область. Солдат, водій 93-ї окремої механізованої бригади (Черкаське, Дніпропетровська область). Мобілізований 24 квітня 2015 року. Брат Сергія теж служить у зоні АТО, в 93-й бригаді. | 12 жовтня 2015                        | Загинув унаслідок ДТП через несправність вантажівки на трасі поблизу села Миколаївка (Покровський район Донецька область). Похований на міському кладовищі Світловодська. |
| 2869     |                  | Горбенко Артемій Вікторович (Позивний «Білий»)                               | 26 серпня 1991, Дніпропетровськ. Солдат, командир відділення (ройовий) роти ОУН 93-ї окремої механізованої бригади. Активний учасник Революції Гідності. З початком бойових дій пішов до батальйону «Азов», потім воював під Донецьком як доброволець батальйону «ОУН», частина якого увійшла до складу ЗСУ. Займався спортом, належав до лав фан-руху ФК «Дніпро». Був сиротою, залишилася бабуся. | 13 жовтня 2015                        | Загинув близько 17:00 внаслідок обстрілу російськими бойовиками з гранатомету шахти «Бутівка», в районі між містом Авдіївка та селом Спартак під Донецьком. Ще двоє бійців дістали важкі поранення. Похований у Дніпропетровську. |
| 2870     |                  | Коняга Володимир Анатолійович                                                | 21 грудня 1974, Озаринці, Могилів-Подільський район, Вінницька область. Матрос, радіотелеграфіст взводу зв'язку 36-ї окремої бригади морської піхоти (Миколаїв). Призваний за мобілізацією 23 квітня 2015 року. Учасник АТО. Залишилися дружина, син і донька. | 15 жовтня 2015                        | Помер у зоні АТО, у бійця серед ночі зупинилося серце. Похований в с. Озаринці. |
| 2871     |                  | Безега Олександр Степанович                                                  | 11 березня 1977, Виноградів Закарпатська область. Солдат, сапер 15-ї окремої понтонної роти (базується в районі м. Маріуполь). | 15 жовтня 2015                        | Місце й обставини не уточнено, загинув у Донецькій області під час виконання бойового завдання. Похований в м. Виноградів 21 жовтня. |
| 2872     |                  | Вівсяний Сергій Борисович                                                    | 30 червня 1972, Шепилове Голованівський район Кіровоградська область. Старший солдат, кулеметник 34-го окремого мотопіхотного батальйону «Батьківщина» 57-ї ОМБр. У жовтні 2014 року, під час несення караульної служби на блокпосту під Горлівкою, виявив ДРГ противника й першим вступив у бій з нею. Указом Президента України від 1 березня 2016 року № 76/2016 нагороджений орденом «За мужність» ІІІ ступеня, вже посмертно. | 15 жовтня 2015                        | За уточненими даними Книги пам'яті, помер 15 жовтня 2015 р. від серцевого нападу. |
| 2873     |                  | Олійник Петро                                                                | 35 років, Святець Теофіпольський район Хмельницька область. Військовослужбовець 14-ї окремої механізованої бригади (Володимир-Волинський). Мобілізований 29 квітня 2015 року. Залишилися мати та брат. | 16 жовтня 2015 орієнтовно             | Загинув поблизу міста Красногорівка (Мар'їнський район Донецька область). Офіційна версія – смертельне поранення через самогубство. Похований на кладовищі села Святець. |
| 2874     |                  | Фурсик Віталій Юрійович                                                      | 23 квітня 1984, Кременець Тернопільська область. Солдат 99-го окремого мотопіхотного батальйону 14-ї окремої механізованої бригади (раніше — 1-й БТО «Волинь»), в/ч пп В0116. Навчався у професійно-технічному училищі на маляра-штукатура, потім проходив армійську службу. Учасник АТО з 24 квітня 2015 року. Залишився син. | 18 жовтня 2015                        | Помер від хвороби під час лікування у військовому шпиталі. Похований на Калинівському цвинтарі м. Кременець. |
| 2875     |                  | Грищенко Анатолій Володимирович                                              | 23 квітня 1984, Личанка Києво-Святошинський район Київська область. Старшина, снайпер 41-го окремого мотопіхотного батальйону 1-ї окремої танкової бригади (раніше — 41-й БТО «Чернігів-2»). | 19 жовтня 2015                        | За даними Книги пам'яті, загинув поблизу смт Новотроїцьке (Волноваський район) Донецької області, підірвавшись на «ростяжці». За даними ІАЦ РНБО, поблизу смт Новотроїцьке військові підірвалися на вибуховому пристрої, один загинув, ще одного поранено. |
| 2876     |                  | Матвієвський Артем Олександрович                                             | 21 серпня 1979, Артемівськ Донецька область. Старший сержант 24-ї окремої механізованої бригади (Яворів). | 19 жовтня 2015                        | 21 жовтня бойовики «ЛНР» передали тіло загиблого українській стороні у присутності СММ ОБСЄ в Україні. За їх словами, військовий загинув 19 жовтня у перестрілці поблизу блок-посту сепаратистів біля селища Голубівське (Попаснянський район Луганська область)[джерело?]. |
| 2877     |                  | Панько Юрій                                                                  | Таврійськ Херсонська область. Військовослужбовець 53-ї окремої механізованої бригади (Сєвєродонецьк, Лисичанськ). | 19 жовтня 2015 орієнтовно             | Дата, місце й обставини не уточнено. За повідомленням у соцмережі, загинув в Луганській області. Похований 22 жовтня 2015 року у Таврійську. |
| 2878     |                  | Куйбіда Володимир Володимирович (Позивний «Біда»)                            | 28 липня 1991, Демківка Тростянецький район Вінницька область. Сержант, командир відділення батальйону оперативного призначення «Донбас» Національної гвардії України. Активний учасник Революції Гідності. З початком війни пішов добровольцем на фронт. Пережив Іловайський котел, був у полоні, звідки повернувся за обміном. | 20 жовтня 2015                        | Близько 16:00 під Маріуполем на території пансіонату «Світлана» в селі Мелекіне Донецька область, де базується військова частина, врізався на мотоциклі у вимуруваний басейн. Від отриманих травм помер на місці. |
| 2879     |                  | Шолудько Олександр Михайлович                                                | 16 червня 1988, Уїздці (Здолбунівський район) Рівненська область. Солдат 24-ї окремої механізованої бригади (Яворів). Призваний за мобілізацією 10 березня 2015 року. Залишилися дружина та маленька донька. | 20 жовтня 2015                        | 12 жовтня, в районі 29-го блокпосту на трасі «Бахмутка», поблизу смт Новотошківське (Луганська область), під час виконання бойового завдання підірвався на «розтяжці». Від вибуху Олександр втратив руку та багато крові. Помер не приходячи до свідомості у Харківському військовому шпиталі. Похований в с. Уїздці. |
| 2880     |                  | Єрмак Олег Григорович                                                        | 4 березня 1982, Москва РРФСР. Мешкав у м. Житомир. Майор, начальник штабу — перший заступник командира 2-го механізованого батальйону 30-ї окремої механізованої бригади (Новоград-Волинський). Залишились дружина та донька. | 23 жовтня 2015                        | Отримав травму не сумісну із життям в результаті автокатастрофи у м. Артемівськ (Донецька область). Похований у Новоград-Волинському. |
| 2881     |                  | Риженко Сергій Вікторович                                                    | 21 серпня 1978, Золотоноша Черкаська область. Військовослужбовець 55-го окремого автомобільного батальйону. Мобілізований 17 березня 2015 року. З 19 серпня перебував у зоні проведення АТО. Без батька залишился 9-річний син. | 23 жовтня 2015                        | Помер у місті Новогродівка (Донецька область) від зупинки серця. Похований у Золотоноші. |
| 2882     |                  | Гергель Олексій Валерійович                                                  | 15 серпня 1988, Юрівка (Конотопський район) Сумська область. Матрос 36-ї окремої бригади морської піхоти (Миколаїв). Призваний за мобілізацією. Залишилися батьки та вагітна дружина. | 24 жовтня 2015                        | 22 жовтня поблизу смт Талаківка під Маріуполем був важко поранений у голову в результаті мінометного обстрілу блокпосту російськими бойовиками. Помер о 5:00 під час транспортування до Дніпропетровського шпиталю. |
| 2883     |                  | Котвіцький Руслан Ростиславович                                              | 26 червня 1977, Романів Житомирська область. З 1985 року проживав у с. Карвинівка Романівського району. Солдат 53-ї окремої механізованої бригади, в/ч ПП В0927. Призваний за мобілізацією 11 березня 2015 року. Залишилися батьки, молодший брат, дружина та дві доньки. | 24 жовтня 2015                        | Місце й обставини не уточнено. Загинув у Донецькій області. Похований у с. Кврвинівка. |
| 2884     |                  | Земзеров Віктор В'ячеславович                                                | 16 лютого 1989, Городок (Львівська область). Солдат, гранатометник 24-ї окремої механізованої бригади (Яворів). Учасник АТО. | 24 жовтня 2015                        | Помер під час несення служби на ВОП в Новоайдарському районі Луганської області. Похований 2 листопада на кладовищі м. Городок. |
| 2885     |                  | Задорожній Віктор Володимирович                                              | 13 березня 1978, Ковтунівка (Прилуцький район) Чернігівська область. Молодший сержант, військовослужбовець 53-ї окремої механізованої бригади, в/ч ПП В0927. Закінчив ПТУ, де здобув спеціальність механізатора. Після служби в армії поїхав на заробітки до Росії, працював на будівництві. Мобілізований у лютому 2015 року. | 25 жовтня 2015                        | Загинув від кульового поранення поблизу села Кам'янка (Донецька область). Тіло військовослужбовця знайшли на світанку у бліндажі. Похований у Ковтунівці. |
| 2886     |                  | Ільченко Сергій Васильович                                                   | 16 листопада 1982, Гриців Шепетівський район Хмельницька область, проживав в селі Софіївська Борщагівка Києво-Святошинський район Київська область. Сержант, військовослужбовець 53-ї окремої механізованої бригади, в/ч ПП В0927. Був призваний під час 6-ї хвилі мобілізації на військову службу влітку 2015 року. Залишилися дружина та син. | 25 жовтня 2015                        | Загинув поблизу села Кам'янка (Донецька область) під час несення служби. Похований у Софіївській Борщагівці. |
| 2887     |                  | Яворський Олексій Олексійович                                                | 12 червня 1965, 50 років, Севастополь. Проживав у м. Буча Київська область. Зенітник зенітно-ракетного артилерійського дивізіону 54-ї окремої механізованої бригади (Артемівськ). 1970 року сім'я переїхала до білоруського міста Пінськ, де Олексій закінчив школу. Вступив до Київського ПТУ №14 на спеціалізацію монтажник радіоапаратури і приладів. Строкову армійську службу проходив в Актюбинську та Оленєгорську. Учасник війни в Афганістані. 1986 року вступив до Київського політехнікуму зв'язку на спеціальність «технік лінійних споруд зв'язку». Усе життя працював зв'язківцем. Добровольцем прийшов до військкомату, мобілізований 29 квітня 2015 року. Пройшов перепідготовку в смт Десна. Нагороджений пам'ятною медаллю «Захиснику Батьківщини» (посмертно). Залишилися дружина та дорослий син.                                                                              | 25 жовтня 2015                        | Місце й обставини не уточнено, загинув в зоні проведення АТО. Похований на Бучанському міському кладовищі. |
| 2888     |                  | Хряпа Ігор Васильович                                                        | 10 вересня 1980, Вороньки (Бобровицький район) Чернігівська область. Старший солдат 1-ї роти 5-ї батальйонно-тактичної групи 81-ї десантно-штурмової бригади. Їздив на роботу до Києва. Призваний за мобілізацією 2 лютого 2015 року. Залишилися батьки, брат, дружина та двоє дітей, 3-річний син і 2-річна донька. | 26 жовтня 2015                        | Загинув поблизу села Водяне (Ясинуватський район), внаслідок обстрілу зі стрілецької зброї диверсійно-розвідувальною групою противника, яка у сутінках підібралась впритул до позицій українських військових. Андрій першим помітив диверсантів, встиг попередити побратимів і відкрив вогонь. Врятував своїх товаришів, а сам загинув від розривної кулі противника. Похований у Вороньках. ЗМІ з посиланням на військових і Генштаб, повідомили про одного загиблого під час обстрілу з 17:25 до 18:10 в районі Піски — Опитне (Ясинуватський район) під Донецьком. Російські бойовики вели обстріл збоку Донецького аеропорту. |
| 2889     |                  | Тронько Руслан Миколайович                                                   | 20 жовтня 1981, Велика Багачка Полтавська область. Проживав у м. Полтава. Старший сержант, військовослужбовець 43-ї окремої артилерійської бригади (Первомайськ). Після проходження строкової служби в армії, служив за контрактом. Потім працював у ПАТ «Полтавагаз». Призваний за мобілізацією 8 серпня 2014 року, ніс службу у військовій частині в Чугуєві на Харківщині. В серпні 2015 року був переведений до артилерійської бригади, подав рапорт на продовження служби, в жовтні 2015 року був направлений до зони АТО. Залишилися батьки. | 26 жовтня 2015                        | 13 жовтня, під час патрулювання місцевості поблизу м. Волноваха (Донецька область), внаслідок підриву на «розтяжці» з міною дістав важких поранень. Помер у реанімаційному відділенні Дніпропетровської обласної клінічної лікарні імені І. І. Мечникова. Похований в селищі Велика Багачка. |
| 2890     |                  | Пушкарьов Олександр Васильович                                               | 30 квітня 1958, 57 років, Карл-Маркс-Штадт, Німеччина. Жив у Донецькій області, тривалий час проживав і працював у м. Калуш Івано-Франківська область. Майор, військовослужбовець 24-го окремого штурмового батальйону ЗСУ «Айдар». Працював у військовому комісаріаті в Калуші. Був мобілізований 1 лютого 2015 року як доброволець, у 80-ту аеромобільну бригаду, згодом переведений до батальйону «Айдар». Залишилася сестра у Львові. | 27 жовтня 2015                        | Трагічно загинув поблизу села Тарасівка (Донецька область). Похований у Львові на Личаківському кладовищі. За даними Книги пам'яті, загинув 22 жовтня. |
|          |                  | Міщенко Руслан Вікторович                                                    | 8 травня 1982, Тетіїв Київська область. Солдат, старший водій-гранатометник мінометного взводу 37-го окремого мотопіхотного батальйону «Запоріжжя» 56-ї ОМПБр. Призваний на службу у березні 2015 року. | 27 жовтня 2015                        | Помер під час несення служби в районі с. Кременівка (Нікольський район) Донецької області. |
| 2891     |                  | Бартиш Сергій Петрович                                                       | 31 серпня 1964, 51 рік, Новопушкарівка Криничанський район Дніпропетровська область. Солдат, механік-водій 7-ї роти 3-го батальйону 53-ї окремої механізованої бригади (Сєвєродонецьк, Лисичанськ). Працював у селі зварювальником. 30 липня 2015 року пішов на фронт добровольцем. Залишились дружина, двоє синів та троє онуків. | 28 жовтня 2015                        | Загинув поблизу селищ Верхньоторецьке та Красний Партизан (Ясинуватський район) Донецької області, під час огляду місцевості (для інженерного обладнання окопів), підірвавшись на невідомому вибуховому пристрої. За іншими даними, Сергій разом із двома побратимами був у наряді, та коли почув шурхіт в лісосмузі, поповз у розвідку. З лісосмуги вилетіли дві гранати, Сергій дістав важких поранень від вибуху. Противник відкрив вогонь, і протягом 40 хвилин бою до Сергія не могли дістатися, він тримався до останніх сил, навіть відстрілювався. Помер дорогою до лікарні. Похований у рідному с. Новопушкарівка. |
| 2892     |                  | Ковальський Тарас Володимирович                                              | 14 листопада 1992, Завадівка (Володарський район) Київська область. Солдат, водій-механік 6-го окремого мотопіхотного батальйону 128-ї ОГПБр (раніше — 6-й БТО Тернопільської області «Збруч»). Залишились батьки та брат. | 29 жовтня 2015                        | Близько 19:30 через вибух боєприпасів на польовому складі ЗСУ у місті Сватове Луганська область виникла пожежа, від детонації осколки снарядів розліталися по місту, пошкоджено багато будівель. За даними ІАЦ РНБО, внаслідок надзвичайної події загинув один військовослужбовець, ще двох було поранено. Серед цивільних — 1 загиблий та 1 поранений. 2 листопада під завалами знайшли тіла ще двох загиблих бійців. Поховали Тараса у с. Завадівка . |
| 2893     |                  | Артеменко Анатолій В'ячеславович                                             | 25 лютого 1984, Нова Лішня Іваничівський район Волинська область. Мешкав у с. Грибовиця Іваничівського району. Солдат, сапер інженерно-саперного відділення 2-ї інженерної роти 12-го окремого полку оперативного забезпечення, в/ч А3814 (Новоград-Волинський). Призваний за мобілізацією як доброволець влітку 2015 року. Спочатку проходив службу на Яворівському полігоні, пізніше — на Луганщині. Залишилися сестра та вагітна дружина. 25 листопада 2015 року у Анатолія народилася донька. | 29 жовтня 2015                        | Близько 19:30 через вибух боєприпасів на польовому складі ЗСУ у місті Сватове Луганська область виникла пожежа, від детонації осколки снарядів розліталися по місту, пошкоджено багато будівель. Під час розчищення завалів на складі 2 листопада знайшли тіла ще двох військовослужбовців, які зникли безвісти після пожежі на складі. Похований у с. Нова Лішня. |
| 2894     |                  | Майоренко Станіслав Олексійович                                              | 2 травня 1962, Антонівка (Шполянський район) Черкаська область. Солдат, сапер інженерно-саперного відділення 2-ї інженерної роти 12-го окремого полку оперативного забезпечення, в/ч А3814 (Новоград-Волинський). Призваний за мобілізацією у серпні 2015 року. Залишилися мати, дружина та дві доньки. | 29 жовтня 2015                        | Близько 19:30 через вибух боєприпасів на польовому складі ЗСУ у місті Сватове Луганська область виникла пожежа, від детонації осколки снарядів розліталися по місту, пошкоджено багато будівель. Під час розчищення завалів на складі 2 листопада знайшли тіла двох військовослужбовців, які зникли безвісти після пожежі на складі. |
| 2895     |                  | Ямщиков Юрій Олександрович                                                   | 17 травня 1991, Луганськ. Проживав у м. Павлоград Дніпропетровська область. Солдат, заступник командира бойової машини — навідник 3-го батальйону 93-ї окремої механізованої бригади (Черкаське, Дніпропетровська область). Закінчив Тернівський професійний гірничий ліцей, де здобув спеціальність машиніста. Працював підземним електрослюсарем на шахті. Мобілізований 16 лютого 2015 року. Залишилася сестра. | 30 жовтня 2015                        | З 15:15 до 15:45 російські бойовики з гранатометів та стрілецької зброї обстріляли позиції українських захисників поблизу селища Піски (Ясинуватський район) під Донецьком. Двоє бійців дістали поранень. Юрія, який був у важкому стані, не встигли довести до шпиталю, він помер. Похований у Павлограді. |
| 2896     |                  | Труш Володимир Васильович (Позивний «Артист»)                                | 10 вересня 1977, Малехів Жовківський район Львівська область. Проживав у м. Львів. Капітан, заступник командира роти по роботі з особовим складом 53-ї окремої механізованої бригади (Сєвєродонецьк). Закінчив філологічний факультет Львівського національного університету імені Івана Франка у 2000 році. З 2000 року працював в університеті — старшим лаборантом кафедри бібліотекознавства і бібліографії, заступником декана філологічного факультету, заступником декана факультету культури і мистецтв. До мобілізації працював старшим викладачем факультету культури і мистецтв Львівського національного університету. Був представником факультету у страйковому комітеті університету під час Революції Гідності. До переведення в Авдіївку рота Володимира обороняла 29-й блокпост на трасі «Бахмутка» на Луганщині. Залишилися батьки, брат, дружина та двоє синів, 3 і 10 років.  | 31 жовтня 2015                        | Загинув у районі міста Авдіївка (Донецька область). Під час виконання бойового завдання у лісі між Авдіївкою та об'їзною дорогою Донецька двоє офіцерів ЗСУ підірвалися на вибуховому пристрої з «розтяжкою». Від вибуху Володимиру відірвало ноги, він загинув на місці. Похований у Львові на Личаківському кладовищі на полі почесних поховань № 76. |
| 2897     |                  | Кравченко Віталій Миколайович (Позивний «Гектор»)                            | 18 травня 1976, Буринь Сумська область. Проживав у м. Рава-Руська Жовківський район Львівська область. Капітан, заступник командира 2-го механізованого батальйону 53-ї окремої механізованої бригади (Сєвєродонецьк). За фахом — військовий, закінчив Київський інститут Сухопутних військ. Був миротворцем у Косово. Служив у військовій частині у Раві-Руській, після звільнення з лав ЗСУ працював на Рава-Руському шпалопросочувальному заводі. Добровольцем пішов на фронт під час мобілізації у серпні 2014 року, спочатку служив у 4-му батальйоні 24-ї ОМБр, був командиром роти, обороняв 31-й і 29-й блокпости на трасі «Бахмутка» на Луганщині. У вересні 2015 року відмовився від демобілізації та погодився продовжити службу в АТО ще на півроку. Залишилася мати. | 31 жовтня 2015                        | Загинув у районі міста Авдіївка (Донецька область). Під час виконання бойового завдання у лісі між Авдіївкою та об'їзною дорогою Донецька двоє офіцерів ЗСУ підірвалися на вибуховому пристрої з «розтяжкою». Віталій дістав важкі поранення, помер дорогою до лікарні. Поховають Віталія на міському цвинтарі у Раві Руській, поруч із дружиною. |
| Листопад |                  |                                                                              | |                                       | |
| 2898     |                  | Мігурін Віталій Дмитрович                                                    | 3 травня 1962, 53 роки, Овідіополь Одеська область. Солдат 1-го гаубично-самохідного артилерійського дивізіону 72-ї окремої механізованої бригади (Біла Церква). На фронт пішов добровольцем. | 1 листопада 2015                      | За повідомленням волонтера місії «Чорний тюльпан», загинув в зоні АТО (обставини не уточнені). Похований у місті Овідіополь. |
| 2899     |                  | Герович Валерій Володимирович                                                | 20 квітня 1973, Новоюр'ївка (Новобузький район) Миколаївська область. Солдат 79-ї окремої аеромобільної бригади (Миколаїв). Мобілізований у липні 2015 року. | 3 листопада 2015                      | Помер в районі міста Волноваха (Донецька область). За повідомленням деяких ЗМІ, загибель могла бути не від бойових дій. |
| 2900     |                  | Грод Євген Іванович                                                          | 17 вересня 1981, Чортків Тернопільська область. Мешкав у м. Коломия Івано-Франківська область. Старший сержант, навідник 4-ї аеромобільно-десантної роти 2-го аеромобільно-десантного батальйону 95-ї окремої аеромобільної бригада (Житомир). Народився в сім'ї військового. Пройшов армійську службу, навчався у Військово-інженерному інституті при Подільському державному аграрно-технічному університеті в м. Кам'янець-Подільський. В подальшому працював у столярному цеху та в автомайстерні в Коломиї. Мобілізований у лютому 2015 року. Залишилася дружина та однорічна донька. | 3 листопада 2015                      | Трагічно загинув у місті Слов'янськ (Донецька область), де дислокується 95 бригада. Похований на Алеї слави у Коломиї. |
| 2901     |                  | Даньків Роман Романович                                                      | 30 серпня 1976, Дубравка (Жидачівський район) Львівська область. Проживав у м. Черкаси. Солдат, механік-водій 1-ї окремої гвардійської танкової бригади (Гончарівське). Працював у Черкасах, де мешкав останні 16 років, на місцевому автобусному заводі. Мобілізований в серпні 2015 року. Залишилися батьки, брат-близнюк, старший брат, дружина та 15-річна донька. | 3 листопада 2015                      | Помер від серцевої недостатності під час несення служби у розташуванні підрозділу в с. Олександропіль (Костянтинівський район) Донецької області. Похований у Дубравці. |
| 2902     |                  | Балабоскін Ігор Васильович                                                   | 13 травня 1975, Латвія. Мешкав у м. Володимир-Волинський Волинська область, та у м. Чернівці. Молодший лейтенант, заступник командира артилерійської батареї по роботі з особовим складом 128-ї гірсько-піхотної бригади (Мукачеве). Займався спортом, писав вірші. Закінчив Харківське танкове училище, служив у Володимирі-Волинському. В 1990-х роках звільнився зі Збройний сил. Мобілізований у серпні 2015 року як доброволець. Залишилася дружина та двоє малолітніх синів у Чернівцях. | 4 листопада 2015                      | Помер під час виконання військового обов'язку в смт Станиця Луганська (Луганська область). Причиною смерті став тромб, що відірвався та спричинив зупинку серця. Похований у Чернівцях. |
| 2903     |                  | Жирнов Віктор Анатолійович                                                   | 4 березня 1968, Нікополь Дніпропетровська область. Проживав в смт Котельва Полтавська область. Старший сержант, військовослужбовець 21-го окремого мотопіхотного батальйону 28-ї окремої механізованої бригади (раніше 21-й БТО Херсонської області). Навчався у Зеленодольському СПТУ № 16. 1986 року був призваний на військову службу та відправлений на війну в Афганістан. Під час АТО добровольцем прийшов до військкомату. Не зважаючи на проблеми зі здоров'ям, домігся свого, і 18 березня 2015 року був мобілізований. Ніс службу в районі Маріуполя на першій лінії оборони. | 5 листопада 2015 орієнтовно           | Під час несення служби в зоні АТО, у воїна-захисника зупинилося серце. Похований 7 листопада на Вознесенському кладовищі у Котельві. |
| 2904     |                  | Соківка Володимир Михайлович                                                 | 10 серпня 1969, Поділля (Галицький район) Івано-Франківська область. Мешканець м. Бурштин Івано-Франківська область. Солдат (військовий підрозділ не уточнено). Мобілізований 18 березня 2015 року. Залишилась дружина, син, донька та 5-місячний онук. | 6 листопада 2015                      | Помер в зоні АТО. Рідним повідомили, що у Володимира стався інсульт, у нього виявили пухлину в голові, зробили операцію. Чоловік був у комі та так і не прокинувся після наркозу. Похований у Бурштині. |
| 2905     |                  | Нешко Ігор Володимирович                                                     | 12 січня 1978, Чернігів. Старший прапорщик, розвідник — гранатометник оперативно-бойової прикордонної комендатури «Чернігів» Краматорського прикордонного загону Державної прикордонної служби України. Навчався в Чернігівському музичному училищі імені Ревуцького. Закінчив Київський національний університет культури і мистецтв, де отримав вищу музичну освіту за спеціальністю викладач музики та диригент оркестру. Маючи досвід військової служби музикантом, у 2010 році пішов на прикордонну службу. Протягом 5 років служив на посаді інспектора відділу прикордонної служби «Добрянка» Чернігівського прикордонного загону Північного регіонального управління ДПСУ. Кілька місяців виконував завдання в зоні АТО на Донеччині, був нагороджений нагрудним знаком «За мужність в охороні державного кордону». Залишилася вагітна дружина.                                            | 8 листопада 2015                      | Поблизу смт Курахівка (Донецька область) зміна прикордонних нарядів, що слідувала до контрольного пункту «Георгіївка» на службовому автомобілі «Кугуар», потрапила у ДТП. Під час руху транспортний засіб злетів у кювет та перекинувся. Один з прикордонників загинув, ще 6 отримали травми різного ступеню тяжкості. Похований у Чернігові. |
|          |                  | Україна                                                                      | Військовослужбовці (військові підрозділи не уточнено). Не підтверджено. | 9 листопада 2015                      | Волонтери і військові повідомляють про нічні атаки, а також обстріли з мінометів, АГС і стрілецької зброї. Зокрема під Горлівкою були обстріляні позиції 57-ї окремої мотопіхотної бригади. Повідомляється про двох загиблих і багато поранених бійців. |
| 2906     |                  | Качинський Іван Михайлович                                                   | 8 липня 1963, Вощанці Самбірський район Львівська область. Солдат 24-ї окремої механізованої бригади (Яворів). Призваний за мобілізацією у червні 2015 року. | 9 листопада 2015 орієнтовно           | Був важко поранений в зоні проведення АТО. Помер у м. Сєвєродонецьк (Луганська область). Похований 12 листопада в с. Вощанці. |
| 2907     |                  | Глюз Віталій Петрович                                                        | 26 липня 1988, Борислав Львівська область. Солдат дивізіону реактивної артилерії 128-ї гірсько-піхотної бригади (Мукачеве). Призваний за мобілізацією влітку 2015 року. Залишилися мати, сестра. | 10 листопада 2015 орієнтовно          | Дата, місце й обставини не уточнено. Загинув в зоні АТО. |
| 2908     |                  | Якушко Анатолій Павлович                                                     | 25 червня 1987, Хмельницький. Солдат 80-ї окремої десантно-штурмової бригади. Призваний за мобілізацією як доброволець. Залишилися мати, дружина та маленький син. | 10 листопада 2015                     | Трагічно загинув в Луганській області. Під час заняття з тактичної підготовки командир відділення показував вправу для виконання і випадково приєднав до автомата заряджений магазин. Анатолій потрапив під лінію вогню, на ньому не було бронежилету. Похований на Алеї Слави хмельницького кладовища Ракове. |
| 2909     |                  | Ліхтарчук Анатолій Михайлович                                                | 19 грудня 1979, Миколаїв. Солдат, старший сапер 72-ї окремої механізованої бригади (Біла Церква). Був членом громадського формування з охорони порядку «Захист». На фронт пішов добровольцем. Залишилися батьки-інваліди та молодший брат. | 10 листопада 2015                     | Під час розвідки поблизу села Гранітне (Волноваський район) Донецької області військовослужбовці натрапили на «розтяжку». Анатолій накрив собою вибухівку, врятувавши життя своїх бойових товарищів. Похований у Миколаєві на Матвієвському кладовищі. |
| 2910     |                  | Мешок Олександр Володимирович                                                | 23 квітня 1981, Куликівка (Городнянський район) Чернігівська область. Розвідник 95-ї окремої аеромобільної бригади (Житомир). Залишилися батьки, дружина та 9-річна донька. | 11 листопада 2015                     | Загинув під Красногорівкою (Донецька область). Похований у с. Куликівка. ЗМІ з посиланням на правоохоронців повідомляли, що в місті Красногорівка (Мар'їнський район Донецька область) на вулиці знайдений мертвим військовий з вогнепальним пораненням голови. За попередніми даними, солдат покінчив життя самогубством. |
| 2911     |                  | Тарасюк Сергій Костянтинович                                                 | 4 серпня 1988, Кузнецовськ Рівненська область. Старший солдат, військовослужбовець ЗСУ (підрозділ не уточнено). Мобілізований як доброволець у березні 2015 року. Залишилися батьки та брат. | 12 листопада 2015                     | Був важко поранений 8 листопада поблизу села Славне (Мар'їнський район) Донецької області. Помер від поранень у Харківському військовому шпиталі. Похований у Кузнецовську. |
| 2912     |                  | Магльона Володимир Петрович                                                  | 29 липня 1990, Бодаки Збаразький район Тернопільська область. Солдат 57-ї окремої мотопіхотної бригади (Кропивницький). Призваний під час п'ятої хвилі мобілізації. | 12 листопада 2015                     | В ніч на 13 листопада, під час обстрілу російськими бойовиками опорного пункту поблизу смт Зайцеве, на північ від міста Горлівка (Донецька область), двоє українських військовослужбовців дістали поранень. Інтенсивний бій з використанням стрілецької зброї і гранатометів тривав близько години. Володимир помер від поранень дорогою до шпиталю. |
| 2913     |                  | Касьян Василь Васильович (Позивний «Косий»)                                  | 22 серпня 1985, Нововолинськ Волинська область. Боєць окремого загону особливого призначення «Азов» Національної гвардії України. На фронт пішов добровольцем. Залишилися батьки, донька. | 12 листопада 2015                     | Після повернення з відпустки до м. Маріуполь, Василя вбили серед ночі у місті, тіло знайшли з ножовими пораненнями. Ведеться слідство, в тому числі розглядається версія самогубства. За словами батьків, Василь розповідав про конфлікт з командиром. Похований на Старому кладовищі Нововолинська. |
| 2914     |                  | Скотенюк Руслан Дмитрович                                                    | 31 серпня 1974, Вовківці (Шепетівський район) Хмельницька область. Солдат, старший навідник мінометного взводу мінометної батареї 3-го механізованого батальйону 14-ї окремої механізованої бригади (Володимир-Волинський). Закінчив Грицівське сільськогосподарське училище, де здобув професію «тракторист-машиніст». Після строкової служби в армії працював трактористом-машиністом в колгоспній спілці «Нива». Останні роки працював в охоронних фірмах. Мобілізований у березні 2015 року. Залишилися дружина та син. | 13 листопада 2015                     | Загинув під час бойових сутичок в районі Мар'їнка — Курахове (Донецька область). Похований у Шепетівці. |
| 2915     |                  | Романович Олег Федорович                                                     | 12 серпня 1982, Дубно Рівненська область. Сержант, командир мінометного розрахунку мінометної батареї 3-го механізованого батальйону 14-ї окремої механізованої бригади (Володимир-Волинський). Мобілізований у березні 2015 року. Залишилися батьки, дружина та 9-річна донька. | 13 листопада 2015                     | Загинув поблизу міста Мар'їнка (Донецька область) від отриманого вогнепального поранення, несумісного з життям. Похований на Кременецькому кладовищі м. Дубно. |
| 2916     |                  | Ясан Юрій Володимирович                                                      | 8 червня 1970, Звози Ківерцівський район Волинська область. Старший сержант мінометної батареї 3-го механізованого батальйону 14-ї окремої механізованої бригади (Володимир-Волинський). Без батька залишилися син та донька. | 13 листопада 2015                     | Загинув поблизу міста Мар'їнка (Донецька область) від отриманого вогнепального поранення. Похований у с. Звози. |
| 2917     |                  | Осадчук Станіслав Васильович                                                 | 21 вересня 1965, 50 років, Бондурівка (Немирівський район) Вінницька область. Солдат механізованого батальйону 14-ї окремої механізованої бригади (Володимир-Волинський). Мобілізований 8 липня 2015 року. До армії працював трактористом та охоронцем на тракторному стані. Залишилися дружина та три доньки. | 13 листопада 2015                     | Загинув поблизу міста Курахове (Мар'їнський район Донецька область) від отриманого вогнепального поранення, несумісного з життям. Похований у Бондурівці. ЗМІ повідомили про трагедію на позиціях 14-ї бригади, — солдат повернувся з бою, розстріляв трьох своїх соратників і після цього застрелився сам (за іншою версією, був вбитий вогнем у відповідь). За повідомленням волонтерки у Фейсбук, ще один боєць 14-ї бригади (п'ятий) був смертельно поранений у живіт кулею снайпера поблизу міста Мар'їнка (Донецька область) — не підтверджено. За даними ІАЦ РНБО, за минулу добу в зоні АТО внаслідок бойових дій загинули 5 військовослужбовців, ще 4 отримали поранення. Андрій Лисенко на брифінгу уточнив, що це сталося під час бойових зіткнень в районі смт Верхньоторецьке та міста Мар'їнка (Донецька область), таким чином в штабі АТО підтвердили загибель 4 (а не 5) військових у Мар'їнці. |
| 2918     |                  | Бабій Віталій Володимирович                                                  | 17 квітня 1969, Миропіль Романівський район Житомирська область. Молодший сержант 53-ї окремої механізованої бригади (Сєвєродонецьк), в/ч пп В0927. Мобілізований 26 січня 2015 року. | 13 листопада 2015                     | Загинув від важкого поранення під час мінометного обстрілу поблизу смт Верхньоторецьке (Ясинуватський район Донецька область). Похований в смт Миропіль. |
| 2919     |                  | Капелюха Сергій Вікторович                                                   | 31 березня 1978, Знам'янка Кіровоградська область. Солдат, кулеметник 9-ї роти 53-ї окремої механізованої бригади (Сєвєродонецьк), в/ч пп В0927. Закінчив професійно-технічне училище № 12 за спеціальністю «помічник машиніста електровоза». 1996—1999 роках працював слюсарем ЖЕК. Потім працював на залізниці за спеціальністю. З 2001 року продовжив роботу в ТЧ-7 помічником машиніста електровозу. У 2011 році був переведений до служби приміського руху структурного підрозділу РПЧ-9 «Одеса — Застава 1» помічником машиніста електропоїзду. На фронт пішов добровольцем 10 липня 2015 року. Залишилися батьки, дружина та неповнолітня донька. | 14 листопада 2015                     | Був тяжко поранений у бою поблизу смт Верхньоторецьке (Ясинуватський район Донецька область) від розриву фугасу, що потрапив в окоп. Помер від численних осколкових поранень і кровотечі під час транспортування до військового шпиталю Покровська. Похований у Знам'янці на Васинському кладовищі. 4 листопада 2016 року на честь Сергія названо електропоїзд. |
|          |                  | Україна                                                                      | Військовослужбовці 93-ї окремої механізованої бригади (Черкаське, Дніпропетровська область). Не підтверджено. | 14 листопада 2015                     | На сторінці «Батальйон ОУН» у Facebook повідомляється, що о 5-й годині ранку 14 листопада в районі Донецького аеропорту відбулася атака сепаратистів на позиції ЗСУ. В лавах 93-ї бригади — 5 загиблих. |
| 2920     |                  | Благовісний Віталій Павлович                                                 | 14 листопада 1974, Димер Київська область. Старший сержант, сапер 93-ї окремої механізованої бригади (Черкаське, Дніпропетровська область). Залишилися дружина та дві доньки. | 14 листопада 2015                     | Вдень група саперів виконувала завдання поблизу міста Авдіївка (Донецька область) у полі між українською позицією «Бутівка» і позицією противника «Зеніт». Російські бойовики відкрили вогонь зі 120-мм мінометів по БМП, яка прикривала саперів. Через обстріли здетонували міни на ґрунті. Віталій загинув у свій день народження, ще 8 бійців дістали поранень. Один з поранених, командир роти, перебуває в комі з перебитим хребтом. |
| 2921     |                  | Роземборський Олександр Євгенович                                            | 11 червня 1967, Хмельницький. Солдат, розвідник 24-го окремого штурмового батальйону ЗСУ «Айдар». Активний учасник Революції гідності. У складі «Айдара» воював у найгарячіших точках Луганщини. Залишилася дружина та двоє дітей, 15-річна донька і 6-річний син. | 14 листопада 2015                     | Помер у Київському військовому шпиталі внаслідок важкої хвороби. Прощання з айдарівцем відбудеться 17 листопада, о 14:00, на Майдані Незалежності. |
| 2922     |                  | Клаус Олег Робертович                                                        | 26 квітня 1972, Білоріченський Лутугинський район Луганська область. Мешкав у м. Житомир. Старшина, командир гармати 44-ї окремої артилерійської бригади. За місяць до смерті був почесним гостем у житомирській ЗОШ № 19. | 14 листопада 2015                     | Помер (місце й обставини не уточнені). Похований у Житомирі. |
| 2923     |                  | Гадіуллін Сергій Федорович                                                   | 6 червня 1986, Бердичів Житомирська область. Солдат, розвідник 59-ї окремої мотопіхотної бригади (Гайсин), в/ч пп В4052. 2014 року пішов добровольцем до Житомирського 10-го БТО «Полісся». Відслуживши рік, повернувся додому, але згодом знову вирушив на передову до побратимів (10-й батальйон увійшов до складу 59-ї ОМБр). Залишилися батьки, вагітна дружина та маленький син 2012 р.н. | 15 листопада 2015                     | Поблизу міста Золоте (Попаснянський район Луганська область) троє військовослужбовців підірвалися на радіокерованому фугасі та загинули. Похований у м. Бердичів. |
| 2924     |                  | Чмихаленко Валерій Петрович                                                  | 29 квітня 1983, Дніпропетровська область. Проживав у с. Полтавка (Компаніївський район) Кіровоградська область. Старший солдат, сапер 10-го окремого мотопіхотного батальйону 59-ї окремої мотопіхотної бригади (Гайсин), в/ч пп В4052 (раніше 10-й БТО «Полісся»). | 15 листопада 2015                     | Поблизу міста Золоте (Попаснянський район Луганська область) троє військовослужбовців підірвалися на радіокерованому фугасі та загинули. Похований у с. Полтавка. |
| 2925     |                  | Скирта Андрій Вікторович                                                     | 9 листопада 1992, Староолексіївка Веселинівський район Миколаївська область. Молодший сержант, головний сержант взводу — командир відділення 10-го окремого мотопіхотного батальйону «Полісся» 59-ї окремої мотопіхотної бригади (раніше 10-й БТО «Полісся»). 2009 року вступив до Миколаївського педагогічного університету ім. Сухомлинського на історико-правовий факультет. Призваний до 79-ї аеромобільної бригади. У листопаді 2014 був нагороджений орденом «За мужність» III ступеня. Після демобілізації повернувся на фронт у складі 10-го ОМПБ. Залишилася мати. | 15 листопада 2015                     | Близько 18:15, в районі опорного пункту, розташованого на північ від міста Золоте (Попаснянський район Луганська область), троє військовослужбовців підірвалися на радіокерованому фугасі та загинули 19.11.2015 року медики ЗСУ забрали з підконтрольної «ЛНР» території тіло сапера, який підірвався на фугасі поблизу міста Золоте. |
| 2926     |                  | Чура Сергій Васильович                                                       | 1986, Лошнів Теребовлянський район Тернопільська область. Солдат 128-ї гірсько-піхотної бригади (Мукачеве). | 15 листопада 2015                     | Помер у Харківському військовому шпиталі від отриманого в зоні АТО поранення. |
| 2927     |                  | Солтис Юрій Миколайович                                                      | 16 червня 1975, Зяньківці (Деражнянський район) Хмельницька область. Солдат, старший навідник 40-ї ОАБр. Мобілізований 2 березня 2015 року. Залишилися батьки, дружина та діти. | 17 листопада 2015                     | Помер під час несення служби поблизу с. Тополине (Нікольський район), що неподалік Маріуполя. Похований в рідному селі. |
| 2928     |                  | Вовк Алла Юліанівна (Позивний «Фортуна»)                                     | 16 лютого 1968, Виноградівка (Ярмолинецький район) Хмельницька область. Старший солдат, санітарний інструктор 44-ї окремої артилерійської бригади (Тернопіль). Добровольцем пішла на фронт. В зоні АТО з 8 лютого 2015 року, за 9 місяців витягнула з поля бою багатьох поранених. Залишилися донька та 9-річний онук. | 18 листопада 2015                     | О 13:00 на автошляху Сєвєродонецьк — Новоайдар поблизу с. Гречишкине (Новоайдарський район Луганська область) сталася ДТП. Водій КАМАЗу виїхав на зустрічну смугу, де скоїв лобове зіткнення з військовим КРАЗом, у кузові якого їхали військові (з Львівщини та Тернопільщини) у напрямку Сєвєродонецька. Внаслідок зіткнення загинули жінка-військовослужбовець, яка перебувала у кабіні КРАЗу, і пасажир КАМАЗу, вісім чоловік травмовані (два водія та шість пасажирів-військовослужбовців ЗСУ). Поховання у с. Жилинці (Ярмолинецький район). |
| 2929     |                  | Шишко Володимир Миколайович                                                  | 10 серпня 1978, Тягун Іллінецький район Вінницька область. Старший сержант, командир відділення 34-го окремого мотопіхотного батальйону «Батьківщина» 57-ї окремої мотопіхотної бригади (Кропивницький). Мобілізований у липні 2015 року. Залишилися мати, дружина та 4-річна донька. | 19 листопада 2015                     | Під час обстрілу російськими бойовиками поблизу смт Зайцеве, на північ від міста Горлівка (Донецька область), отримав осколкове поранення в голову. Упродовж п'яти днів Володимир перебував у комі, помер у військово-клінічному центрі в м. Харків. Похований у Тягуні. |
| 2930     |                  | Береговий Костянтин Едуардович                                               | 30 червня 1962, 53 роки, Суми. Прапорщик, начальник складу взводу роти матеріального забезпечення 81-ї десантно-штурмової бригади. 1980 року пішов до армії на строкову службу, потім залишився служити за контрактом, до квітня 1995 року. Мобілізований 31 січня 2015 року. Залишилися дружина, син та батьки. | 19 листопада 2015                     | Помер у зоні проведення АТО в Донецькій області від колото-різаних поранень, отриманих внаслідок сварки з місцевим жителім. Похований на Алеї Почесних громадян Центрального міського кладовища м. Суми ЗМІ з посиланням на правоохоронців повідомляли, що 19 листопада в одній з квартир у м. Дружківка Донецької області внаслідок сварки вбито мешканця цієї квартири, 53-річного військовослужбовця ЗСУ. |
| 2931     |                  | Марцинюк Валерій Костянтинович                                               | 1 лютого 1976, Радомишль Житомирська область. Мешкав у м. Луцьк. Солдат 93-ї окремої механізованої бригади (Черкаське, Дніпропетровська область). Був мобілізований у березні 2015 року. | 21 листопада 2015                     | Загинув під час виконання завдання поблизу міста Селідове (Донецька область). Похований на кладовищі Луцька у селі Гаразджа на Алеї почесних поховань. |
| 2932     |                  | Максименко Ігор Павлович (Позивний «Палич»)                                  | 2 лютого 1963, 52 роки, Каховка Херсонська область. Капітан, командир розвідувальної роти 46-го окремого батальйону спецпризначення «Донбас Україна». До відправлення в зону АТО майже рік працював у Каховському військкоматі. Раніше працював тренером по туризму Каховського центру дитячої творчості. Залишилися мати, дружина та неповнолітній син. | 21 листопада 2015                     | Під час обстеження території північніше «Бахмутської траси», поблизу села Кримське (Новоайдарський район) Луганської області, внаслідок підриву на осколково-загороджувальній міні загинув на місці. |
| 2933     |                  | Крючков Віктор Леонідович (Позивний «Лагуна»)                                | 18 квітня 1992, Верболози Козятинський район Вінницька область. Мешкав у м. Козятин. Молодший сержант, командир відділення кулеметників, сапер розвідувального взводу 46-го окремого батальйону спецпризначення «Донбас Україна». До війни служив у спецпідрозділі «Ягуар». Після реорганізації підрозділу, переїхав до Козятина. Добровольцем пішов на фронт у складі батальйону «Донбас», чудом вижив під час виходу з «Іловайського котла», був поранений. Після лікування підписав контракт на службу в ЗСУ. Залишилися мати, три сестри і брат. | 21 листопада 2015                     | Під час обстеження території північніше «Бахмутської траси», поблизу села Кримське (Новоайдарський район) Луганської області, внаслідок підриву на осколково-загороджувальній міні дістав важкого поранення, помер в лікарні Сєвєродонецька. |
| 2934     |                  | Євич Олег Сергійович (Позивний «Джон»)                                       | 1988, Ліщинівка (Христинівський район) Черкаська область. Військовослужбовець ЗСУ (військовий підрозділ не уточнено). Після закінчення школи працював у місцевому колгоспі, відслужив строкову службу в армії, потім працював у лісництві. Мобілізований у березні 2015 року. Залишилася 78-річна бабуся, яка його виростила. | 21 листопада 2015                     | Загинув у результаті необережного поводження зі зброєю, під Сєверодонецьком (Луганська область). За повідомленням військового комісара, Олег служив поблизу села Трьохізбенка (Новоайдарський район). Похований у с. Ліщинівка. |
| 2935     |                  | Яницький Володимир Ярославович                                               | 14 вересня 1975, Тернопіль. Військовослужбовець 24-ї окремої механізованої бригади (Яворів). Працював начальником охорони на одному з підприємств в Тернополі. Призваний за мобілізацією в серпні 2014 року, з листопада перебував в зоні АТО, воював в районі с. Кримське, на 31-му блокпості траси «Бахмутка» на Луганщині. У серпні 2015 року був комісований за станом здоров'я. Залишилися батьки, брат. | 21 листопада 2015                     | На Луганщині у Володимира почалися болі в шлунку, влітку 2015 року його з лінії фронту забрала «швидка» з кровотечею, діагностували рак шлунку 4-го ступеню. Перебував у лікарнях Харкова та Львова, де зробили операцію. Останній час був у 2-й лікарні м. Тернопіль. Тернополяни допомагали родині грошима на дорогі препарати. 21 листопада Володимиру погіршало, в ніч на 22 листопада він помер. Похований на Микулинецькому кладовищі. |
| 2936     |                  | Білик Андрій Богданович (Позивний «Бук»)                                     | 8 липня 1984, Дубровиця Яворівський район Львівська область. Мешкав у Львові. Солдат, розвідник 130-го окремого розвідувального батальйону. Мобілізований у лютому 2015 року. Залишилися батьки. | 22 листопада 2015                     | Вранці поблизу села Малинове (Станично-Луганський район) Луганської області автомобіль Volkswagen сил АТО підірвався на вибуховому пристрої. Один військовослужбовець, 1984 р.н., загинув на місці, другий помер дорогою до лікарні. Поховали Андрія у с. Дубровиця. |
| 2937     |                  | Україна                                                                      | Військовослужбовець 130-го окремого розвідувального батальйону. | 22 листопада 2015                     | Вранці поблизу смт Станиця Луганська (Луганська область) підірвався на фугасі автомобіль сил АТО. Один військовослужбовець загинув на місці, другий помер дорогою до лікарні. |
| 2938     |                  | Богуш Василь Андрійович                                                      | 9 лютого 1992, Потелич Жовківський район Львівська область. Солдат, сапер підрозділу 56-ї ОМПБр. У зоні проведення АТО перебував з червня 2015 року. Батьки Василя померли, ріс з тіткою, і ще трьома сестрами і братом. | 22 листопада 2015                     | Трагічно загинув поблизу с. Кременівка (Нікольський район), що неподалік м. Маріуполь. Похований у Потеличі. |
| 2939     |                  | Корнецький Сергій Григорович                                                 | 1 червня 1980, Новодністровськ Чернівецька область. Мешкав у м. Чернівці. Солдат 2-ї батареї 55-ї окремої артилерійської бригади (Запоріжжя). Неодружений, залишилася мати. | 22 листопада 2015                     | Помер в Опіковому центрі м. Києва внаслідок опіків 70 % тіла, отриманих під час пожежі в польовому таборі ЗСУ в Донецькій області, де близько 7-ї години ранку 17 жовтня від іскри загорівся намет. Після прощання у Новодністровську, похований в с. Виноградне (Мурованокуриловецький район) Вінницької області, де проживає його мати. |
| 2940     |                  | Кубра Олег Богданович                                                        | 5 березня 1995, Надичі Жовківський район Львівська область. Молодший сержант поліції, боєць батальйону патрульної служби особливого призначення «Львів» Управління Національної поліції України у Львівській області. | 23 листопада 2015                     | У місті Маріуполь (Донецька область) на території пансіонату «Блакитна хвиля», за місцем дислокації батальйону «Львів», було знайдене тіло бійця з вогнепальним пораненням у скроню. Поруч з тілом була табельна зброя. Кримінальне провадження розпочато за 1 ч. с. 115 КК України (умисне вбивство). |
| 2941     |                  | Міхно Іван Вікторович                                                        | 1 лютого 1974, Луганка Петрівський район Кіровоградська область. Молодший сержант, старший механік-водій (БМП) 28-ї ОМБр. З 1994 року працював водієм в СВК «Агрофірма Маріампольська», пізніше — в ТОВ «Граніт Груп» на Петрівському кар'єрі. Мобілізований у липні 2015 року. | 23 листопада 2015                     | Помер від серцевого нападу під час служби на блокпосту в районі с. Городище (Біловодський район) Луганської області. Похований у селі Луганка. |
| 2942     |                  | Фігурний Андрій Васильович (Позивний «Лем»)                                  | 10 червня 1979, Надорожна Тлумацький район Івано-Франківська область. Молодший сержант, командир взводу 6-ї роти 2-го батальйону 93-ї окремої механізованої бригади (Черкаське, Дніпропетровська область). Закінчив Львівський технікум зв'язку та Львівський державний університет телекомунікацій за спеціальністю «технічне обслуговування та ремонт апаратури зв'язку». Відслужив строкову службу. З 2001 року працював в Івано-Франківській філії ПАТ «Укртелеком». Пізніше став підприємцем, займався монтажем світлового та звукового обладнання. З перших днів війни пішов добровольцем, спочатку воював у батальйоні «Донбас». З 14 січня 2015 року воював під Донецьком. Залишилися дружина та двоє синів. | 24 листопада 2015                     | Загинув у бою з диверсійною групою противника в результаті мінометного обстрілу позицій ЗСУ поблизу смт Старомихайлівка (Мар'їнський район Донецька область). |
| 2943     |                  | Давиденко Олексій Олександрович                                              | 15 червня 1993, проживав у м. Павлоград Дніпропетровська область. Солдат, санітар-стрілець штурмової роти 46-го окремого батальйону спецпризначення «Донбас Україна». Мобілізований 20 березня 2015 року. Залишилася мати. | 24 листопада 2015                     | Місце й обставини не уточнено. Загинув під час виконання військового обов'язку у зоні АТО. Прим. Батальйон «Донбас-Україна» несе службу в Луганській області. |
| 2944     |                  | Полозняк Юрій Анатолійович                                                   | 19 липня 1964, 51 рік, Торчин Луцький район Волинська область. Солдат 92-га окрема механізована бригада (Україна) (Башкирівка). До мобілізації працював у місті Луцьк на меблевому комбінаті „Мелвін”. 21 липня 2015 року був мобілізований до лав Збройних сил України. Залишилася дружина, 22-річний син та донька. | 24 листопада 2015                     | Помер в м. Чугуїв Харківської області від хвороби серця. Похований в Торчині. |
| 2945     |                  | Ліневський Станіслав Якович                                                  | 16 жовтня 1987, Мурафа (Шаргородський район) Вінницька область. Солдат 17-го окремого мотопіхотного батальйону 57-ї окремої мотопіхотної бригади (раніше — 17-й БТО «Кіровоград»). Неодружений. Залишилися батьки-пенсіонери, сестра та двоє братів. | 25 листопада 2015                     | Загинув в результаті ДТП поблизу міста Дзержинськ (Донецька область). Похований у с. Мурафа. |
| 2946     |                  | Мельничук Віктор Миколайович                                                 | 20 лютого 1962, 53 роки, проживав у м. Луцьк Волинська область. Солдат 3-го механізованого батальйону 14-ї окремої механізованої бригади (Володимир-Волинський). Мобілізований 25 квітня 2015 року як доброволець. Одружений. | 25 листопада 2015                     | Загинув поблизу міста Красногорівка (Мар'їнський район Донецька область). Обставини не уточнено. Після прощання у Луцьку похований на кладовищі села Омельне (Ківерцівський район). Прим. На хресті вказана дата смерті 25 жовтня. За даними Книги пам'яті, загинув 23 листопада у с. Сонцівка (Колишнє Красне). За повідомленням прокуратури Донецької області, 19 листопада військовослужбовець (ім'я та в/ч не уточнюється) самовільно залишив місце розташування бригади у с. Красне Покровського району та оселився у місцевих жителів, з якими познайомився. Через кілька днів, під час сварки його задушили, а тіло вкинули в колодязь на території покинутого домоволодіння. |
| 2947     |                  | Біровчак Юрій Юрійович                                                       | 1 червня 1969, Ужгород Закарпатська область. Старший солдат, навидник 3-го взводу 1-ї роти механізованого батальйону 53-ї окремої механізованої бригади (Сєвєродонецьк), в/ч пп В0927. Колишній прикордонник. Мобілізований 2 червня 2015 року як доброволець. | 26 листопада 2015                     | Загинув за нез'ясованих обставинах під Дружківкою (Донецька область). Похований на Доманинському кладовищі Ужгорода. |
| 2948     |                  | Україна                                                                      | Військовослужбовець ЗСУ (підрозділ не уточнено). | 26 листопада 2015 — 27 листопада 2015 | За повідомленням в ЗМІ військовий застрелився з автомата Калашникова на блокпості в Луганській області. |
| 2949     |                  | Галушко Олег Васильович                                                      | 10 червня 1979, Носівка Чернігівська область. Солдат 92-ї окремої механізованої бригади (Башкирівка). Мобілізований у липні 2015 року. Проходив підготовку на Рівненщині, потім був переведений у Чугуїв (Харківська область), в зоні АТО проходив військову службу в Райгородці. Неодружений, залишилися мати та сестра. | 28 листопада 2015                     | Загинув у селі Райгородка (Новоайдарський район) Луганської області. У свідоцтві про смерть написано, що «помер від вогнепальної вибухової травми живота». Похований у Носівці Прим. Щодо визначення військової частини. В Райгородці на блокпостах несли службу бійці 16-го ОМПБ 92-ї ОМБр. |
| 2950     |                  | Гулевський Ігор Володимирович                                                | 1984, проживав у с. Лісконоги Новгород-Сіверський район Чернігівська область. Військовослужбовець 57-ї окремої мотопіхотної бригади (Кропивницький). Коли Ігор був у 8 класі, його сім'я переїхала до с. Лісконоги. Призваний під час четвертої хвилі мобілізації, після підготовки на Яворівському полігоні вирушив до зони АТО, у березні 2015 року. Після контузії проходив лікування у Києві. Залишилися мати, брат, цивільна дружина та її дочка-дошкільня. | 28 листопада 2015                     | Помер в Центральному клінічному госпіталі у Києві, від ботулізму. Похований у Лісконогах. |
| 2951     |                  | Матьола Мирослав (Мирон) Іванович                                            | 23 листопада 1991, Літиня Дрогобицький район Львівська область. Військовослужбовець Національної гвардії України, в/ч 3057 (Маріуполь). | 29 листопада 2015                     | Помер у реанімації міській лікарні Маріуполя (Донецька область) від вогнепального поранення в голову що отримав на блокпості в Мангуші. За попередніми даними, солдат покінчив життя самогубством. Як розповіли правоохоронці, напередодні нацгвардієць посварився зі своєю дівчиною й перебував у депресивному стані. Похований у с. Літиня. |
| 2952     |                  | Єлізар'єв Руслан Євгенович                                                   | 4 грудня 1971, Сокіл (Рожищенський район) Волинська область. Мешкав у м. Луцьк. Молодший сержант, військовослужбовець 15-ї окремої понтонної роти, в/ч пп В5341 (Приазовське). Мобілізований 11 березня 2015 року, проходив навчання на Рівненському полігоні. Залишилися батьки, дружина та троє неповнолітніх дітей, — дві доньки та син. | 30 листопада 2015                     | Помер в розташуванні базового табору 15 окремої понтонної роти в районі с. Приазовське Мангушського району Донецької області. Похований у с. Сокіл. |
| 2953     |                  | Стрельцов Юрій Петрович                                                      | 30 жовтня 1973, Пирятин Полтавська область. Старший солдат, військовослужбовець 1-ї окремої гвардійської танкової бригади (Гончарівське). Залишилася донька. | 30 листопада 2015                     | Загинув поблизу села Затишне (Волноваський район) Донецької області. У висновку лікаря про смерть записано, що Юрій загинув від «сліпої» кулі. Похований у Пирятині. За даними ІАЦ РНБО, за минулу добу загинув один військовослужбовець, і ще один дістав поранень, на Маріупольському напрямку, поблизу села Гранітне (Волноваський район), де вантажівка сил АТО підірвалася на протитанковій міні. |
| Грудень  |                  |                                                                              | |                                       | |
| 2954     |                  | Левін Олександр Михайлович                                                   | 30 березня 1978, Краматорськ Донецька область. Військовослужбовець 34-го окремого мотопіхотного батальйону 57-ї окремої мотопіхотної бригади (раніше — 34-й БТО Кіровоградської області «Батьківщина»). Працював у краматорській міліції (відділ боротьби з організованою злочинністю). Після звільнення Краматорська від бойовиків, був звільнений з міліції за дискредитацію, але 22 червня 2015 року поновився через суд. Пізніше пішов добровольцем до військкомату. | 1 грудня 2015                         | За повідомленням ЗМІ, загинув поблизу смт Зайцеве (Донецька область), від вибуху гранати в машині. |
| 2955     |                  | Мотиль Сергій Анатолійович                                                   | 4 вересня 1991, Сергіївка (Іванівська сільська рада) Покровський район Донецька область. Солдат 93-ї окремої механізованої бригади (Черкаське, Дніпропетровська область). Закінчив автомобільний технікум, пройшов строкову армійську службу, потім працював на Шахті ім. Засядько. Залишилися мати, старший брат, який служив у зоні АТО разом із Сергієм. | 1 грудня 2015                         | Загинув поблизу селища Піски (Ясинуватський район) під Донецьком, підірвавшись на «розтяжці». Закрив собою гранату, врятувавши життя трьох своїх побратимів. Похований у рідному селі. |
| 2956     |                  | Напрієнко Дмитро Віталійович (Позивний «Араміс»)                             | 1991, Дубно Рівненська область. Молодший сержант, снайпер мотопіхотного взводу 1-ї мотопіхотної роти 99-го окремого мотопіхотного батальйону, в/ч пп В0116, 14-ї окремої механізованої бригади (раніше — 1-й БТО «Волинь»). Закінчив Дубенський педагогічний коледжі, продовжив навчання в Кременецькій обласній гуманітарно-педагогічній академії ім. Тараса Шевченка, на гуманітарному факультеті, кафедрі англійської філології. На фронт пішов добровольцем у грудні 2014 року. | 1 грудня 2015                         | Загинув за трагічних обставин поблизу міста Красногорівка (Мар'їнський район Донецька область). Поховання на Млинівському кладовищі міста Дубно. Прим. За офіційними даними військовослужбовець застрелився. |
| 2957     |                  | Гура Юрій Сергійович                                                         | 6 лютого 1989, Дніпропетровськ. Сержант 502-го окремого батальйону РЕБ (Дніпропетровськ). | 1 грудня 2015                         | Загинув під час виконання бойового завдання в зоні проведення АТО.. |
| 2958     |                  | Тікунов Віталій Валерійович (Позивний «Одуван» / «Кок»)                      | 17 січня 1973, Запоріжжя. Активіст Громадської блокади Криму від руху «Правий сектор». Залишилися мати, дружина та донька. | 2 грудня 2015                         | Помер вночі від серцевого нападу, на адміністративному кордоні з Кримом, на блокпосту «Чонгар» (Генічеський район Херсонська область). В польових умовах серце не витримало навантажень. Похований на Кушугумському кладовищі Запоріжжя. |
| 2959     |                  | Числюк Валерій Анатолійович                                                  | 13 липня 1976, Шепетівка Хмельницька область. Мешкав у с. Білопіль (Шепетівський район). Солдат 21-го окремого мотопіхотного батальйону 28-ї окремої механізованої бригади (раніше 21-й БТО Херсонської області). | 3 грудня 2015                         | О 17:20, в районі міста Маріуполь, поблизу села Гнутове (Донецька область), на ворожій міні підірвалася українська БРДМ-2. Внаслідок підриву один військовослужбовець загинув, 5 дістали поранень. |
| 2960     |                  | Мельник Віктор Анатолійович                                                  | 27 червня 1990, Світличне (Варвинський район) Чернігівська область. Старший солдат, снайпер 57-ї окремої мотопіхотної бригади (Кропивницький). Рано втратив батька. Строкову військову службу проходив у Донецьку. Пізніше працював у Києві, на продуктових складах «Фоззі-фуд», контролером. Мобілізований 11 березня 2015 року. Залишилися мати і бабуся, в Маріуполі живе молодша сестра. | 4 грудня 2015                         | Загинув від кульового поранення поблизу села Зайцеве (Артемівський район) Донецької області, на горлівському напрямку. Похований у с. Світличне. |
| 2961     |                  | Крикунов Євген Олександрович                                                 | 13 січня 1983. Старший солдат, снайпер 57-ї окремої мотопіхотної бригади (Кропивницький). | 5 грудня 2015                         | За даними ІАЦ РНБО, за минулу добу в зоні АТО внаслідок бойових дій на горлівському напрямку, поблизу села Зайцеве (Донецька область), загинув один військовослужбовець. Загинув під час обстрілу позицій бригади поблизу Зайцеве (Артемівський район) Донецької області, внаслідок отриманого осколкового поранення. |
| 2962     |                  | Тарасенко Юрій Олександрович                                                 | 16 квітня 1987, Садове (Шахтарський район) Донецька область. З 2011 року проживав у с. Чернятка Бершадський район Вінницька область. Лейтенант, військовослужбовець 44-ї окремої артилерійської бригади (Тернопіль). Призваний за мобілізацією 22 липня 2015 року. Залишилися дружина та дві доньки, 2004 і 2012 р.н., на Вінниччині, мати і брат в Донецькій області. | 7 грудня 2015                         | Загинув поблизу селища Побєда (Новоайдарський район) Луганської області від вогнепального пострілу в груди. За обставинами смерті розпочата прокурорська перевірка. Похований у с. Чернятка на Вінниччині. |
| 2963     |                  | Столяров Василь Миколайович                                                  | 24 червня 1979, Серебряне Світловодський район Кіровоградська область. Мешкав у с-щі Вознесенське (Вознесенський район) Миколаївська область. Молодший сержант, старший механік-водій (танку) 72-ї окремої механізованої бригади. Мобілізований 28.01.2015. Залишилися дві доньки, 13 і 3 років. | 7 грудня 2015                         | Помер поблизу с. Андріївка (Волноваський район). Похований в с-щі Вознесенське. |
| 2964     |                  | Лоцман Анатолій Іванович                                                     | 28 березня 1959, 56 років, Лежине Запорізька область. Мешкав у м. Нікополь. Солдат 14-ї окремої механізованої бригади (Володимир-Волинський). | 8 грудня 2015                         | У листопаді 2015 року під час атаки російських бойовиків на позиції ЗСУ поблизу міста Мар'їнка (Донецька область) був тяжко поранений, ворожа куля увійшла під каску та пробила голову навиліт. Переніс важку операцію, понад два тижні перебував у комі. Помер в Дніпропетровській обласній лікарні ім. Мечникова |
| 2965     |                  | Рощенко Едуард Олександрович                                                 | 18 лютого 1963, 52 роки, Суми. Капітан, заступник начальника служби ракетно-артилерійського озброєння 54-ї окремої механізованої бригади. Одружений. | 8 грудня 2015                         | Помер в районі міста Артемівськ (Донецька область) від зупинки серця. Обставини не уточнено. Похований на Центральному кладовищі міста Суми на Алеї героїв АТО. |
| 2966     |                  | Кутелія Іраклій Рубенович (Позивний «Іка»)                                   | 5 квітня 1994, Абхазька Автономна Республіка Грузія. Проживав у с. Олексіївка (Первомайський район, Харківська область). Старший солдат, механік-водій БМП 1-го батальйону 93-ї окремої механізованої бригади (Черкаське, Дніпропетровська область). У 1996 році разом із сім'єю маленьким хлопчиком тікав від війни в Абхазії, тоді грузинська сім'я оселилася на Харківщині. Отримав професії каменяра та електрозварювальника, з дитинства мріяв служити в армії. 2014 року пішов на військову службу за контрактом, заочно навчався у машинобудівному коледжі. Більше року був на фронті, пройшов «Іловайський котел», де під час бойових дій відвоював російський танк. Пізніше був поранений, потрапив у полон. Після звільнення і лікування повернувся на передову. Залишилися батьки, сестри.                                                                                              | 9 грудня 2015                         | Близько 15:30, поблизу селища Опитне (Ясинуватський район) під Донецьком, під час переміщення між опорними пунктами на вибуховому пристрої підірвалась БМП-2. Загинули двоє військовослужбовців, 7 дістали поранень. Похований в Олексіївці. |
| 2967     |                  | Болдирєв Олексій Вікторович (Позивний «Малиш»)                               | 18 квітня 1987, Великі Копані Цюрупинський район Херсонська область. Старший сержант, снайпер, заступник командира взводу 3-ї роти 1-го батальйону 93-ї окремої механізованої бригади (Черкаське, Дніпропетровська область). Відразу після закінчення школи в 2004 році проходив службу в школі сержантів м. Васильків (в/ч А0704). З 2005 по 2011 рік проходив контрактну службу в Житомирській області, пізніше — в Херсонській області (с. Чорнобаївка), та в Києві. З 2012 року – технік-начальник приймального радіовідділення, начальник радіостанції. З жовтня 2014 року виконував військовий обов'язок в зоні АТО. Учасник героїчної оборони Донецького аеропорту. Свого часу став відомий тим, що під обстрілами підняв український прапор на вежі Донецького аеропорту. | 9 грудня 2015                         | Близько 15:30, поблизу селища Опитне (Ясинуватський район) під Донецьком, під час переміщення між опорними пунктами на вибуховому пристрої підірвалась БМП-2. Загинули двоє військовослужбовців. Похований у с. Великі Копані. |
| 2968     |                  | Махтура Сергій Михайлович                                                    | 2 березня 1976, Дніпрельстан (Солонянський район) Дніпропетровська область. Сллдат 30-ї окремої механізованої бригади. На фронт пішов добровольцем, мобілізований у березні 2015 року. Залишилася донька. | 10 грудня 2015                        | Загинув від кулі снайпера на блокпосту поблизу смт Луганське, Артемівський район (Донецька область). Похований в с. Дніпрельстан. Прим. За іншими даними військовослужбовець підірвався на вибуховому пристрої. |
| 2969     |                  | Капацій Роман Володимирович (Позивний «Мітяй»)                               | 8 квітня 1979, Оболонь Семенівський район (Полтавська область). Солдат, розвідник 28-ї окремої механізованої бригади, Чорноморське (Одеська область). До призову працював трактористом. Мобілізований навесні 2015 року. Багатодітний батько, залишилося шестеро неповнолітніх дітей, — 5 синів та 10-місячна донька. | 11 грудня 2015                        | 31 травня 2015 року був важко поранений та потрапив у полон під час нападу диверсійної групи противника на автомобіль «Урал» поблизу села Славне (Мар'їнський район) Донецької області. Після 32 днів полону закатованого бійця віддали його матері, яка приїхала в Донецьк. Спочатку медичну допомогу надавали в Дніпропетровській лікарні ім. Мечникова, потім перевезли у Київський Головний військово-медичний клінічний центр, там Роман помер від тяжких поранень та тілесних ушкоджень, що отримав під час катувань у полоні (переніс 8 операцій). Похований у с. Великі Сорочинці Миргородського району. |
| 2970     |                  | Габорак Олег Васильович (Позивний «Сон»)                                     | 24 квітня 1997, Шешори Косівський район Івано-Франківська область. Проживав у смт. Іванків. Солдат окремої зведеної штурмової роти «Карпатська Січ» 93-ї окремої механізованої бригади. Доброволець. | 11 грудня 2015                        | Загинув близько 14:00 поблизу селища Піски (Ясинуватський район) під Донецьком в результаті обстрілу противником з протитанкового гранатомета, ще одного бійця «Карпатської Січі» поранено. |
| 2971     |                  | (Позивний «Зуб»)                                                             | 40 років, Донецьк. Боєць полку особливого призначення «Азов» Національної гвардії України. Прибув у полк 12 жовтня 2014 року, пройшов з «Азовом» найзапекліші бої. Залишилися дружина та син. Прим. В соцмережах на російських екстремістських пабліках, що підтримують сепаратистів, називають ім'я Кузьмічов Андрій. | 11 грудня 2015 орієнтовно             | Дата й місце не уточнено. Загинув в результаті ДТП. |
| 2972     |                  | Шіхт Андрій Ігорович                                                         | 3 грудня 1991, Трускавець Львівська область. Старший лейтенант, командир взводу 1-го окремого батальйону 36-ї окремої бригади морської піхоти, в/ч А2777 (Миколаїв). Закінчив Академію сухопутних військ імені Петра Сагайдачного у Львові. Залишилися батьки, брат-близнюк. | 11 грудня 2015                        | Загинув в районі міста Маріуполь (Донецька область). Обставини не уточнено. Похований на кладовищі в селі Станиля. Щодо військового підрозділу: до труни поклали чорного берета морської піхоти; на прапорі — написи бойових побратимів 2 ГСА Батр (гаубична самохідно-артилерійська батарея). |
| 2973     |                  | Носенко Артем В'ячеславович (Позивний «Шустрий»)                             | 28 жовтня 1991, Світловодськ Кіровоградська область. З 1999 року проживав у м. Кременчук Полтавська область. Старший солдат, розвідник глибинної розвідки 131-го окремого розвідувального батальйону. Був єдиною дитиною в сім'ї, з дитинства займався боксом. 2009 року вступив до Кременчуцького національного університету, де 2014 року отримав диплом бакалавра за спеціальністю «Системна інженерія». Спочатку був у батальйоні ПСМОП «Полтава», 13 лютого 2015 року через Маріупольський військкомат підписав контракт на військову службу в ЗСУ. Залишилися батьки. | 15 грудня 2015                        | Під час виконання бойового завдання в Секторі «М», поблизу міста Павлопіль (Донецька область), розвідгрупа потрапила під снайперський обстріл. Похований на Свіштовському кладовищі у 12 секторі героїв АТО. |
| 2974     |                  | Литвиненко Юрій Юрійович                                                     | 28 вересня 1979, Пащенівка (Коломацький район) Харківська область. Мешкав у м. Харків. Лейтенант юстиції, заступник командира з правових питань 17-го ОМПБ «Кіровоград» 57-ї ОМПБр. Залишились мати, дружина та 7-річна донька. | 16 грудня 2015                        | Під час виконання чергового бойового завдання потрапив під обстріл, внаслідок контузії стався обширний інфаркт. Помер о 0:35 у Торецьку через відрив тромбу. Похований в с. Шелестове Коломацького району. |
| 2975     |                  | Гбур Ігор Миколайович                                                        | 23 грудня 1983, Мар'янівка (Новоархангельський район) Кіровоградська область. Військовослужбовець 72-ї окремої механізованої бригади (Біла Церква). | 16 грудня 2015 орієнтовно             | Служив в зоні АТО. Дату, місце й обставини не уточнено. Похований у с. Мар'янівка. За повідомленням Національної поліції, 16 грудня в балці на околиці села Рибинське (Волноваський район Донецька область) було виявлене тіло військовослужбовця, 1983 р.н., жителя Кіровоградської області, зі слідами насильницької смерті. Поліція встановила та затримала підозрюваних у вбивстві, — двох місцевих мешканців, які у стані алкогольного сп'яніння скоїли тяжкий злочин, після чого намагалися втекти на Росію, їх затримали на КПП «Гоптівка». |
| 2976     |                  | Кирієнко Андрій Валентинович                                                 | 23 серпня 1988, Славутич Київська область. Військовослужбовець 11-го окремого мотопіхотного батальйону (раніше 11-й БТО «Київська Русь»).[джерело?] Працював у Києві в Науково-дослідницькому інституті радіологічного захисту Академії технологічних наук України. Мобілізований 13 березня 2015 року. Залишилися батьки, дружина та дві доньки дошкільного віку. | 21 грудня 2015                        | За офіційною версією, покінчив життя самогубством. На обличчі є синці, зламаний ніс, рідні в офіційну версію не вірять. Похований у Славутичі. |
| 2977     |                  | Гетманчук Ігор Вікторович                                                    | 27 січня 1973, Човгузів Теофіпольський район Хмельницька область. Молодший лейтенант, командир 1-го мотопіхотного взводу 2-ї роти 28-ї окремої механізованої бригади, Чорноморське (Одеська область). 1993 року здобув військову освіту у Криворізькому авіатехнічному коледжі. Повернувся додому, їздив на заробітки, робив євроремонти. Мобілізований у березні 2015 року. Залишилися мати, сестра. | 21 грудня 2015                        | Служив в районі смт Біловодськ (Луганська область). Загинув внаслідок пострілу в голову. Проводиться розслідування. Похований у Човгузові. |
| 2978     |                  | Галатюк Олег Миколайович                                                     | 7 березня 1986, Завишень Сокальський район Львівська область. Молодший сержант, розвідник 53-ї окремої механізованої бригади (Сєвєродонецьк). До демобілізації залишалося десять днів. Залишилися мати, дружина, 3-місячна донька та 4-річний син від першого шлюбу. | 22 грудня 2015                        | Підірвався на гранаті у ніч на 22 грудня поблизу смт Верхньоторецьке (Ясинуватський район Донецька область). Поховання на новому цвинтарі с. Завишень. |
| 2979     |                  | Холодняк Віталій Миколайович                                                 | 9 жовтня 1969, Тернівка (Смілянський район) Черкаська область. Солдат, військовослужбовець 28 ОМБр. | 22 грудня 2015                        | Загинув під час виконання бойового завдання від кулі снайпера у голову на блокпосту в Першотравневому районі на півдні Донецької області. Похований в с. Тернівка. |
| 2980     |                  | Скрицький Олег Миколайович                                                   | 30 грудня 1975, Херсон. Санітарний інструктор 30-ї окремої механізованої бригади. Закінчив медичне училище, де отримав спеціальність фельдшера. Служив в армії під Одесою, пізніше працював за фахом. З березня 2015 року служив у зоні АТО, влітку 2015 дістав поранення й дві контузії. | 23 грудня 2015                        | Помер вдома у Херсоні внаслідок поранень, що отримав під час бойових дій. Похований в Херсоні. |
| 2981     |                  | Скіра Ігор Антонович                                                         | 8 березня 1961, 54 роки, Ківерці Волинська область. Старший лейтенант, командир інженерно-саперного взводу 2-го механізованого батальйону 14-ї окремої механізованої бригади (Володимир-Волинський). На фронт пішов добровольцем 9 січня 2015 року. Залишилася дружина та донька. | 23 грудня 2015                        | Загинув від кульового поранення голови у бліндажі на території села Єлизаветівка (Мар'їнський район) у розташуванні військового підрозділу. Похований у Ківерцях. За результатами службового розслідування, військовий вчинив самогубство. |
| 2982     |                  | Кудрявцев Володимир Миколайович (Позивний «Кудрик»)                          | 1994, Жадьки Черняхівський район Житомирська область. Солдат, кулеметник 93-ї окремої механізованої бригади (Черкаське, Дніпропетровська область). Виріс у багатодітній родині. На фронт пішов добровольцем, спочатку воював у добровольчому батальйоні, пізніше підписав контракт на службу в ЗСУ. Залишилися батьки, брати, сестри, дружина та маленький син. | 23 грудня 2015 орієнтовно             | Загинув поблизу селища Піски (Ясинуватський район) під Донецьком. Похований у Жадьках. |
| 2983     |                  | Рубан Сергій Олександрович                                                   | 25 травня 1985, Пшеничне (Васильківський район) Київська область. Солдат 72-ї окремої механізованої бригади (Біла Церква). Після закінчення школи працював у рідному селі водієм Агрономічної дослідної станції Національного університету біоресурсів та природокористування. Призваний за мобілізацією як доброволець. Неодружений, залишилися мати та дві старші сестри. | 24 грудня 2015 орієнтовно             | Дата, місце й обставини не уточнено. Похований 27 грудня в с. Пшеничне. |
| 2984     |                  | Шеметюк Олександр Степанович                                                 | 1 травня 1974, Волиця (Камінь-Каширський район) Волинська область. Солдат 14-ї окремої механізованої бригади (Володимир-Волинський). Призваний за мобілізацією. | 26 грудня 2015                        | Помер у м. Красногорівка (Мар'їнський район Донецька область). Обставини смерті не уточнено. 30 грудня з Олександром попрощалися у с. Пнівне. |
| 2985     |                  | Зосін Дмитро Петрович                                                        | 1965, м. Українка Обухівський район Київська область. Солдат 55-ї окремої артилерійської бригади (Запоріжжя). Залишилися дружина та двоє дітей. | 26 грудня 2015                        | Помер від серцевої недостатності під час несення служби на блок-пості поблизу міста Мар'їнка (Донецька область). Похований в місті Українка 29 грудня. |
| 2986     |                  | Кірись Олексій Сергійович (Позивний «Карась»)                                | 30 березня 1981, Млинів Рівненська область. Старший солдат, оператор-навідник БМП 1-ї штурмової роти 24-го окремого штурмового батальйону ЗСУ «Айдар». До війська прийшов добровольцем, був кулеметником, розвідником, пізніше — оператором-навідником БМП. Залишилися мати та молодший брат, який теж воював у зоні АТО. | 26 грудня 2015                        | Загинув в ніч на 27 грудня, під час чергування на спостережному посту поблизу смт Новгородське (Донецька область). Під час обстрілу поряд з Олексієм вибухнула граната, ударною хвилею і осколком з голови знесло каску, а інший осколок потрапив у голову. Похований у Млинові. За даними ІАЦ РНБО, за минулу добу внаслідок бойових дій загинув один військовослужбовець, ще троє дістали поранень. У звіті СММ ОБСЄ зазначено, з посиланням на лікаря, що 26 грудня до лікарні Дніпродзержинська з с. Зайцеве було доставлено військового з важкими осколковим пораненням. Пізно ввечері його було перевезено до лікарні Артемівська, де він помер від поранень. |
| 2987     |                  | Федір                                                                        | 1977. Майор поліції, старший інспектор Приморського відділення поліції м. Маріуполь Донецької області. Сім'я мешкає в іншій області. | 27 грудня 2015                        | Ввечері старшому інспектору (був поза службою, вдягнений у цивільний одяг) стало погано на вулиці Артема в м. Маріуполь (Донецька область), о 2-й годині ночі повз нього пройшов мешканець сусіднього будинку, який сприйняв його за п'яного. Вранці, о 7:00, цей же мешканець виявив тіло правоохоронця. Помер від гострої серцевої недостатності. Поліція також встановила, що вночі помираючого обікрали двоє місцевих жителів. |
| 2988     |                  | Крижанівський Олександр Іванович                                             | 16 травня 1977, Чернятин (Калинівський район) Вінницька область. Військовослужбовець 44-ї окремої артилерійської бригади (Тернопіль). Призваний за мобілізацією у березні 2015 року. Залишилися батьки, брат та дві сестри. | 27 грудня 2015 орієнтовно             | Служив у Сєвєродонецьку (Луганська область). Помер від токсичної енцефалопатії головного мозку, набряку головного мозку. Похований у рідному селі. |
| 2989     |                  | Тарасенко Володимир Олексійович                                              | 24 лютого 1975, Богодухівка Чорнобаївський район Черкаська область. Солдат, старший навідник 92-ї окремої механізованої бригади (Клугино-Башкирівка). Залишилася дружина та дві доньки шкільного віку. | 28 грудня 2015 орієнтовно             | Помер на сході України. Поховання 31 грудня у Богодухівці. |
| 2990     |                  | Риков Олександр                                                              | Рубіжне Луганська область. Військовослужбовець 28-ї окремої механізованої бригади, Чорноморське (Одеська область). Мобілізований 31 березня 2015 року. | 28 грудня 2015                        | Помер під час чергування на блокпосту в районі смт Станиця Луганська (Луганська область), від сильних морозів, переохолодження не витримало серце. Похований в Рубіжному. |
| 2991     |                  | Назима Петро Васильович                                                      | 28 серпня 1966, Дроздовиця Городнянський район Чернігівська область. Старший лейтенант, командир взводу зв'язку ЦЗКП польового зв'язку 57-ї окремої мотопіхотної бригади (Кропивницький), в/ч пп В4533. Свого часу працював у Городні на телевізійному заводі «Агат» і регулярно проходив військові збори як офіцер запасу. Мобілізований 28 серпня 2015 року. Одразу після підвищення кваліфікації в Києві, разом зі своїм підрозділом, постійно виконував поставлені завдання в зоні АТО. Неодружений, залишилися брати й сестри, племінники. | 28 грудня 2015                        | Бійцю стало погано на фронті, його відвезли до лікарні міста Дзержинськ (Донецька область), вранці Петро помер через зупинку серця. Похований в рідному селі Дроздовиця. |
| 2992     |                  | Безушко Володимир Вікторович                                                 | 3 червня 1972, Новий Розділ Львівської області. Лейтенант, командир 1-го інженерно-саперного взводу 3-го механізованого батальйону 24-ї окремої механізованої бригади (Яворів). Був багатодітним батьком. | 30 грудня 2015                        | Помер через серцеву недостатність під час несення служби в селищі Козачий (Станично-Луганський район Луганська область). Похований у Новому Роздолі. |
| 2993     |                  | М. Олександр                                                                 | 1986, Миколаїв. Лейтенант поліції, боєць батальйону спеціального призначення «Миколаїв» Миколаївського гарнізону Національної поліції. Прибув до Маріуполя для посилення охорони громадського порядку. | 31 грудня 2015                        | Перебуваючи поза службою разом з трьома товаришами викликали таксі у м. Маріуполь (Донецька область). О 6:00 поблизу центрального ринку в автомобілі пролунав постріл, таксист повідомив на «102», що один з його пасажирів скоїв самогубство. Причини загибелі встановлюються. |

## Втрати силових структур в тилу під час війни
Морозов Микола Петрович, 12 грудня 1988, Василівка (Лебединський район) Сумська область. Старший сержант, технік батареї 27-ї РеАБр. Загинув 8 серпня 2015 у ДТП в Дніпропетровської області, під час перевірки добового наряду в селі Новопетрівське (Покровський район). Похований у Василівці. Залишилися батьки, дружина та маленька дитина.
 Шевчук Микола Захарович, 18 грудня 1960, 54 роки, Махнівка (Козятинський район) Вінницька область. Капітан медичної служби, лікар 95-ї ОАеМБр. Лікар-травматолог Козятинської ЦРЛ. Пропагував здоровий спосіб життя, займався фермерським господарством. Мобілізований 31.01.2015, ніс службу у Військовій медичній академії м. Київ, звідки направлений до 95-ї бригади, учасник АТО. 10 серпня 2015 повертався на передову з 10-денної відпустки. Під час слідування в складі колони до базового табору військової частини, неподалік міста Лубни (Полтавська область), у медика-військовослужбовця стався серцевий напад. Похований у Махнівці. Залишилися дружина та доросла донька.
 Пірковська-Зелинська Олена Болеславівна (позивний «Єва»), 28 травня 1974, Київ. Волонтер, керівник відділу реабілітації поранених бійців медичного підрозділу «Госпітальєри» ДУК ПС. До війни була співробітником благодійного фонду «Ніка Київ», опікувалася проблемами ВІЛ-інфікованих і наркозалежних. На початку липня Олена потрапила до Дніпропетровської лікарні ім. Мечникова з переломом хребта. Померла 15 серпня 2015 під час операції, не витримало серце. Похована на Берковецькому кладовищі Києва. Залишилися чоловік, який воює в зоні АТО (розвідник) та 18-річний син — волонтер.
 Кононенко Сергій Олександрович, 1 березня 1979, Чигирин Черкаська область. Молодший сержант, артилерист. Призваний за мобілізацією як доброволець. Помер 19 серпня 2015 у Львівському військовому шпиталі від двосторонньої пневмонії, на яку захворів під час несення служби на Яворівському полігоні. Залишилися мати і неповнолітній син.
 Луць Євгеній Михайлович, 29 травня 1963, 52 роки, Велика Кам'янка Коломийський район Івано-Франківська область. Мешкав у м. Коломия. Солдат, стрілець ЗСУ. Мобілізований у січні 2015 як доброволець. Після кількох місяців навчань, відбув до зони АТО. У липні 2015, під час повернення до зони АТО після короткої відпустки, було діагностовано рак легенів IV ступеню, потрапив до Запорізького військового шпиталю. За допомогою волонтерів у важкому стані перевезений реанімобілем до Коломийської ЦРЛ. 22 серпня 2015 стан здоров'я погіршився, і Євгеній помер. Похований на Алеї Слави міського кладовища Коломиї. Залишилися дві дорослі доньки.
 Фень Олег Леонідович (позивний «Катастрофа»), 13 липня 1979, Кременчук Полтавська область. Солдат, гранатометник 93-ї ОМБр. Закінчив ПТУ № 22 за спеціальністю «слюсар-зварювальник». Армійську службу проходив у Західній Україні. Працював на будівництві у Києві. Мобілізований 15.08.2014 як доброволець, з жовтня перебував на передовій у зоні АТО, захищав Донецький аеропорт. Помер 23 серпня 2015 від гострої серцевої недостатності в місті Кременчук під час короткої відпустки. Приїхав додому провідати доньку після операції. Скаржився на погане самопочуття, але до лікаря звернутися не встиг. Близько 17:00 тіло Олега знайшли у під'їзді будинку по вул. Гвардійській. Похований на Свіштовському кладовищі Кременчука. Залишилися дружина та 6-річна донька.
 Кузьменко Андрій Анатолійович, 29 січня 1976, Білопілля Сумська область. Водій 169-го НЦ. Добровольцем пішов до ЗСУ у квітні 2015. Загинув (помер) 29 серпня 2015 на полігон «Широкий лан» у Миколаївській області. Похований у Білопіллі.
 Мидловець Олександр Миколайович, 5 січня 1968, Енергодар Запорізька область. Розвідник артилерійського підрозділу 92-ї ОМБр. Працював зварником у медико-санітарній частині Енергодара. Мобілізований 31.07.2014, в зоні АТО провів 8 місяців, обороняв місто Щастя під Луганськом, за бойові заслуги був нагороджений медаллю «Захиснику Вітчизни». 31 серпня отримав важкі поранення верхніх кінцівок в результаті необережного поводження з гранатою РГД-5 у розташуванні військової частини в Башкірівці, тоді постраждали ще кілька військовослужбовців. Помер 5 вересня 2015 від поранень у лікарні міста Чугуїв (Харківська область). Залишилися мати, дружина та двоє дітей, 20-річна донька і 15-річний син.
 Логунов Роман Васильович (позивний «Мер»), 17 червня 1980, Фастів Київська область. Молодший сержант 4-го БОП НГУ «Крук» (в/ч 1241). Служив із серпня 2014, пройшов три ротації в зоні АТО. 6 вересня 2015 близько 20:30 на території навчально-тренувального центру НГУ «Лисець» (Старий Лисець Тисменицький район Івано-Франківська область) стався обвал сходової клітки резервного входу до приміщення їдальні. Роман загинув на місці, ще четверо бійців травмовані. Похований у Києві на Байковому кладовищі.
 Берталон Віталій Йосипович (позивний «Буля»), 19 травня 1986, Буштино Тячівський район Закарпатська область. Боєць 1-ї штурмової роти 5-го окремого батальйону ДУК ПС. Виріс у багатодітній сім'ї. Неодружений. Активний учасник Революції Гідності. З Майдану поїхав на фронт, провів на передовій кілька місяців, воював у районі селища Піски під Донецьком. 8 вересня 2015 о 5:45, на 106 кілометрі автодороги «Запоріжжя — Донецьк», поблизу села Орли (Покровський район) Дніпропетровської області, зіткнулись Фольксваген-Т4 бійців ДУК та УАЗ військовослужбовців ЗСУ. Після зіткнення обидва автомобілі загорілися. В результаті аварії загинули доброволець ДУК та двоє військових ЗСУ, ще один боєць «Правого сектора» у важкому стані потрапив до реанімаційного відділення (помер 14 вересня). Тіло загиблого сильно обгоріло, ідентифікація проводилася за експертизою ДНК. 5 листопада похований у рідному селі Буштино.
 Гончарук Віталій Миколайович, 17 липня 1979, Буча Київська область. Майор 156-го ЗРП (раніше полк базувався в Донецьку, після захоплення терористами в червні 2014 переведений до Золотоноші). 8 вересня 2015 о 5:45, на 106 кілометрі автодороги «Запоріжжя — Донецьк», поблизу села Орли (Покровський район) Дніпропетровської області, зіткнулись Фольксваген-Т4 бійців ДУК ПС та УАЗ військовослужбовців ЗСУ. Після зіткнення обидва автомобілі загорілися. В результаті аварії доброволець ДУК та двоє військових ЗСУ загинули на місці (ім'я другого військового не повідомляється). Похований на Бучанському міському кладовищі. Залишилися мати, вітчим, та 12-ти річна дитина.
 Коваленко Марія (позивні «Білка» / «Марічка»), 7 січня 1995, Потіївка (Білоцерківський район) Київська область. Боєць роти ПСМОП МВС «Торнадо» та працівник штабу батальйону «Айдар». Активна учасниця Революції Гідності, 27-ї сотні Самооборони Майдану. Учасник АТО. Трагічно загинула на навчаннях із БТРом (не в зоні АТО). Похована 10 вересня 2015 в с. Потіївка. Залишилася мати.
 Копосович Роман, 5 листопада 1989, Збини Воловецький район Закарпатська область. Боєць 1-го запасного батальйону «Сонечко» ДУК ПС. 08вересня о 5:45, на 106 кілометрі автодороги «Запоріжжя — Донецьк», поблизу села Орли (Покровський район) Дніпропетровської області, зіткнулись Фольксваген-Т4 бійців ДУК ПС та УАЗ військовослужбовців ЗСУ. Після зіткнення, обидва автомобілі загорілися. Один доброволець ДУК та двоє військових ЗСУ загинули на місці. Роман у важкому стані потрапив до реанімаційного відділення, помер 14 вересня 2015 в Дніпропетровській лікарні імені Мечникова.
 Копитов Юрій Левополійович (позивний «Смайлик»), 19 листопада 1978, Олександрія Кіровоградська область. Гранатометник 28-ї ОМБр. Закінчив ПТУ № 7. Працював у приватній охоронній фірмі «Ягуар», потім їздив на заробітки, був електриком і будівельником. Писав пісні, добре грав на гітарі. Мобілізований у травні 2015. Воював в районі міста Мар'їнка на Донеччині. Помер 18 вересня 2015 у розташуванні військової частини біля села Улянівка під Миколаєвом. О пів на першу ночі тіло Юрія знайшли біля намету. За попередніми даними, помер від раптової зупинки серця. Похований на військовому кладовищі Олександрії. Залишилася мати, сестри, брат, дружина та троє дітей, дві доньки 11 і 13 років, та 18-річний син.
 Трофимчук Василь Васильович, 23 лютого 1978, Новоіванівка (Теофіпольський район) Хмельницька область. Водій БТР 28-ї ОМБр. Працював трактористом у господарстві. Мобілізований 14.08.2014, проходив підготовку у Навчальному центрі в с. Старичі. Був направлений до 28-ї бригади, учасник АТО. Помер 20 вересня 2015 у м. Київ на залізничному вокзалі, коли їхав із зони АТО з Лисичанська до Старичів. Рідні кажуть, що на тілі і голові чоловіка синці, у свідоцтві про смерть записано, що помер від серцевої недостатності. Похований в Новоіванівці. Залишилися батьки та брат.
 Яковенко Олександр Володимирович (позивний «Палач»), 15 листопада 1983, Суми. Боєць 3 роти 5-го окремого батальйону ДУК ПС. Воював під Донецьком в районі селища Піски, у квітні 2015 був поранений в бою. Загинув від вибуху 21 вересня 2015 о 5:30, внаслідок необережного поводження з гранатою РГД-5 в штабі «Правого сектора» на вул. Рибалка у місті Суми. Напередодні ввечері він разом з трьома побратимами приїхав із зони проведення АТО. Похований на Алеї почесних громадян Центрального кладовища міста Суми. Залишилися батьки.
 Шолудько Сергій Олексійович, 26 березня 1977, Мізоч Здолбунівський район Рівненська область. Старшина, головний сержант — командир гармати. Працював у Мізоцькій школі-інтернаті. Мобілізований 10.03.2015, учасник АТО, ніс службу в районі Маріуполя. Помер 23 вересня 2015 о 19:45 в смт Мирне (Мелітопольський район) Запорізької області через зупинку серця. Похований у Мізочі. Залишилися дружина та двоє синів, 18 і 16 років. Прим. В смт Мирне дислокується 56-та ОМПБр.
 Голінський Сергій Володимирович, 21 листопада 1969, Олександрія Кіровоградська область. Водій 406-ї ОАБр. Закінчив ПТУ № 33. Строкову службу проходив у морфлоті. Працював на розрізі «Костянтинівський» на розкривній ділянці. Мобілізований у березні 2015 до 26-ї ОАБр. Учасник АТО, воював у Широкиному. У вересні 2015 направлений з медпункту в/ч А2062 (м. Миколаїв) до ВМКЦ Південного регіону (м. Одеса) з діагнозом "хронічний вірусний гепатит С в стадії загострення". Після лікування, був комісований за станом здоров'я та направлений до військової частини для подальшого звільнення за станом здоров'я. За два тижні, безпосередньо з намету в/ч, був діставлений "швидкою" до Білгород-Дністровської ЦРЛ м. Білгород-Дністровський Одеської області, де й помер 17 жовтня 2015. За документами звільнений із ЗСУ 15 жовтня. Батьки через суд намагаються встановити обставини смерті. Розлучений, залишився дорослий син.
 Остапенко Олег Володимирович, 28 жовтня 1993, Колодяжне (Ковельський район) Волинська область. Старший лейтенант, командир взводу — заступник командира інженерно-саперної роти з озброєння групи інженерного забезпечення 30-ї ОМБр. В лютому 2015 достроково закінчив НАСВ ім. гетьмана П. Сагайдачного (Львів. Для проходження служби був направлений у Новоград-Волинський, звідти — в зону АТО, в район Бахмута. На фронті достроково отримав звання старшого лейтенанта. 22 жовтня 2015 22-річний захисник помер під час перебування у відпустці в рідному селі, в результаті гострого серцевого нападу. Похований в с. Колодяжне. Залишились батьки і брат (теж військовий). В січні 2016 нагороджений орденом Богдана Хмельницького ІІІ ст., вже посмертно.
 Полюхович Микола Григорович, 19 грудня 1977, Піщів Новоград-Волинський район Житомирська область. Солдат 28-ї ОМБр. Мобілізований улітку 2015 як доброволець. Загинув 26 жовтня 2015 внаслідок нещасного випадку на загальновійськовому полігоні «Широкий Лан», Миколаївська область. Похований в рідному селі. Залишились мати і сестра.
 Костик Володимир Іванович, 25 грудня 1985, Стебник (Дрогобицька агломерація) Львівська область. Солдат 14-ї ОМБр. Трагічно загинув 19 листопада 2015 під час лікування у 6-ій МКЛ м. Дніпро. Похований у Стебнику. Залишилися батьки.
 Житель Києва, полковник, начальник відділу оперативного чергування центру забезпечення службової діяльності Міністерства оборони і Генштабу ЗСУ, загинув 26 листопада 2015 року у 169-му навчальному центрі Сухопутних військ Збройних Сил України «Десна» під час проведення занять з бойової підготовки внаслідок вибуху ручної кумулятивної гранати.
 Приведа Петро Васильович, 26 липня 1994, Залуччя (Чортківський район) Тернопільська область. Військовослужбовець БПСПОП «Тернопіль». Закінчив Тернопільське вище професійне училище ресторанного сервісу і торгівлі. В липні 2014 добровольцем пішов до батальйону міліції. Протягом 2014—2015 років тричі виїздив у відрядження в зону АТО. 22.06.2015, під час відпустки, потрапив у ДТП, внаслідок якої отримав важку черепно-мозкову травму та впав у кому. З Борщівської районної лікарні був доправлений до Тернопільської обласної лікарні, де зробили операцію, почалася післяопераційна гідроцефалія. Переніс ще дві операції, але почався гнійний менінгіт. На початку листопада 2015 у важкому стані переведений до ВМКЦ Західного регіону (Львів), де зробили ще 2 операції. Помер 30 листопада 2015 в реанімації. Похований в с. Залучча. Залишились батьки.
 Смага Ігор Валентинович, 17 квітня 1979, Київ. Солдат, снайпер 14-ї ОМБр. Боксер, спортивний журналіст, працював у кількох редакціях, зокрема, декілька років — у «Газеті по-київськи». У 2014 пішов добровольцем у військо. Спочатку проходив навчання на Яворівському полігоні, по тому направлений в зону АТО. В листопаді 2015 приїхав до дому у відпустку. 1 грудня 2015 колишні колеги по «Газеті по-київськи» знайшли Ігора мертвим у квартирі в Києві, де він мешкав. Попередня причина смерті — серцевий напад. Залишилися батько та донька, яка проживає з мамою в іншому місті.
 Лукащук Михайло Богданович, 5 березня 1991, Коломия Івано-Франківська область. Старший лейтенант, командир роти розгородження 703-го інженерного полку. Строкову службу пройшов у 25-ій десантній бригаді. 2014 закінчив НАСВ імені гетьмана Сагайдачного у Львові. Учасник АТО, виконував бойові завдання в районі міст Дебальцеве та Маріуполь. Загинув 3 грудня 2015 о 2:40 у ДТП на Львівщині, поблизу села Бабино на трасі Самбір — Львів. Перебуваючи за кермом легкового автомобіля «Mercedes-Benz», допустив зіткнення з вантажівкою «DAF», що прямувала у тому ж напрямку. Похований в смт Заболотів.
 Капула Віктор Миколайович, 20 березня 1992, Богданівка (Тульчинський район) Вінницька область. Старший лейтенант, командир інженерно-мостобудівельної роти 703-го інженерного полку. Кадровий військовий. Учасник АТО. Загинув 3 грудня 2015 о 2:40 у ДТП на Львівщині, поблизу села Бабино на трасі Самбір — Львів, — легковий автомобіль «Mercedes-Benz» з двома офіцерами зіткнувся із вантажівкою «DAF», що прямувала у тому ж напрямку. Залишилися батьки і брат. 50-річний батько Віктора служить в зоні АТО.
 Палюх Олександр Михайлович, 20 квітня 1994, Шепель Луцький район Волинська область. Військовослужбовець НГУ. Закінчив Луцьке педагогічне училище. 2013 вступив у Східноєвропейський національний університет імені Лесі Українки. Працював вчителем музики в школі у селі Буяни. 2013 був призваний на строкову службу у Внутрішні війська МВС. 2014 підписав контракт на подальшу службу в Нацгвардії. Учасник АТО. 7 грудня 2015, під час перебування у відпустці, помер вдома внаслідок хвороби. Похований у с. Шепель. Залишилися батьки, брат і сестра. Почесний громадянин Луцького району.
 Порубаний Валентин Миколайович, 23 лютого 1990, Торків Тульчинський район Вінницька область. Солдат 13-го ОАеМБ 95-ї ОАеМБр. Працював будівельником, займався спортом. З 15.05.2015 ніс службу в зоні АТО. Неодружений. Перебував вдома на реабілітації після важкої контузії, яку дістав від підриву на міні в зоні АТО. 6 грудня був госпіталізований із забоєм головного мозку важкого ступеню, перебував без свідомості. Помер 10 грудня 2015 в реанімації Вінницького військово-медичного центру. Похований у с. Торків. Чоловік, якого затримали за побиття, раніше був членом «Самооборони» Тульчина.
 Кузьменко Андрій Павлович, 22 жовтня 1977, м. Київ. Полковник спецпідрозділу Центру спеціальних операцій боротьби з тероризмом, захисту учасників кримінального судочинства та працівників правоохоронних органів. Військовій службі присвятив 17 років свого життя, одинадцять з них ‒ у ЦСО «А». Пройшов шлях від оперативного співробітника до керівника одного із структурних підрозділів ЦСО «А». У його професійній біографії сотні бойових операцій. Двічі брав участь у миротворчих місіях, у складі спеціальної групи здійснював заходи із забезпечення безпеки українського посольства в Республіці Ірак. Одним із перших був направлений до району проведення АТО на Донбасі. У перервах між відрядженнями на Схід брав участь у спецопераціях «Альфи». 10 грудня 2015 брав участь у затриманні диверсантів в м. Києві, які тримали арсенал зброї і переховувалися в квартирі багатоповерхівки. Під час збройного опору зловмисників закрив собою від куль товаришів і цим також врятував життя дитини, яка теж перебувала у приміщенні. За особисту мужність і самопожертву під час виконання спеціального завдання Указом Президента України від 11.12.2015 року був нагороджений орденом Богдана Хмельницького III ступеня (посмертно). Залишилася дружина і двоє синів.
 Рак Володимир Григорович, 6 квітня 1957, 58 років, Підбереж Долинський район (Івано-Франківська область). Проживав у с. Кудлатівка. Закінчив Стрийське ПТУ, служив в армії, їздив на заробітки до Сибіру. Після одруження проживав у селі Кудлатівка Калуського району. Незважаючи на те, що був інвалідом III групи, у серпні 2015 пішов добровольцем до військкомату. Був направлений на Рівненський полігон, потім ніс службу на Яворівському полігоні. Під час несення служби на Яворівському полігоні захворів, у Львівському шпиталі Володимиру зробили операцію на нирці. 45 днів був вдома на реабілітації, 14 грудня повернувся на службу, а 16 грудня 2015 помер. Похований у с. Підбереж. Залишилися дружина та 19-річний син.
 Сигунцов Микола Володимирович, 12 квітня 1986, Миколаїв. Поліцейський Патрульної поліції Національної поліції України. Учасник АТО, був командиром гармати гаубичної батареї Д-30 артилерійського дивізіону 79-ї ОАеМБр, служив з березня 2014 по березень 2015, воював в зоні АТО. Після повернення до Миколаєва пройшов відбір і став патрульним поліцейським. Помер 18 грудня 2015 в Миколаєві через зупинку серця уві сні. Раніше на здоров'я не скаржився. Похований на Центральному міському кладовищі Мішково-Погорєлово. Залишилися батьки, дружина та маленька донька.
 Токар Юрій Миколайович, 22 листопада 1975, с. Гарманівка Компаніївського району, Кіровоградська область. Старший лейтенант 17-ї ОМБр. Мобілізований в серпні 2015, прослужив у зоні АТО півроку. 20 грудня 2015 знайден мертвим у наметі на загальновійськовому полігоні «Широкий Лан», Миколаївська область. За висновком медекспертів, пішов з життя через загострення панкреатиту. Похований на Новолелеківському цвинтарі в Кіровограді. Залишилися дружина дорослий син і донька шкільного віку.
 Коротнян Василь Олександрович, 8 вересня 1984, Мелітополь Запорізька область. Солдат, мінометник 3-го ОАеМБ «Фенікс» 79-ї ОАеМБр. Призваний за мобілізацією, брав участь в АТО, служив у секторі «Маріуполь». До демобілізації залишався місяць. 23 грудня 2015 застрелився з автомата на території військової частини у Запорізькій області.
 Смолинський Андрій,  1973, Охтирка Сумська область. Військовослужбовець ЗСУ. Загинув 26 грудня 2015 в результаті вибуху гранати на власному подвір'ї у м. Охтирка під час відпустки, до якої військовослужбовець прибув із зони проведення АТО. Залишилася сестра та тяжкохвора мати.

## Померлі демобілізовані учасники АТО
Збаразький Максим, 24 роки, Зарічани Житомирський район Житомирська область. Військовослужбовець 30-ї ОМБр. Рік тому отримав важкі поранення хребта і внутрішніх органів під Авдіївкою. Усім селом збирали гроші на лікування. Те, що Максим зумів піднятися, він сам і його близькі вважали дивом. 4 вересня 2015 повісився у своєму будинку в селі Зарічани. Батьки визнають, що останнім часом у сина була депресія і що траплялися сварки з коханою дівчиною, але причину самогубства вбачають в душевній рані, нанесеної війною.
 Іваненко Олександр Олександрович, 16 грудня 1984, Іванопіль (Коростенський район) Житомирська область. Солдат, стрілець 30-ї ОМБр. Мобілізований 12.04.2014 року. 30 липня 2014, виконуючи бойове завдання, група солдатів 30-ї бригади на двох машинах МТ-ЛБ потрапила у засідку ворога між с. Степанівка та с. Дмитрівка Шахтарського району Донецької області, Солдат Іваненко з численними осколковими пораненнями потрапив у полон, з серпня 2014 був у списках полонених, офіційно вважався зниклим безвісти. Пережив знущання на т. зв. «параді полонених» в Донецьку 24.08.2014, 12 вересня був звільнений за обміном. Проходив довготривале лікування у шпиталях. Коли почав оформляти інвалідність, йому повідомили що потрібно дочекатись висновку МСЕК у військовій частині. Наприкінці серпня повернувся до військової частини у м. Новоград-Волинський, де помер 7 вересня 2015 рано вранці, — організм не витримав навантаження. Похований в Іванополі. Залишилися батьки, дружина та маленький син.
 Кічмаренко Сергій Володимирович (позивні «Чік»/«Махачкала»), 24 травня 1982, Студена Піщанський район Вінницька область. Демобілізований учасник АТО. Офіцер, військовослужбовець 7-го ОПАА та 51-ї ОМБр. Миротворець (Косово). З початком російської агресії проти України подолав численні бюрократичні перепони, аби знову служити. Мобілізований 20.06.2014. Після підготовки на Рівненському полігоні потрапив до свого 7-го полку, згодом, у складі 51-ї ОМБр, — під Іловайськ. В боях під час виходу з оточення був поранений і потрапив у полон. На війні у Сергія була потрощена від вибуху нога, травми, переломи, декілька осколків у тілі. Лікувався у Львові та Вінниці, через стан здоров'я демобілізувався, пішов на пенсію. 14 вересня 2015 на автовокзалі смт Піщанка (Вінницька область) відчув себе погано, викликали «швидку», але врятувати його не вдалося, помер від серцевого нападу. Похований на кладовищі смт Піщанка. Залишились батьки, дружина та 10-річний син.
 Приходько Артем, 31 рік, Київ. Демобілізований учасник АТО. Військовослужбовець 12-го ОМПБ «Київ». Вбитий у ніч на 27 вересня 2015 у Києві під час сутички в кафе «Пальміра». Троє чоловіків зачепилися до учасників АТО, які відпочивали в кафе, та під час конфлікту застосували пістолет Макарова. Тікаючи з місця події на автомобілі один з нападників наїхав на Артема і 200 метрів протягнув його під машиною. Від отриманих травм Артем помер.
 Гаденко Олександр Георгійович (позивний «Капкан»), 9 червня 1969, Сторожинець Чернівецька область. Демобілізований учасник АТО. Майор, командир інженерно-саперного взводу механізованого батальйону. Закінчив Кам'янець-Подільське вище військово-інженерне командне училище. На військовій службі з 01.08.1986, служив в Алтайському краї РРФСР, за 2,5 роки повернувся в Україну, служив в Одесі, Білій Церкві, у танковому полку в Сторожинці. Після розформування полку 29.01.2004 звільнився в запас. Їздив на заробітки, потім влаштувався майстром в райавтодор. Під час війни проходив службу за мобілізацією з 19.08.2014 по 30.09.2015, після перепідготовки у Новограді-Волинському з 22.12.2014 — в зоні АТО на Луганщині. Бійці називали його «батя», за 9,5 місяців на фронті у взводі майора Гаденка не було жодного загиблого. Повернувшись до дому, раптово помер 7 жовтня 2015 — чоловікові стало зле під час роботи на городі, за попередніми даними обірвався тромб. Похований на Центральному кладовищі Сторожинця. Залишились мати, дружина, дві доньки та онук.
 Рябокрис Віталій Ігорович, 8 серпня 1989, Красне (Згурівський район) Київська область. Демобілізований учасник АТО. Військовослужбовець артилерійського підрозділу 72-ї ОМБр. З березня 2014 по березень 2015 служив за мобілізацією, брав участь у бойових діях на Донеччині. Загинув 2 листопада 2015 рано вранці у ДТП на виїзді з смт Згурівка (Київська область). Разом з Віталієм загинув його односелець Руслан Соботович.
 Грицишин Анатолій Григорович (позивний «Шахтар»), 16 жовтня 1969, Андріївка (Радехівський район) Львівська область. Боєць 8-го окремого батальйону «Аратта» ДУК ПС. Воював у зоні АТО. Загинув 13 листопада 2015 на Львівщині у пожежі, яка сталася близько 2-ї години ночі в ресторані під Червоноградом, де Анатолій працював охоронцем. 28 листопада воїна-захисника поховали з військовими почестями на кладовищі с. Андріївка.
 Аландарев Геннадій, 22 серпня 1960, Київ. Учасник АТО, за повідомленнями ЗМІ, — боєць батальйону «Айдар», але ветерани батальйону цю інформацію не підтвердили та висловили припущення, що це волонтер Генадій, який приїздив до м. Щастя на бусі. 6 грудня 2015 наклав на себе руки, підірвавши гранату, на Трухановому острові біля Московського мосту у м. Києві. У кишені знайшли передсмертну записку. Залишився син.
 Власюк Володимир Володимирович, 12 вересня 1973, Тернопіль. Проживав у м. Стрий Львівська область. Військовослужбовець 7-го ОПАА. Призваний за мобілізацією, служив з березня 2014 по березень 2015. З грудня 2014 — на Луганщині, поблизу Сватове. Через рік служби був демобілізований. Тяжко захворів під час служби в зоні АТО. Проходив лікування у Львівському обласному шпиталі. Помер від важкої хвороби. Похований 14 грудня 2015 у Стрию. Залишилися батьки, дружина та 21-річний син.
 Гонтарь Юрій Миколайович, 8 жовтня 1981, Рясне (Краснопільський район) Сумська область. Демобілізований учасник АТО. Механік-водій БМП-2 1-го взводу 6-ї роти 2-го батальйону 30-ї ОМБр. Учасник оборони Дебальцеве, в одному з боїв із російськими танками бойова машина Юрія була підбита, тоді він витягнув з полум'я екіпаж, врятувавши життя побратимам. Нещодавно повернувся додому на Сумщину, у рідне Рясне. Загинув 15 грудня 2015 внаслідок трагічного випадку.
 Коропецький Ігор Йосипович (позивний «Вітер»), 2 жовтня 1957, 58 років, Івано-Франківськ. Демобілізований учасник АТО. Офіцер, артилерист ОЗСпП НГУ «Азов». В радянські часи проходив службу у танкових військах, мав офіцерське звання, тож у 2014 добровольцем поїхав у зону АТО розвивати танковий напрямок. Під час перших боїв за Іловайськ отримав тяжку контузію. Після демобілізації продовжив лікування, займався оформленням документів учасника бойових дій. Поїхав до Києва на лікування, по дорозі разом з дружиною заїхав до доньки в м. Ірпінь. 30 грудня 2015 в квартирі Ігору стало погано, та коли приїхала «швидка», він вже помер. Похований на Алеї слави міського кладовища Івано-Франківська в Чукалівці. Залишилися дружина та донька.